# Guerra d'indipendenza americana
La guerra d'indipendenza americana, nota negli Stati Uniti principalmente come guerra rivoluzionaria americana (in inglese: American War of Independence o American Revolutionary War) e in Francia, raramente, come guerra d'America (in francese: guerre d'Amérique), fu il conflitto che, tra il 19 aprile 1775 e il 3 settembre 1783, oppose le Tredici colonie nordamericane, diventate successivamente gli Stati Uniti d'America, alla loro madrepatria, il Regno di Gran Bretagna.
A partire dal 1778 la guerra, iniziata come ribellione indipendentista locale, si trasformò in un conflitto globale tra le grandi potenze europee per il predominio sui mari e nei territori coloniali. La Francia entrò in guerra a fianco degli americani e, in alleanza anche con la Spagna e le Province Unite, cercò di sfidare il predominio britannico e di ottenere la rivincita dopo la sconfitta nella guerra dei sette anni. La Gran Bretagna invece poté rafforzare il suo corpo di spedizione in America reclutando numerosi contingenti di truppe mercenarie tedesche, i cosiddetti Assiani, forniti, dietro compenso in denaro, dall'Assia-Kassel, dall'Elettorato di Hannover e da altri piccoli stati tedeschi.
Dopo alterne vicende, la sconfitta britannica a Yorktown contro le forze franco-americane guidate dal generale George Washington e dal generale Jean-Baptiste de Rochambeau, segnò una svolta decisiva della guerra. Il trattato di Parigi, firmato nel 1783, pose ufficialmente fine al conflitto, già concluso di fatto tra il 1781 e il 1782. Con la pace, gli Stati Uniti furono riconosciuti dal Regno di Gran Bretagna, che dovette cedere alla Francia il Senegal, Saint Lucia e Tobago, alla Spagna la Florida e Minorca e alle Province Unite le sue colonie asiatiche. La Francia tuttavia, nonostante alcuni successi, non riuscì a strappare alla Gran Bretagna il dominio dei mari e la corona britannica mantenne il possesso delle Antille e del Canada, mentre buona parte dell'India rimaneva sotto il controllo della Compagnia britannica delle Indie orientali.

## I contrasti tra le colonie americane e la Gran Bretagna

### Le Tredici colonie dopo la guerra dei sette anni
Londra esigeva che i sudditi americani contribuissero al pagamento delle spese del vasto "impero" nordamericano. Dopo la guerra dei sette anni, infatti, l'Inghilterra si trovava in serie difficoltà economiche (crisi finanziaria) a cui tentò di porre rimedio con due fondamentali provvedimenti: lo Sugar Act (che imponeva alti dazi sui prodotti di importazione dall'estero, specialmente Caraibi) e lo Stamp Act (che imponeva un bollo sui documenti ufficiali e sui giornali); inoltre la madrepatria ribadiva il proprio monopolio industriale vietando di fatto lo sviluppo autonomo delle colonie, preoccupandosi, com'era ovvio, non tanto dei loro particolari interessi, quanto degli interessi globali dell'impero. Né da una parte né dall'altra esisteva di fatto un'aperta volontà di scontro e le colonie servivano come pura fonte di materie prime utili allo sviluppo inglese.
Se si giunse alla completa rottura fra le colonie e la madrepatria, alla Dichiarazione d'indipendenza degli Stati Uniti d'America e alla guerra, fu perché agivano ragioni profonde e oggettive da individuare come cause reali della rivoluzione americana: le colonie non si sarebbero potute sviluppare sino a diventare il primo nucleo degli Stati Uniti d'America, se fossero rimaste inquadrate e soffocate nell'organizzazione monarchica inglese.
Fin dal 1743, Benjamin Franklin aveva proposto d'inventariare le risorse agricole, minerali, industriali che la scienza avrebbe permesso di mettere a buon frutto. George Washington, per quanto appartenente a una famiglia di ricchi proprietari di piantagioni della Virginia, aveva esperienza sufficiente per ragionare non nei termini provinciali del profondo Sud, ma secondo prospettive globali di sviluppo.

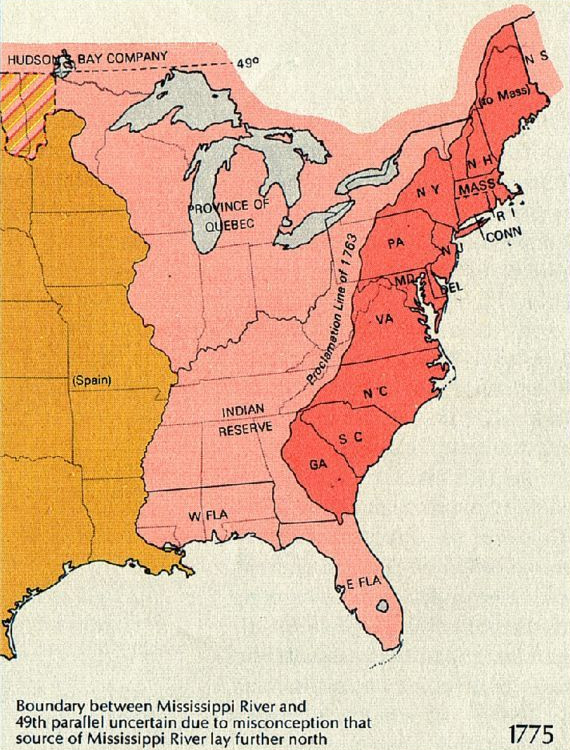
1775: le Tredici colonie sono la zona rossa, i domini inglesi quella rosa, i domini spagnoli quella arancione

La guerra dei sette anni aveva posto fine alla dominazione francese sui territori canadesi, cosicché i coloni non avevano più quella necessità di protezione che era stato uno dei principali motivi di attaccamento alla patria di origine. Ciò li rendeva più insofferenti dei privilegi che l'Inghilterra si era riservata, che risultavano tanto più odiosi in quanto la cultura illuministica, diffusasi anche oltreoceano, denunciava l'assurdità delle restrizioni frapposte alla libertà di commercio.
La guerra era stata estremamente costosa per la Gran Bretagna che aveva dovuto ulteriormente aumentare il debito pubblico fino a 139 milioni di sterline nel 1760; i britannici ritenevano assolutamente logico che le spese per il mantenimento dell'Impero fossero condivise anche dalle colonie americane che facevano integralmente parte di questa imponente struttura politica enormemente accresciuta dopo la vittoria sulla Francia.
La conclusione del conflitto aveva deluso le colonie americane e soprattutto le classi mercantili più ricche che avevano previsto un grande ampliamento delle loro attività economiche dopo la vittoria e l'acquisizione dei territori francesi. Con un apposito proclama reale preparato da Lord Shelburne nel 1763 i territori a ovest dei Monti Allegheny invece erano stati interdetti alla colonizzazione americana. Questa decisione era almeno in parte motivata dalla volontà di evitare uno scontro generale con le popolazioni native, ma aveva provocato la riprovazione di alcune potenti società commerciali come la "Compagnia delle terre del Mississippi" costituita da ricchi piantatori tra cui George Washington, e una società di Filadelfia di cui era partecipe anche Benjamin Franklin.
A ciò si aggiunsero molteplici iniziative del Parlamento, intese, come abbiamo detto, a imporre anche ai coloni l'obbligo di contribuire alle spese dell'impero. Si trattava di imposte indirette su generi che avevano un'importanza non trascurabile per gli americani: le tasse doganali percepite dal governo inglese non erano sufficienti a pagare le spese dei corpi militari e dei funzionari stanziati in America.

### Il problema delle imposte
D'altra parte i coloni erano abituati a pagare soltanto le imposte locali.
Nel 1765 il governo inglese volle estendere alle colonie una tassa del bollo, già in vigore nella madrepatria, per la quale ogni uso della carta, nei giornali, nei documenti commerciali, negli atti legali, eccetera, era sottoposto a un tributo, che veniva pagato mediante l'apposizione di un bollo (questo documento passò alla storia sotto il nome di "Stamp Act"). Gli inglesi giustificarono l'introduzione del tributo, sostenendo che lo stesso era in vigore in madrepatria.
Poiché il consenso dei contribuenti nella determinazione delle imposte era uno dei cardini tradizionali della libertà inglese fin dai tempi della Magna Carta, i coloni si rifiutarono di ottemperare alla legge e posero l'alternativa o di poter inviare i propri rappresentanti in Parlamento, o di essere esonerati da ogni tassa non approvata dai loro rappresentanti, secondo il famoso principio No taxation without representation, (ossia, letteralmente, “niente tassazione senza rappresentanza”), che era diventato uno slogan del partito whig. Dal momento che «La libertà consiste nell'obbedire alle leggi che ci si è date e la servitù nell'essere costretti a sottomettersi ad una volontà estranea» (Robespierre), e «Nulla denota uno schiavo se non la dipendenza dalla volontà di un altro» (Algernon Sydney), essere sottoposti a leggi che non si è contribuito a formare equivaleva per i coloni alla schiavitù; i coloni sentivano cioè di essere trattati dall'Inghilterra come schiavi («miserabilmente oppressi come i nostri neri», per George Washington): «Non vogliamo essere i loro negri!» (John Adams).
Di fronte alla protesta dei coloni, la legge sul bollo fu abrogata ma fu sostituita con una serie di imposte indirette su alcune merci (carta, vernici, piombo, tè), che le colonie importavano dall'Inghilterra. La portata economica di questi provvedimenti era molto limitata, ma con essi il Parlamento intendeva porre una questione di principio, facendo valere concretamente il suo diritto di tassare tutti i sudditi dell'impero. I coloni non accettarono l'impostazione del Parlamento, la questione di principio rimase irrisolta e nel 1770 le imposte indirette furono tutte abolite, salvo quella sul tè.

### La rivolta del tè a Boston e le "leggi intollerabili"

Rappresentazione coeva del Boston Tea Party

Nel 1773 la Compagnia britannica delle Indie orientali ottenne dal Parlamento il diritto di vendere in esclusiva, e mediante i suoi stessi agenti, il tè che essa importava dalla Cina, tagliando fuori gli intermediari americani che avevano fino ad allora goduto di un ampio e fruttuoso giro di affari.
I commercianti americani di tè, sostenuti dall'opinione pubblica e dalle organizzazioni popolari dei Figli della libertà (Sons of Liberty), organizzarono di rimando il boicottaggio delle merci inglesi: questa azione culminò in un episodio particolarmente clamoroso, quando alcuni Figli della libertà, travestiti da Indiani, assalirono le navi della Compagnia alla fonda nel porto di Boston e gettarono in mare il carico di tè (episodio noto come Boston Tea Party, del 16 dicembre 1773).
Il re Giorgio III e il governo di Londra reagirono violentemente ai fatti di Boston: nell'aprile 1774 vennero approvate quattro disposizioni legislative che divennero subito famose in America come le "Leggi intollerabili" (Intolerable Acts). Questi decreti prevedevano in primo luogo la chiusura punitiva del porto di Boston dal 1º giugno 1774 fino al momento in cui non fosse stato risarcito il danno economico della distruzione del tè; oltre ad altre disposizioni sull'amministrazione della giustizia e sull'alloggiamento delle truppe britanniche, venne promulgato soprattutto il Massachusetts Government Act che sottraeva al controllo dei coloni l'elezione dei consigli, assegnando ogni potere amministrativo al governatore inviato da Londra; a maggio 1774 il generale Thomas Gage assunse l'incarico di governatore dello stato del Massachusetts e capo militare con pieni poteri.
Nel giugno 1774 ad accrescere ulteriormente il malcontento dei coloni venne promulgata anche la Legge sul Quebec, che assicurava ai sudditi del Canada, di nazionalità francese, di religione cattolica e di recente acquisizione, la più ampia libertà religiosa e civile, e assegnava al Canada tutti i territori a nord del fiume Ohio, nei quali i sudditi delle tredici vecchie colonie aspiravano ad espandersi.

### L'espansione territoriale e ilQuébec Act
La limitazione della libera espansione territoriale dei coloni, che la Gran Bretagna voleva in sostanza confinare a oriente dei monti Appalachi, in favore dei Nativi che abitavano il resto del territorio, fu percepita come un atto di dispotismo e di inaccettabile limitazione della libertà dei coloni, che pretendevano di impadronirsi dei territori abitati dalle popolazioni indigene e trasformarli in terre fertili coltivate: infatti, non solo gli indigeni erano ritenuti dei selvaggi inferiori, ma la loro terra non era considerata tale perché non lavorata (secondo John Locke la base del diritto naturale alla proprietà è appunto il lavoro).
La madrepatria sembrava privilegiare gli interessi dei nativi, e in seguito quelli degli schiavi, rispetto a quelli dei bianchi, limitando la libertà di questi ultimi di impadronirsi delle terre e di schiacciare ogni opposizione delle popolazioni indiane.
Era dunque necessario eliminare il distante governo dispotico britannico, contrario agli interessi delle colonie.
Le «Leggi intollerabili», e il Quebec Act, accelerarono il processo di ribellione ormai in corso. In realtà nella società americana erano presenti forti contrasti sociali e politici; inoltre le colonie erano divise tra loro a causa soprattutto della diversa struttura economica e degli interessi conflittuali delle classi dominanti. Le correnti moderate erano potenti soprattutto negli stati centrali tra i ricchi mercanti e le classi dell'alta borghesia, mentre erano presenti anche conservatori lealisti - specialmente nelle colonie meridionali - alla corona britannica.
Le forze rivoluzionarie erano predominanti negli stati del New England soprattutto tra gli operai, i piccoli agricoltori e le classi più disagiate; questi strati popolari erano sostenuti e guidati da intellettuali radicali, avvocati e pastori della chiesa presbiteriana. Le colonie del New England conclusero una sorprendente alleanza rivoluzionaria con i coloni delle regioni di frontiera alla ricerca di terre, irritati per il Quebec Act, e soprattutto con i ricchi piantatori proprietari di schiavi degli stati meridionali, principalmente Virginia, Maryland e Carolina del Nord, che aspiravano alla totale libertà economica.

## Verso la Rivoluzione americana e la guerra

### Il primo Congresso continentale
La situazione ebbe una svolta il 17 maggio 1774 quando, in risposta alle dure misure legislative del Parlamento britannico e all'arrivo a Boston del generale Thomas Gage come governatore e nuovo comandante in capo con pieni poteri, il Rhode Island per primo propose alle altre colonie di convocare un "grande congresso di tutte le colonie". Dopo pochi giorni, il 27 maggio, anche la Virginia affermò la necessità di un congresso generale; il 17 giugno infine i radicali del Massachusetts riuscirono a organizzare, prima dell'intervento delle truppe del generale Gage, una seduta extra-legale a Boston per convocare a loro volta un congresso continentale.
Il 5 settembre 1774, si riunì a Filadelfia il cosiddetto primo Congresso continentale, formato da 55 delegati delle colonie americane eletti da organi deliberativi irregolari; dodici colonie inviarono loro rappresentanti, mentre la Georgia, la Nuova Scozia, le due Floride e il Québec non mandarono rappresentanti. Le opinioni tra i delegati non erano concordanti. Erano presenti alcuni conservatori lealisti, guidati da Joseph Galloway della Pennsylvania, che rifiutavano le istanze estremistiche; ma le loro posizioni vennero respinte; i moderati, tra cui John Jay di New York e John Dickinson della Pennsylvania, in generale aderirono alle posizioni dei radicali capeggiati dai delegati della Virginia, George Washington, Patrick Henry e Richard Henry Lee, e del Massachusetts, Samuel Adams e John Adams.
Nel Massachusetts e in tutto il New England l'atmosfera tra i coloni era molto bellicosa e a Boston la situazione stava degenerando rapidamente; il 9 settembre 1774 una convenzione di delegati ribelli sconfessò l'operato di un'assemblea sostenuta dal generale Gage ed emanò le cosiddette "risoluzioni di Suffolk" (Suffolk Resolves) che prevedevano l'opposizione anche militare contro ogni "invasione ostile" e consigliavano di fare preparativi per la guerra; queste risoluzioni oltranzistiche furono inviate al Congresso continentale che diede la sua approvazione il giorno seguente.
Il Congresso di Filadelfia approvò anche altri documenti che confermarono la risolutezza delle colonie e la loro decisione di opporsi alla madrepatria: venne promulgata una "Dichiarazione dei diritti americani" in cui si affermava che il Parlamento britannico non aveva diritto ad occuparsi delle questioni interne delle colonie; la dichiarazione, redatta principalmente da John Jay, faceva anche appello allo "spirito di giustizia degli inglesi" che erano invitati a riconoscere i pari diritti dei coloni; si auspicava anche una ritrovata amicizia sulla base della comune civiltà e della religione in opposizione al "cattolicesimo papista" che invece era stato autorizzato dalla Gran Bretagna in Canada. Nonostante questa dichiarazione moderata, il Congresso approvò soprattutto la cosiddetta "Continental Association" in cui si disponeva la costituzione di comitati per attivare e rendere efficace su tutto il territorio l'arma del boicottaggio commerciale contro le merci britanniche. Queste misure di guerra economica prevedevano la "non-importazione" e la "non-consumazione" di tutti i prodotti provenienti dalla madrepatria; il Congresso disponeva inoltre misure radicali di intimidazione e punizione contro coloro che non avessero applicato rigorosamente le decisioni della "Association". Queste misure estremistiche furono approvate anche dai delegati moderati come John Jay, i quali speravano che una dimostrazione di risolutezza e di unità delle colonie avrebbe potuto intimidire la Gran Bretagna e indurla a concessioni sostanziali.

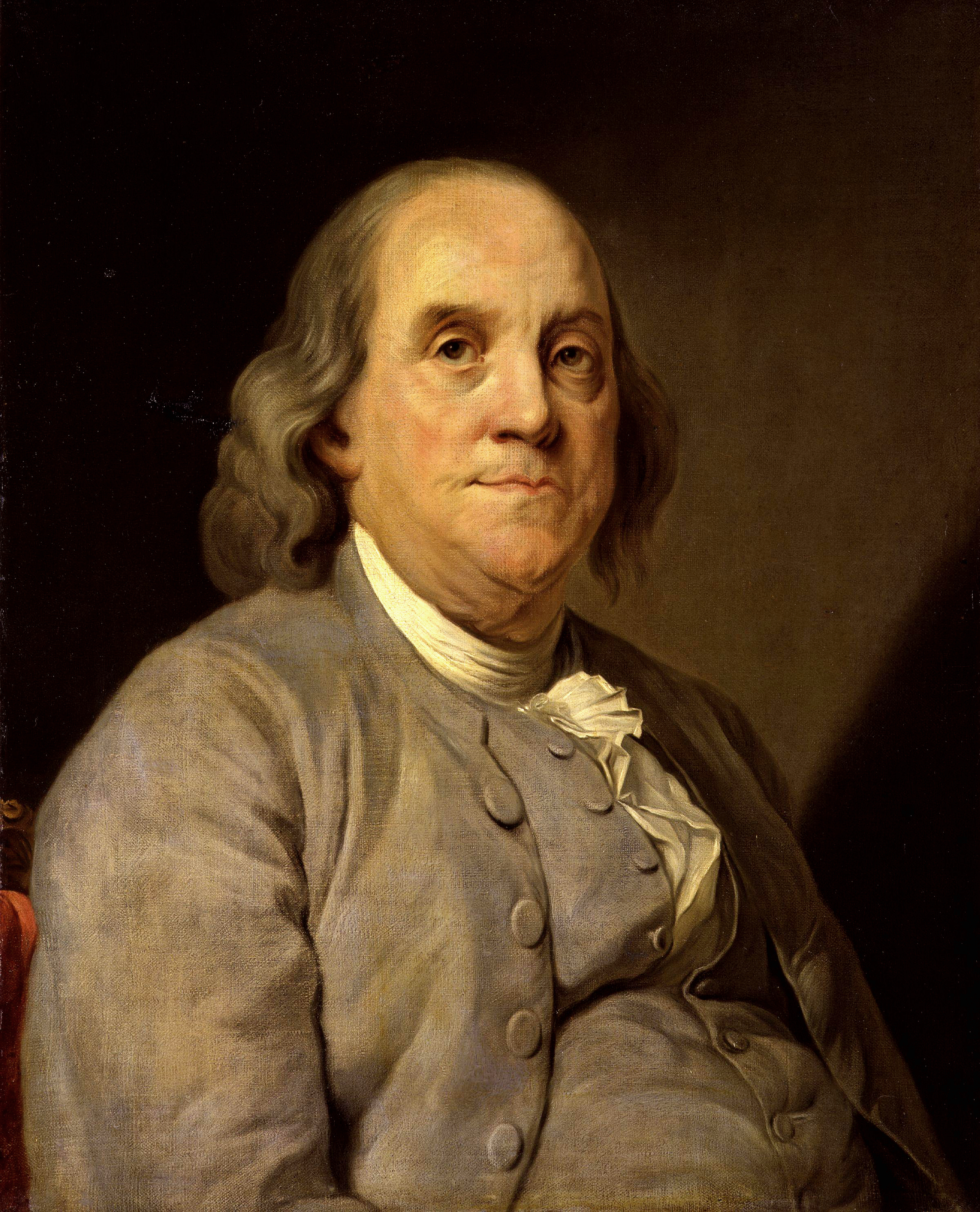
Benjamin Franklin

In Gran Bretagna effettivamente erano in corso tentativi per trovare un accordo ed impedire la rottura irreversibile con le colonie americane; nel Parlamento britannico William Pitt ed Edmund Burke parlarono eloquentemente a favore di misure conciliatorie e presentarono proposte per un compromesso che andasse incontro alle richieste degli americani riguardo al sistema di tassazione. Tra i parlamentari tuttavia predominava l'intransigenza; il 20 gennaio e il 1º febbraio 1775 vennero nettamente respinte le proposte di Pitt che prevedevano il ritiro delle truppe da Boston e la rinuncia alla tassazione delle colonie.
Non raggiunsero risultati positivi neppure i colloqui segreti in corso a Londra tra Benjamin Franklin e alcuni emissari del governo North; il rappresentante americano confermò le richieste del Congresso continentale che prevedevano l'abrogazione di tutte le norme legislative degli ultimi anni, il ritiro delle truppe da Boston e soprattutto la rinuncia del Parlamento britannico ad interferire con gli affari interni delle colonie. Le trattative fallirono per il problema cruciale del diritto sovrano del Parlamento britannico di legiferare sugli affari delle colonie su cui i rappresentanti britannici non potevano transigere; i colloqui si interruppero definitivamente il 16 febbraio 1775. Il Parlamento britannico promulgò misure che accrebbero la tensione: lo stato del Massachusetts venne dichiarato "in ribellione" e venne proibita ai coloni del New England la zona di pesca dell'Atlantico settentrionale. Il 27 febbraio 1775 infine Lord North tentò un'ultima mediazione e fece approvare la cosiddetta Conciliatory Resolution che tuttavia conteneva norme sulla tassazione che vennero ritenute assolutamente insufficienti dai rappresentanti del Congresso continentale.

### Le battaglie di Lexington e Concord

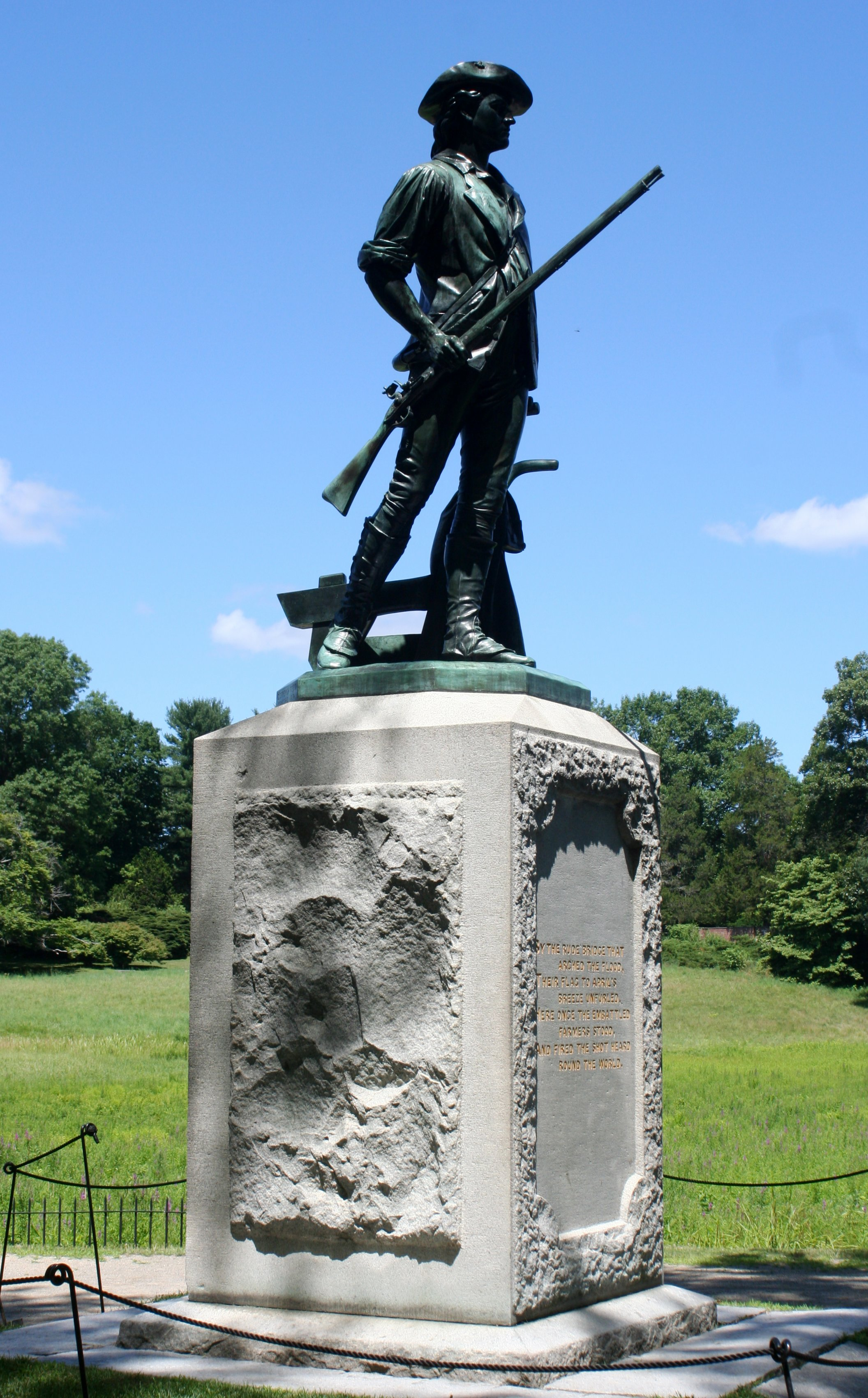
Monumento dedicato ai minutemen di Daniel Chester French

In America era ormai in corso un processo di radicalizzazione del confronto; mentre i cosiddetti "comitati di corrispondenza" si impegnavano a diffondere i sentimenti di ribellione e opposizioni in tutte le colonie, aveva avuto inizio la mobilizzazione delle milizie volontarie; soprattutto negli stati del New England si procedeva al reclutamento e addestramento dei miliziani e all'accumulo di polvere da sparo. I sostenitori dei diritti delle colonie, organizzati e aggressivi, iniziarono una attività di intimidazione e rappresaglia contro i lealisti e gli incerti che rifiutavano le misure più radicali o non applicavano rigorosamente il divieto di importazione. John Hancock venne nominato capo di un comitato di sicurezza del Massachusetts con poteri di arruolamento e organizzazione delle milizie della colonia; la milizia del New England, dominata dai capi radicali, migliorò la sua organizzazione, il suo addestramento e il suo armamento; vennero costituite le unità scelte dei cosiddetti Minutemen, pronti ad entrare in azione "in un minuto".

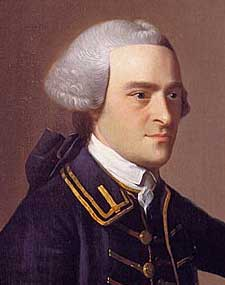
John Hancock, capo del comitato rivoluzionario del Massachusetts

Contemporaneamente in Gran Bretagna gli esponenti politici più intransigenti e i sostenitori rigorosi dei diritti supremi legislativi del Parlamento di Londra stavano guadagnando potere e dominavano all'interno del governo presieduto dal debole Lord North. Il 13 gennaio 1775 il gabinetto decise l'invio di truppe di rinforzo al generale Thomas Gage che venne invitato il 27 gennaio ad essere maggiormente risoluto contro i ribelli del New England; egli ricevette ordini precisi di estendere l'occupazione militare di Boston, arrestare i capi radicali e imporre la legge marziale. I capi politici britannici erano insoddisfatti del comandante in capo d'America; si parlò di sostituirlo con l'esperto generale Jeffrey Amherst; il 2 febbraio venne deciso, dopo il rifiuto di quest'ultimo di assumere il comando, di inviare tre generali, John Burgoyne, Henry Clinton e William Howe, in America per coadiuvare il generale Gage.
Il primo scontro tra le truppe regolari britanniche e le milizie del New England avvenne nell'aprile del 1775 nelle cittadine di Lexington e Concord. In quest'ultima cittadina, situata venticinque chilometri a nord-ovest di Boston i due capi radicali John Hancock e Samuel Adams avevano installato i depositi di armi e munizioni e i centri di reclutamento delle milizie.
Il generale Gage decise di prendere l'iniziativa e inviò una colonna di truppe a Concord per distruggere i depositi e disperdere i miliziani; i soldati britannici si misero in marcia la sera del 18 aprile 1775 I soldati speravano di sorprendere i ribelli ma alcuni patrioti partiti da Boston, tra cui Paul Revere, riuscirono ad avvertire in tempo Adams e Hancock; quindi le milizie poterono organizzare la difesa; mentre i depositi venivano messi al sicuro, i miliziani si schierarono a Lexington decisi ad opporre resistenza
La colonna britannica giunse a Lexington e ordinò ai ribelli di disperdersi ma, nell'atmosfera estremamente tesa, venne esploso un colpo a cui seguì uno scontro a fuoco generale che continuò per venti minuti e si concluse con la temporanea ritirata dei miliziani che subirono qualche perdita. Raggiunta Concord, i britannici bruciarono alcuni depositi e presero la via del ritorno per Boston, ma ben presto la situazione volse a favore delle milizie americane che intercettarono la via di ritirata e passarono al contrattacco. I britannici, a cui si era unita un'altra colonna, si trovarono in grande difficoltà durante il percorso di ritorno e subirono continui attacchi. Il 19 aprile 1775, i soldati britannici riuscirono finalmente a rientrare a Boston dopo aver subito perdite molto più pesanti dei miliziani.

### La battaglia di Bunker Hill

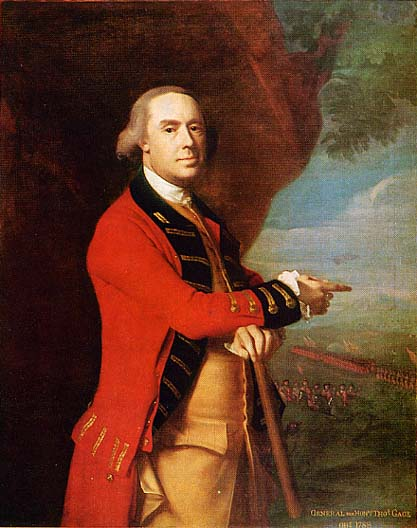
Il generale Thomas Gage, comandante in capo britannico all'inizio della guerra

Le prime notizie dei combattimenti di Lexington e Concord arrivarono a Londra il 28 maggio 1775 e furono seguite dal messaggio ufficiale del generale Gage che confermava la durezza della resistenza opposta dai miliziani americani e la determinazione e la risolutezza mostrata dai ribelli. Inoltre il generale comunicava che la sua situazione strategica era precaria: i miliziani del New England dopo gli scontri di Lexington e Concord si erano radunati in massa e avevano iniziato un vero assedio delle truppe regolari britanniche bloccate a Boston. Le notizie dei primi scontri avevano suscitato emozione in tutte le colonie, favorendo i radicali: anche New York e la Pennsylvania, che fino a quel momento erano stati tra i possedimenti più moderati, avevano deciso di inviare le loro milizie in aiuto del New England all'assedio di Boston.
Alla fine del mese di maggio il generale Gage ricevette alcuni reggimenti di rinforzo e decise di fare un tentativo di rompere il cerchio dei ribelli intorno a Boston conquistando le posizioni strategiche di Bunker Hill e Breeds Hill. I generali britannici erano ottimisti, ritennero che i miliziani non fossero assolutamente in grado di resistere ad un attacco delle truppe regolari e non fecero preparativi accurati senza predisporre forze di riserva.

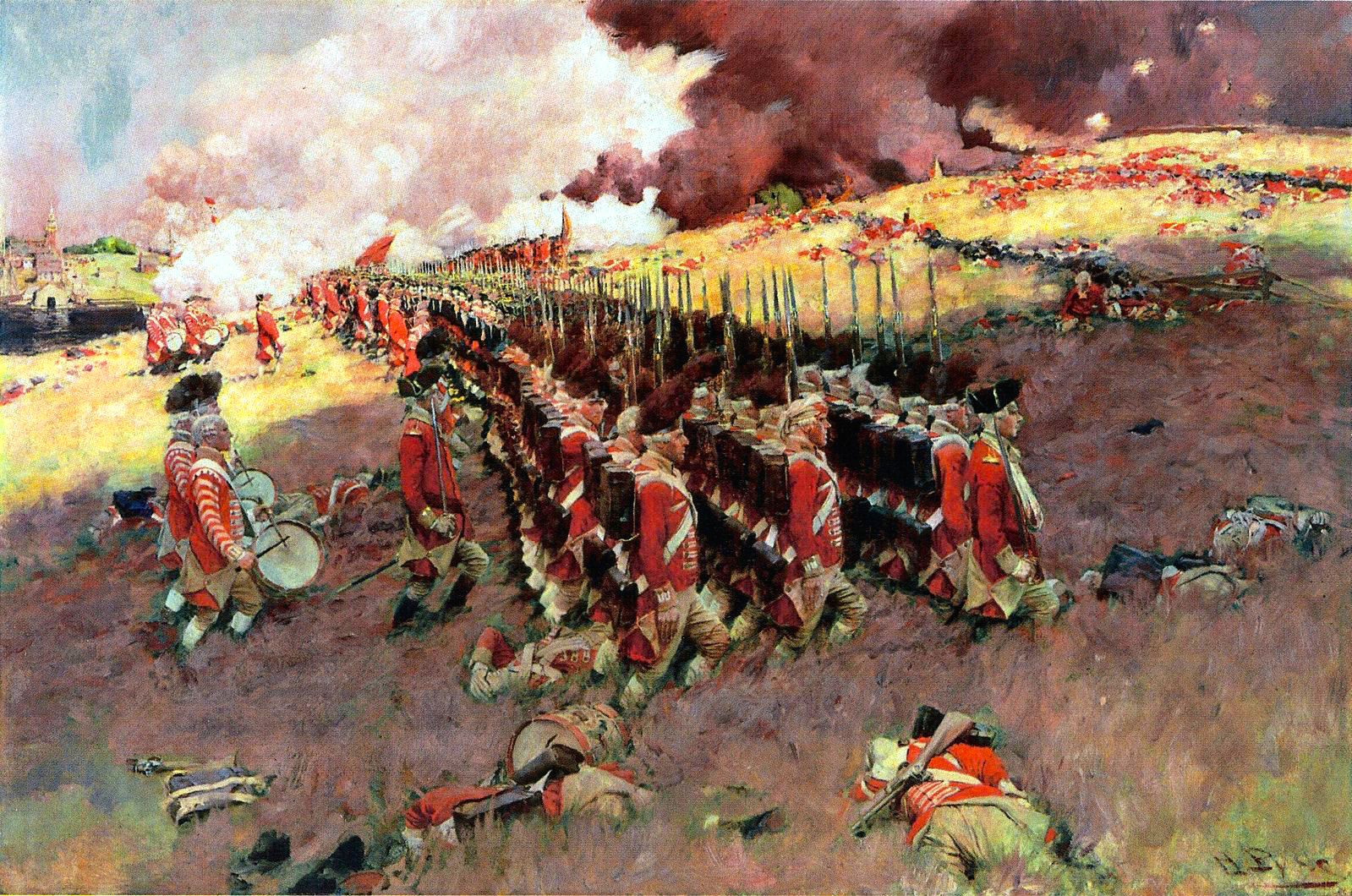
Le truppe britanniche all'attacco durante la battaglia di Bunker Hill

Il generale Gage assegnò il controllo diretto dell'attacco al generale William Howe che il 17 giugno 1775 assaltò le colline con circa 2 500 uomini. Howe sottovalutò gli americani e ritenne di trovarsi di fronte a linee difensive poco fortificate; invece nella notte i ribelli, prevedendo un attacco avversario, avevano concentrato le milizie sulla collina più elevata di Breeds Hill e avevano rinforzato le difese con fortificazioni.
I britannici iniziarono l'attacco alle nove del mattino del 17 giugno: gli attaccanti subirono un intenso e preciso fuoco di fucileria dei miliziani americani guidati dal generale Israel Putnam, e subirono pesanti perdite; i britannici furono respinti nel corpo a corpo. Anche il secondo attacco terminò con un sanguinoso fallimento e solo al terzo tentativo i britannici riuscirono finalmente a conquistare le colline. Le perdite delle truppe del generale Howe furono molto elevate: 1 050 uomini (304 morti, 741 feriti e 5 dispersi), mentre gli americani subirono solo 445 perdite (172 morti e 273 feriti) e poterono ritirarsi ordinatamente attraversando l'istmo tra il fiume Mystic e il fiume Charles, lasciato sguarnito dai britannici.
La battaglia di Bunker Hill suscitò grande impressione ed ebbe una profonda influenza dal punto di vista militare e politico; in primo luogo dimostrò che i ribelli erano numerosi, bene organizzati e molto determinati. In precedenza invece tra i militari britannici era diffusa l'illusoria opinione che i coloni fossero imbelli e "inadatti alla guerra"; sulla base delle esperienze durante la guerra Franco-indiana, il generale James Wolfe era giunto al punto di considerarli "i peggiori soldati dell'universo". Erano valutazioni totalmente errate; a Lexington e Bunker Hill i miliziani mostrarono grande capacità di resistenza e sorprendente tenacia; il generale Gage affermò che i ribelli avevano evidenziato uno "spirito e una disciplina contro di noi che non avevano mai dimostrato contro i francesi". I britannici avevano raggiunto una inutile vittoria tattica e le perdite erano state estremamente elevate. Con le forze disponibili era chiaramente impossibile per il generale Gage rompere l'assedio di Boston.

### Il Secondo Congresso Continentale e l'evoluzione verso la guerra

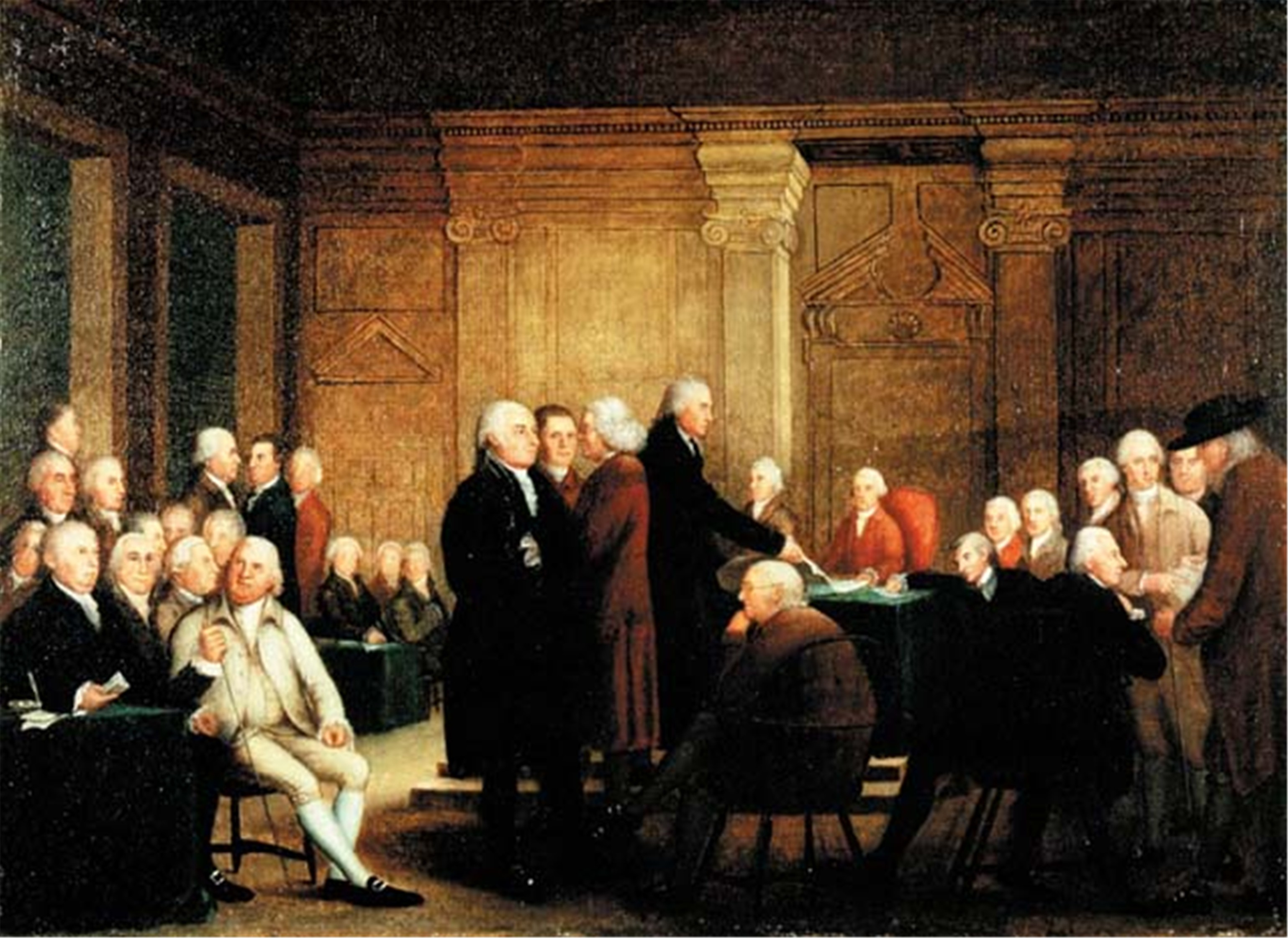
Una riunione del Secondo congresso continentale

Il 10 maggio 1775 si era riunito a Filadelfia il Secondo congresso continentale in un'atmosfera eccitata dalle notizie degli scontri a Boston e dei contemporanei combattimenti in corso in Virginia dove il governatore britannico Lord Dunmore due giorni dopo i fatti di Lexington aveva a sua volta attaccato un deposito militare delle milizie. Nonostante l'atmosfera bellicosa e le proteste dei radicali come i virginiani Richard Henry Lee e Patrick Henry, venne deciso, soprattutto su sollecitazione dei rappresentanti moderati come i newyorkesi John Jay e John Dickinson, di presentare un'ultima petizione al re per concludere un accordo di compromesso per "una lieta e permanente riconciliazione". La cosiddetta Olive Branch Petition, "petizione del ramoscello d'ulivo", venne tuttavia duramente respinta da Giorgio III che, infuriato per la resistenza armata delle colonie, rifiutò di leggere il testo proveniente da un "congresso illegale". Il Congresso di Filadelfia accanto alla petizione al re promulgò anche un secondo documento molto meno conciliante; la Declaration of the Causes and Necessity of Taking Up Arms ("Dichiarazione delle cause e della necessità di prendere le armi") nella quale venivano riassunti i motivi del contrasto con la Gran Bretagna che veniva accusata dell'aggressione a Lexington; i delegati affermavano risolutamente che "la nostra causa è giusta" e confermavano la ferma decisione di difendere con le armi i loro diritti e di non accettare "la schiavitù".
Le notizie provenienti dall'America confermavano l'estensione della ribellione; il 10 maggio 1775, giorno dell'apertura del Secondo congresso continentale, i miliziani Green Mountain Boys comandati da Ethan Allen e dal colonnello Benedict Arnold, attaccarono di sorpresa e conquistarono il Fort Ticonderoga mentre il 12 maggio gli uomini del colonnello Joseph Warren presero il forte Crown Point. La creazione ufficiale dell'Esercito Continentale avvenne il 31 maggio mentre il 15 giugno, due giorni prima della battaglia di Bunker Hill, su consiglio di John Adams, il comando venne affidato al colonnello della milizia virginiana George Washington, esperto militare veterano della Guerra franco-indiana, che venne scelto soprattutto in quanto, come esponente della Virginia, avrebbe potuto assicurare un legame politico più solido tra il New England e le colonie meridionali. Washington, nominato generale, si recò subito a Boston per controllare l'assedio delle truppe del generale Gage.. Il 27 giugno 1775 addirittura il Congresso Continentale autorizzò, partendo dalle posizioni conquistate a Fort Ticonderoga, una vera e propria invasione del Canada ritenuto una pericolosa base di partenza per attacchi britannici.
Subito dopo la battaglia di Bunker Hill, il governo di Lord North aveva dovuto finalmente ammettere la gravità della situazione e prendere le decisioni operative concrete; il primo ministro rimaneva scettico sulla possibilità di risolvere la crisi con l'impiego della forza e anche il segretario alle colonie Lord Dartmouth e il segretario alla guerra Lord Barrington erano pessimisti ed evidenziavano la scarsità di truppe disponibili per una guerra così impegnativa a 6 000 chilometri dalle isole britanniche. Il re Giorgio III invece era deciso a punire le colonie ribelli e all'interno del governo Lord Suffolk, un influente esponente delle correnti bellicose, premeva per prendere misure radicali e aveva sollecitato il sostegno dell'energico George Germain. Il 2 agosto 1775 il governo North decise di inviare ulteriori rinforzi a Boston e organizzare un grande corpo di spedizione di 20 000 uomini che sarebbe stato pronto per la primavera 1776 e avrebbe attaccato partendo da New York; il generale Gage inoltre doveva essere sostituito.
Il 23 agosto 1775 Giorgio III prese la decisione formale di dichiarare con un apposito proclama lo "stato di ribellione" delle colonie; nel proclama si ordinava alle forze armate britanniche di reprimere con la forza la ribellione e di punire gli insurgents ("insorti"), "autori, esecutori e complici di quei disegni proditori". Il Parlamento britannico sostenne a grande maggioranza la posizione del re e, nonostante le critiche di Charles James Fox e di pochi altri che avevano paventato l'esplosione di una "guerra ingiusta" che avrebbe accelerato il distacco dell'America, il 22 dicembre 1775 con l'approvazione del Prohibitory Act, venne decretato lo stato di blocco navale delle colonie, attivo a partire dal 1º marzo 1776. In precedenza il 26 ottobre 1775 il governo North aveva ottenuto il sostegno parlamentare alla sua politica che prevedeva il potenziamento dell'esercito e della marina per la guerra contro le colonie, il reclutamento di mercenari stranieri russi o tedeschi, ma anche la costituzione di una "commissione di pace" per accogliere la sottomissione dei ribelli in cambio della clemenza. In realtà il governo, sollecitato dal re, stava attivando le misure per la guerra sotto l'impulso del nuovo ministro delle colonie, George Germain, che il 10 novembre 1775 prese il posto di Lord Dartmouth.
Nei mesi seguenti la situazione degenerò definitivamente in guerra aperta. In Virginia il governatore Lord Dunmore abbandonò la colonia, si rifugiò a bordo di una nave britannica, e, dopo aver dichiarato il 7 novembre 1775 la legge marziale, fece intervenire un reggimento di truppe britanniche che attaccò i centri ribelli. Le milizie virginiane, numerose e aggressive, vennero mobilitate dall'energico Patrick Henry ed ebbero rapidamente la meglio. Dopo la disfatta di Great Bridge, il 9 dicembre 1775, Lord Dunmore fece bombardare Norfolk dalle navi per vendetta il 1º gennaio 1776 prima di lasciare definitivamente la Virginia.

## La guerra sul continente americano

### Le forze militari della guerra d'indipendenza

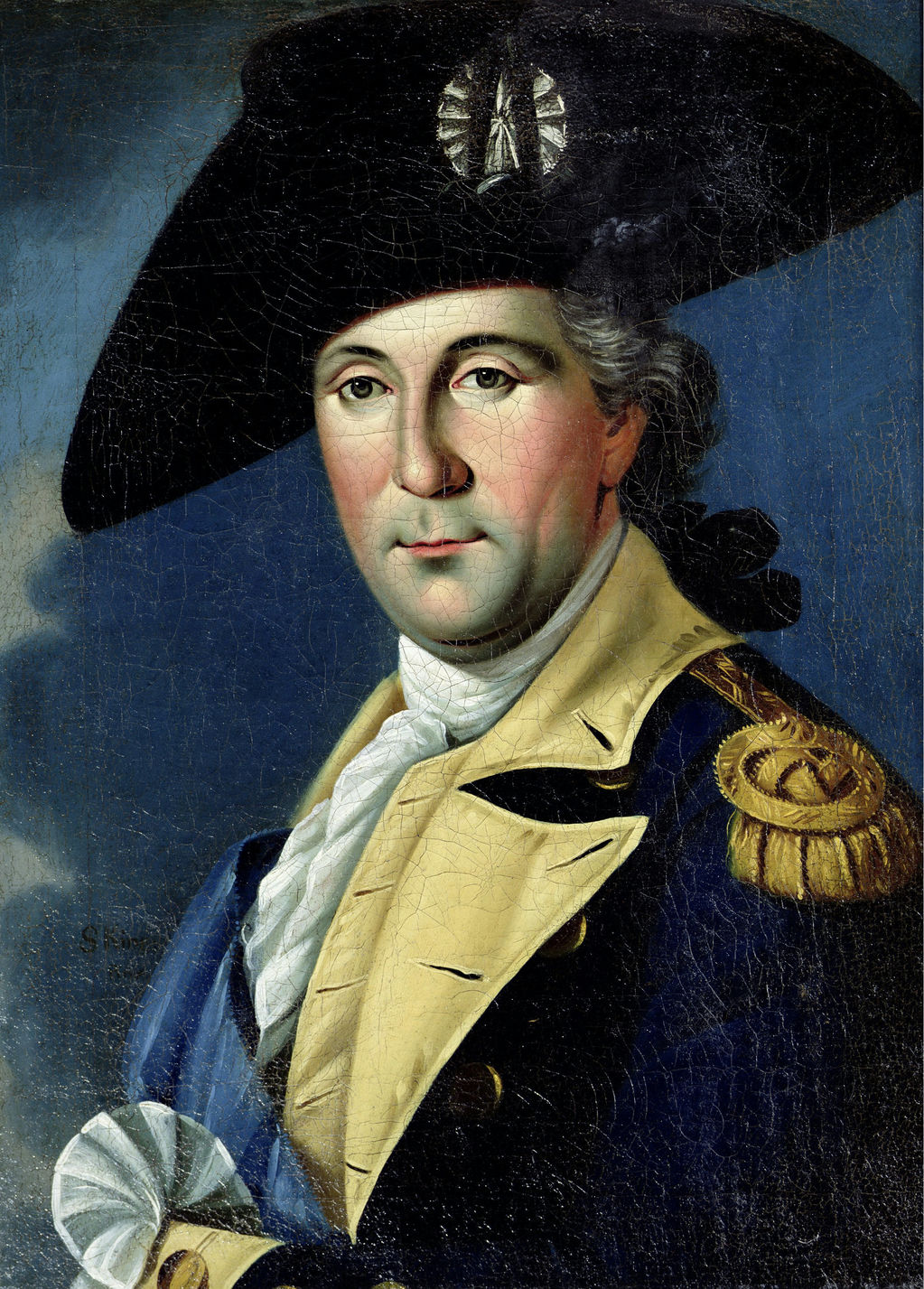
Il generale George Washington, comandante in capo dell'Esercito Continentale per tutta la durata della guerra

Quando la guerra scoppiò gli americani disponevano solamente di milizie volontarie reclutate indipendentemente dalle varie colonie; gli elementi più preparati e motivati erano i minutemen del New England. Circa 441 compagnie delle milizie del Massachusetts si radunarono inizialmente intorno a Boston nella primavera 1775; ben presto giunsero anche le milizie degli altri stati del New England; queste truppe erano motivate e aggressive ma mancavano di organizzazione e disciplina; all'interno dei reparti predominava l'individualismo e la democrazia; i soldati eleggevano gli ufficiali tra i ranghi; inoltre i miliziani venivano mobilitati solo per brevi periodi, 30-60 giorni, scaduti i quali i reparti si scioglievano. I miliziani durante le battaglie tendevano a sbandare e non erano truppe completamente affidabili; in alcune occasioni si comportavano in modo brutale verso i prigionieri.

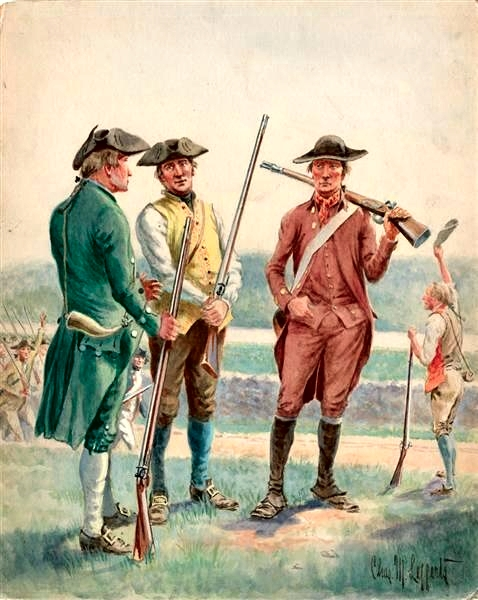
Miliziani della colonia del Massachusetts

Il Congresso decise quindi di costituire l'Esercito Continentale organizzando reggimenti regolari reclutati su base statale e messi a disposizione per il periodo della guerra; in un primo momento i soldati dell'Esercito Continentale erano reclutati su base volontaria per il servizio di un anno, ma nel 1777 si decise di prolungare la ferma a tre anni. Inizialmente anche i "continentals" si dimostrarono poco addestrati e soggetti al panico, ma con il tempo l'organizzazione e le tattiche migliorarono; i soldati americani erano allettati con premi in denaro e con promesse di terra, ma in generale erano anche animati da patriottismo, "ardore implacabile e spirito di vendetta".
Nel 1780 arrivò in America il piccolo ma temibile corpo di spedizione francese che rafforzò in modo decisivo l'Esercito Continentale; l'esercito francese, sottoposto recentemente ad un profondo processo di riforma, era ben addestrato ed equipaggiato. Esso manteneva lo schieramento su tre file per l'azione di fuoco ma impiegava anche l'attacco in colonne per ottenere una maggiore potenza d'urto; inoltre la sua artiglieria, riorganizzata da Jean-Baptiste Vaquette de Gribeauval, era moderna ed efficiente.
Il generale George Washington, ricco piantatore virginiano e in precedenza militare comandante delle milizie del suo stato, era il comandante dell'Esercito Continentale; privo di una specifica preparazione ma intelligente e perspicace, Washington si dimostrò fin dall'inizio un comandante autorevole e rigoroso divenendo in breve il principale sostegno dell'esercito. Il generale era anche dotato di una forte determinazione, di una mente fredda e di un carattere solido che lo avrebbero messo in grado di sopportare le enormi difficoltà che nel corso degli anni avrebbe dovuto affrontare; Washington era completamente disinteressato e rifiutò di ricevere uno stipendio per il suo incarico.
Washington non era dotato di grande abilità tattica ma durante la guerra avrebbe dimostrato una chiara comprensione della strategia più efficace per contrastare le preponderanti forze britanniche; egli era consapevole della debolezza dell'Esercito Continentale a causa delle carenze di disciplina, equipaggiamento e addestramento; il generale tuttavia riteneva possibile contrastare le truppe regolari britanniche, apparentemente molto più efficienti, sfruttando le caratteristiche positive dei suoi soldati: il loro entusiasmo patriottico, il loro spirito d'iniziativa, la loro velocità di movimento, le loro tattiche non convenzionali. Inoltre alcune formazioni di miliziani disponevano anche di ottimi fucili ad avancarica a canna rigata, più lunghi e lenti dei moschetti britannici, ma capaci di colpire a maggiore distanza.

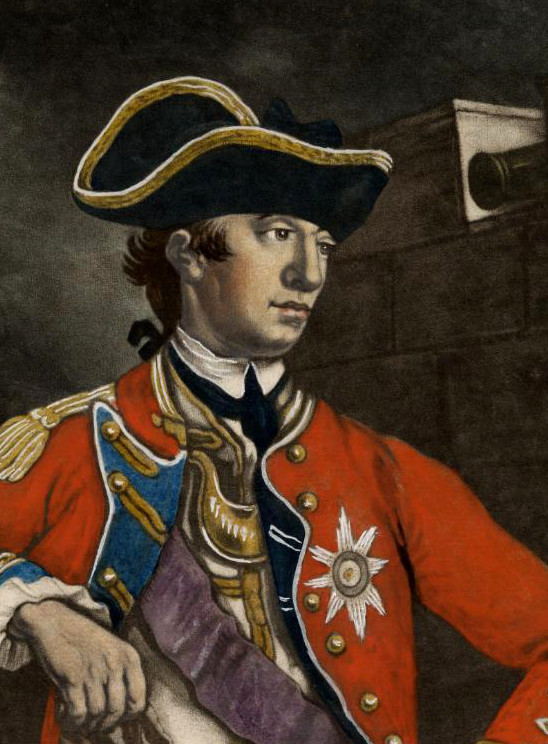
Il generale William Howe, comandante in capo dell'esercito britannico in America nel periodo 1775-1778

La differenza principale che emerse tra le tattiche adottata da Washington e quelle dei generali britannici fu quella della mobilità delle truppe. Le truppe britanniche erano addestrate, tenaci e coraggiose, ma utilizzavano le classiche tattiche della guerra settecentesca, che prevedevano lo spostamento di truppe pesantemente equipaggiate seguite dai carriaggi, l'avvicinamento al nemico e la carica alla baionetta dopo alcune raffiche. I reparti americani regolari, i cosiddetti continentals, invece, non essendo addestrati al combattimento di fila e con la baionetta, utilizzarono tecniche flessibili con rapidi movimenti sul campo di battaglia, mentre i miliziani erano impiegati soprattutto per attaccare i fianchi e le vie di comunicazione del nemico e per compiere imboscate.
In realtà nel corso del tempo l'esercito britannico cercò di adeguare le sue tattiche: vennero potenziate le unità di fanteria leggera, venne adottato lo schieramento su due file secondo il sistema del loose files, venne accresciuta la mobilità; i soldati britannici eseguivano "marce rapide" con il cosiddetto trot sul campo di battaglia. Durante la guerra la Gran Bretagna impiegò circa 30 000 mercenari tedeschi, i cosiddetti "Assiani" (Hessians), provenienti in gran parte dall'Assia-Kassel e dal Ducato di Brunswick, mentre Waldeck, Assia-Hanau, Ansbach e Anhalt-Zerbst inviarono piccoli contingenti. Queste truppe, esercitate e veterane, si dimostrarono efficienti e resistenti; gli assiani in generale impiegavano le tattiche britanniche su due file anche se gli ufficiali tedeschi non adottarono il sistema del loose files e le quick march dei loro alleati. I britannici criticarono anche la lentezza dei reparti tedeschi e l'eccessiva quantità di carriaggi utilizzati.
Dopo il richiamo del generale Gage, dall'ottobre 1775 il comandante in capo delle truppe britanniche in America era il generale William Howe che era considerato pienamente in grado di compiere con successo la sua missione e reprimere la ribellione. Howe, brillante veterano della guerra Franco-Indiana dove si era distinto alla battaglia di Québec, era considerato un esperto di tattiche di fanteria leggera e, essendo un moderato non privo di simpatie per le rivendicazioni delle colonie, sembrava indicato per raggiungere un rapido successo militare e favorire la successiva riconciliazione. Egli tuttavia era privo di qualità strategiche e non comprendeva a fondo la situazione politica in America; Howe di fatto alla prova del fuoco si sarebbe dimostrato spesso indeciso, poco risoluto e incapace di sfruttare le situazioni favorevoli.

### La campagna canadese

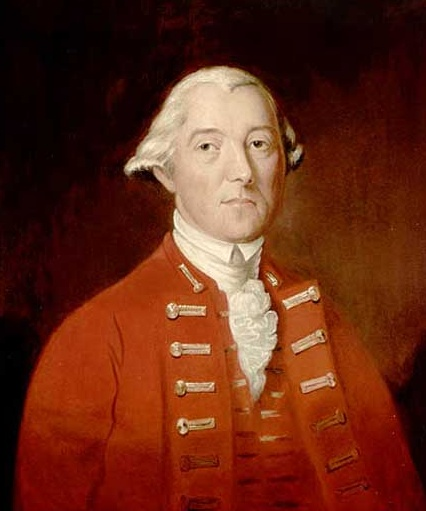
Il generale Guy Carleton, governatore del Canada

Il 27 giugno 1775 il Congresso continentale, dopo molti dubbi e accese discussioni, aveva autorizzato un'offensiva in Canada dove si riteneva di poter sfruttare il risentimento della popolazione francese verso il recente dominio britannico e accorpare anche quelle province al movimento rivoluzionario. Le difese britanniche nel territorio canadese, affidate all'energico governatore, il generale Guy Carleton, erano estremamente deboli ma la popolazione, rassicurata dal Quebec Act che assicurava la tolleranza religiosa, non sostenne affatto l'invasore e al contrario collaborò nella difesa. Un appello di John Jay indirizzato alla popolazione canadese che veniva invitata con toni enfatici ad "unirsi a noi nella risoluzione di essere liberi", non ottenne alcun risultato.
Gli americani decisero ugualmente di sferrare l'offensiva che venne affidata al generale Richard Montgomery che nel settembre 1775 iniziò l'avanzata da Fort Ticonderoga in direzione di Montréal risalendo dal lago Champlain con circa 2 000 uomini; contemporaneamente il generale Benedict Arnold, ambizioso e audace, convinse Washington ad affidargli un secondo corpo di spedizione per sbucare direttamente a Québec passando con una marcia forzata attraverso il selvaggio territorio del Maine
. Arnold aveva scelto un percorso quasi impraticabile in mezzo a montagne boscose ma riuscì con grande determinazione a continuare la marcia verso Quebec; le sue truppe giunsero tuttavia esauste dopo aver perso molti uomini.
Il generale Carleton, che disponeva di meno di mille soldati regolari, decise di concentrare le sue modeste forze contro la colonna principale del generale Montgomery e riuscì in un primo tempo a fermare gli americani davanti al Fort St John, sul fiume Richelieu fino al 2 novembre quando il generale Montgomery conquistò il forte; Montréal dovette essere evacuata.

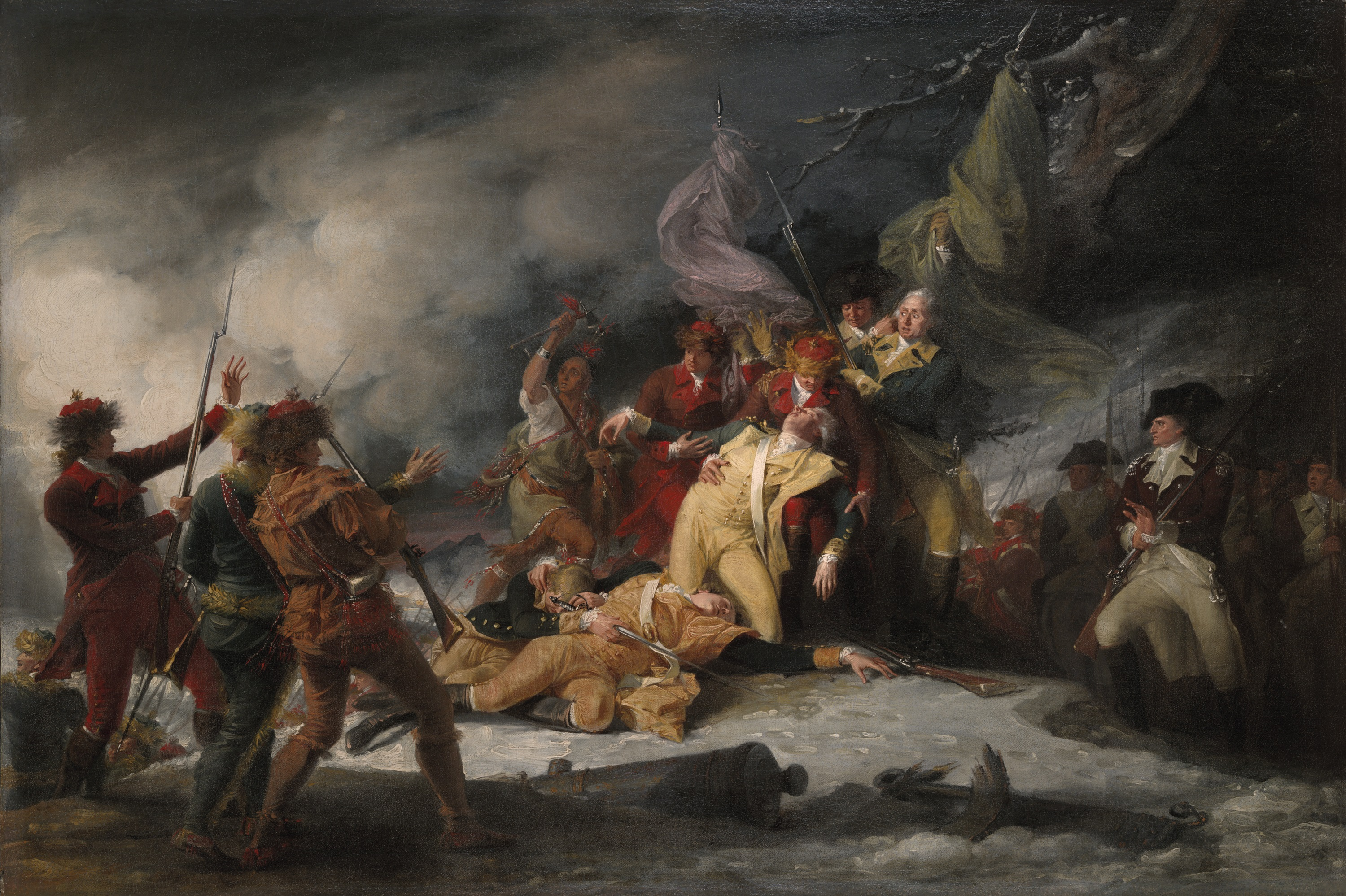
Il generale Richard Montgomery è colpito a morte durante l'assedio di Québec

La situazione per i britannici diventò ancor più difficile con l'improvviso arrivo della colonna del generale Arnold davanti a Québec; il generale Carleton riuscì tuttavia ad organizzare rapidamente una forza di difesa al comando del colonnello Maclean che riuscì a fermare gli americani e guadagnare tempo. All'inizio di dicembre arrivò davanti a Québec anche il generale Montgomery con le sue truppe ma la situazione generale degli americani era ora meno favorevole: i reparti erano indeboliti dalle fatiche della campagna e dall'arrivo del clima invernale; molti soldati erano in scadenza di ferma e inoltre si erano verificati casi di vaiolo.
Il comando della città di Québec era stato assunto personalmente dal generale Carleton; egli disponeva di potenti artiglierie da fortezza e non temeva un assedio. Il generale Montgomery ritenne impossibile prolungare le operazioni in pieno inverno a causa soprattutto del progressivo indebolimento delle sue forze e prese la rischiosa decisione di sferrare un assalto di sorpresa alla città nella notte del 30 dicembre 1775 durante una violenta tempesta di neve. L'attacco si concluse con un totale fallimento: gli americani furono respinti con pesanti perdite, il generale Montgomery rimase ucciso e Arnold fu seriamente ferito. Dopo questa battaglia le operazioni di assedio intorno a Québec tuttavia continuarono; il generale Arnold, nonostante le ferite, assunse il comando e, avendo ricevuto rinforzi, decise di mantenere le posizioni, ma il suo esercito si stava lentamente disgregando a causa dell'epidemia di vaiolo, delle diserzioni e dell'abbandono dei soldati in scadenza di ferma. La guarnigione britannica di Québec rimase assediata durante l'inverno e l'inizio della primavera 1776 ma i rinforzi inviati dal governo britannico erano in arrivo e il 6 maggio 1776 finalmente le prime navi con le truppe arrivarono alla foce del fiume San Lorenzo in aiuto del governatore Carleton; l'invasione americana del Canada era ormai fallita.

### La liberazione di Boston

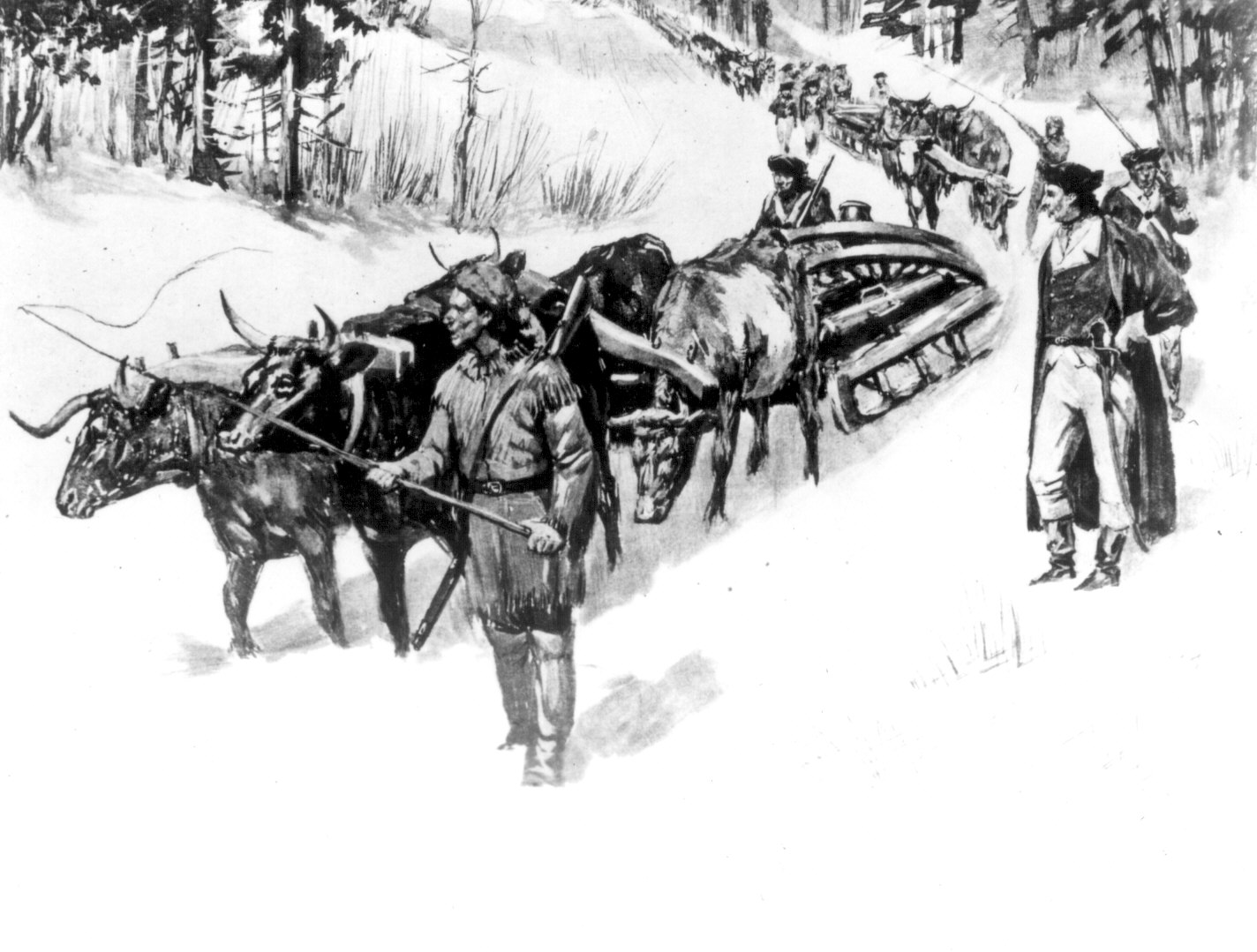
Gli americani trasportano verso Boston i cannoni di Fort Ticonderoga

Washington era molto preoccupato e le sorti della guerra sembravano in mano inglese. Un aiuto al generale venne però da un cartolaio e farmacista di Boston: Henry Knox. I coloni avevano trovato al forte Ticonderoga cinquanta cannoni, più di quanti ne avesse l'intero Esercito Continentale, ma erano da fortezza e nessuno sapeva come trasportarli. Knox ci riuscì e, costruendo ponti di fortuna e massicciate e sfruttando tronchi d'albero come rotaia fece arrivare 43 cannoni a Washington, che li dispose subito all'esterno di Boston, pronto per attaccare la città.
Nei primi mesi del 1776 l'Esercito Continentale, nonostante l'impegno di Washington e dei suoi collaboratori, era ancora disorganizzato e male equipaggiato; la disciplina e l'armamento tuttavia erano stati migliorati e soprattutto l'arrivo dei cannoni da fortezza trasferiti nel settore di Boston dal colonnello Henry Knox aveva rafforzato lo schieramento americano intorno alla capitale del Massachusetts.
Contemporaneamente erano in corso di applicazione le nuove decisioni strategiche prese dal governo di Lord North dopo le disastrose notizie dell'aperta ribellione delle colonie e dell'estensione del movimento rivoluzionario americano. Nel maggio del 1775 il generale Gage aveva finalmente ricevuto alcuni rinforzi che avevano portato a 6 500 uomini il contingente di Boston. Assieme ai soldati erano giunti anche i generali Clinton, Howe e Burgoyne, inviati da Londra per coadiuvare e sostenere il comandante in capo. Nell'ottobre 1775, dopo l'inizio della campagna canadese, Gage venne richiamato "per consultazioni" e il generale William Howe assunse il comando. Questi aveva provato ad organizzare i lealisti di Boston ed era riuscito a raccogliere 1 600 uomini. Furono mandati ad occupare la Carolina del Nord ma, il 27 febbraio 1776, vennero annientati nella battaglia di Moore's Creek Bridge, nei pressi dell'odierna Wilmington. Da quel momento Howe decise di abbandonare Boston e di trasferirsi in una città più "lealista" e difendibile.

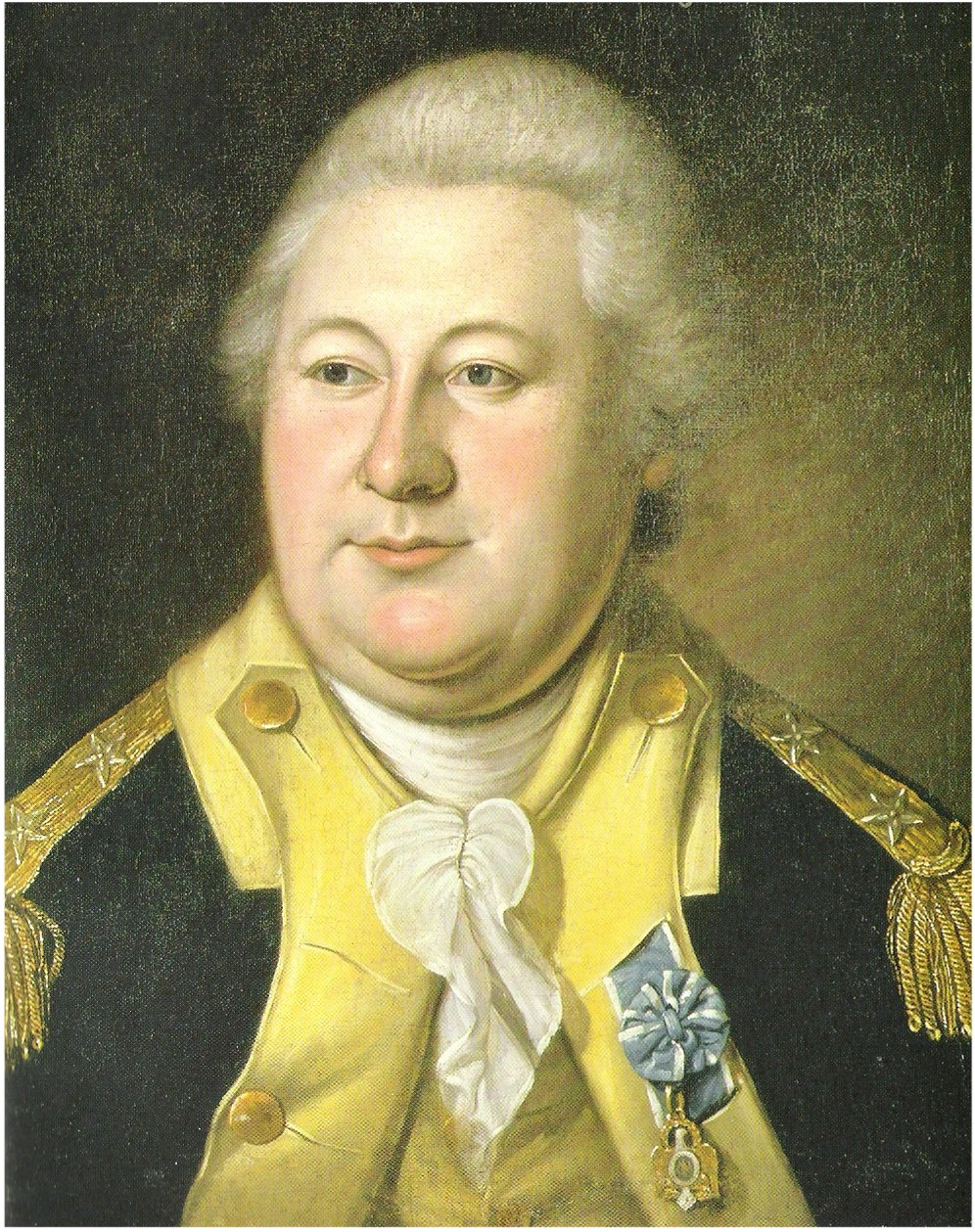
Il colonnello Henry Knox che diresse il trasporto dei cannoni di Fort Ticonderoga fino a Boston

Washington aveva nel frattempo disposto i 43 cannoni di Knox sulle colline dei Dorcester Heights, dopo averle occupate senza subire perdite; da qui teneva sotto tiro il porto. Il generale ordinò di farli sparare ma Howe, che aveva già deciso di abbandonare la città, caricò su centosettanta velieri tutti gli uomini, compresi pochi lealisti locali, e le armi. Avendo visto che il nemico si ritirava Washington ordinò di interrompere l'attacco e non riprese per le successive due settimane, necessarie agli inglesi per imbarcarsi.
Il 17 marzo 1776 gli ultimi soldati inglesi lasciarono Boston ed il generale entrò nella città accolto come un trionfatore. Era una data molto importante: per la prima volta i coloni erano veramente padroni di un territorio senza inglesi in armi. Il successo fu anche psicologico poiché il clima di risveglio patriottico, iniziato a maturare a gennaio con la redazione del Common Sense di Thomas Paine, era ormai radicato e avrebbe portato, di lì a poco, alla Dichiarazione d'indipendenza degli Stati Uniti d'America.
In questa atmosfera di patriottismo e di crescente idealismo, il Congresso continentale nei primi mesi del 1776 approvò una nuova serie di disposizioni radicali che confermavano lo stato di guerra aperta con l'Impero britannico: il 18 febbraio venne autorizzata l'attività illimitata dei corsari contro il naviglio nemico; pochi giorni dopo venne decretato l'embargo totale delle esportazioni verso la Gran Bretagna; a marzo il Congresso decise misure terroristiche contro i lealisti e infine in aprile decretò in contrasto con le leggi di navigazione, l'apertura dei porti americani alle navi di ogni nazione esclusa la Gran Bretagna. Il Congresso di Filadelfia aveva inoltre deciso per tempo di ricercare l'aiuto delle potenze europee rivali dell'Impero britannico; a Parigi era già attivo Benjamin Franklin che ben presto venne raggiunto dall'inviato speciale Silas Deane in missione segreta in Francia.

### La dichiarazione d'indipendenza

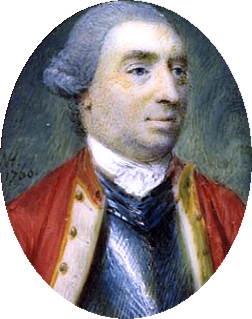
Il Segretario di Stato per le Colonie George Germain.

Nel frattempo in Gran Bretagna il nuovo ministro delle colonie George Germain, fermamente deciso a costringere con la forza i "ribelli" alla sottomissione, aveva energicamente portato avanti i preparativi militari per riprendere possesso delle colonie americane. La zarina di Russia Caterina aveva rifiutato di fornire soldati per la guerra d'America, ma il ministro era riuscito ad ottenere da alcuni stati tedeschi, grazie ai rapporti di parentela nobiliare del re e dietro ingenti compensi in denaro, numerosi contingenti di soldati mercenari, esperti e disciplinati, da inviare in America; in questo modo sarebbe stato quindi possibile costituire un grande corpo di spedizione per riconquistare le colonie. I nuovi piani di guerra, approvati il 5 gennaio 1776, prevedevano di attaccare gli stati centrali, New York, New Jersey e Pennsylvania, per separare territorialmente le colonie del New England a nord, ritenute il focolaio principale della ribellione, dagli stati meridionali, considerati invece in prevalenza lealisti. Questi progetti erano stati concepiti principalmente dal generale William Howe e prevedevano inoltre la collaborazione dal Canada di un secondo corpo di spedizione che sarebbe disceso a sud collegandosi verso Albany con le forze principali e completando l'isolamento del New England.
Il generale Howe quindi, dopo aver evacuato Boston nel marzo 1776, trasferì le sue truppe nei primi giorni di aprile ad Halifax, in Canada dove intendeva riorganizzare le forze e attendere i previsti rinforzi dalla madrepatria.. Dall'Europa erano in arrivo 10 000 mercenari tedeschi e 4 500 soldati britannici; i convogli salparono per l'America il 29 aprile 1776, mentre altri 5 000 soldati tedeschi erano già in viaggio verso il Canada dopo essere partiti il 7-8 aprile; nonostante grandi difficoltà logistiche e organizzative, la macchina militare dell'impero britannico si stava mobilitando per la guerra.
Mentre il generale Howe preparava il suo corpo di spedizione, nel mese di giugno si concluse definitivamente con un disastro l'invasione americana del Canada; dopo l'arrivo a maggio dei rinforzi per il generale Carleton, le truppe di Arnold iniziarono la ritirata che si svolse in condizioni drammatiche per la mancanza di rifornimenti, per gli attacchi nemici e per il diffondersi del vaiolo. I soldati americani superstiti riuscirono comunque a ripiegare fino alla frontiera dopo aver perso tutto il territorio conquistato. Si concluse invece con un umiliante fallimento per i britannici la spedizione condotta dal generale Henry Clinton negli stati meridionali; i lealisti della Carolina del Sud erano già stati sconfitti dai miliziani e l'attacco sferrato dalla squadra navale britannica il 28 giugno 1776 contro il porto di Charleston venne duramente respinto con pesanti perdite dalle difese americane; il generale Clinton rinunciò ad ulteriori attacchi e ritornò indietro per riunirsi alle forze principali di Howe.
Nel frattempo mentre continuavano i combattimenti e i preparativi per la guerra, nel Congresso continentale americano erano in corso aspri e decisivi confronti politici tra i rappresentanti delle colonie che stavano per condurre a decisioni irreversibili di importanza storica mondiale. I radicali all'interno del Congresso divennero sempre più intransigenti; venne deciso di rifiutare ogni contatto con eventuali rappresentanti di una "commissione di pace" britannica; in maggio giunsero dall'Europa le prime notizie, che esacerbarono ulteriormente gli animi, dell'arruolamento in corso di un gran numero di mercenari tedeschi per "sottomettere l'America". Alcune colonie iniziarono a deliberare audaci iniziative radicali per rompere definitivamente i rapporti con la Gran Bretagna; in aprile 1776 per prima la Carolina del Nord indicò ai propri delegati congressuali di proporre l'indipendenza completa; subito dopo si pronunciò nello stesso senso il Rhode Island, mentre in maggio l'assemblea del Massachusetts interpellò i suoi cittadini prima di deliberare. Il 15 maggio 1776 l'assemblea della Virginia raccomandò ai suoi rappresentanti di richiedere al Congresso di "dichiarare le colonie unite, libere e indipendenti"; quindi il 1º giugno l'assemblea virginiana approvò una fondamentale "Dichiarazione dei diritti". In questo documento la Virginia per prima affermava che "tutti gli uomini sono nati ugualmente liberi e indipendenti" e proclamava "la libertà civile, politica e di culto"; infine si dichiarava apertamente che Giorgio III era un "detestabile e insopportabile tiranno" e che il legame con la Gran Bretagna doveva essere "interamente sciolto".

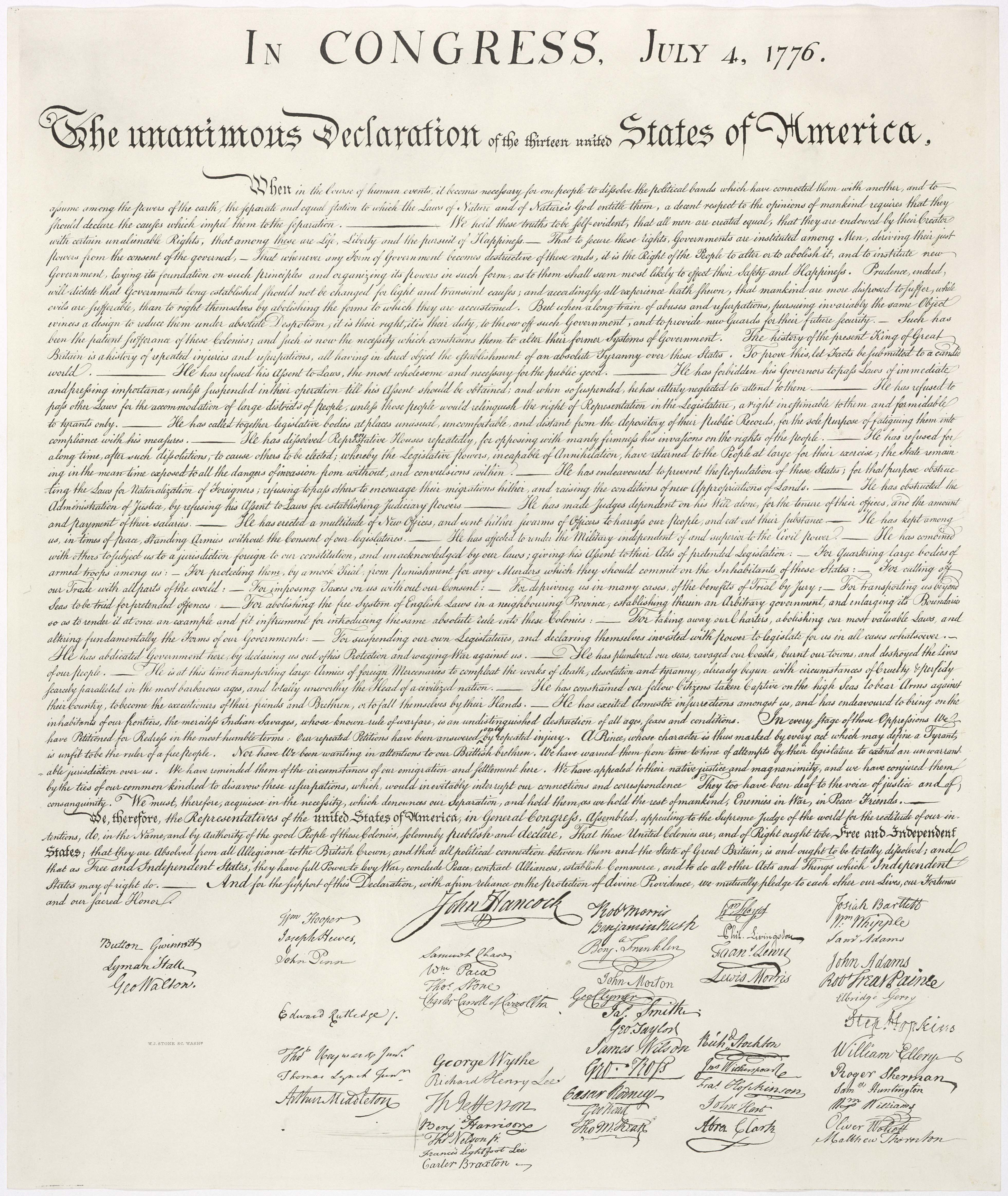
La pergamena della Dichiarazione d'indipendenza degli Stati Uniti d'America

Il 7 giugno 1776 il deputato virginiano Richard Henry Lee presentò al Congresso, sulla base del mandato ricevuto dall'assemblea del suo stato, tre "risoluzioni" decisive: le dichiarazioni che le "colonie unite erano stati liberi e indipendenti, che avrebbero potuto stipulare alleanze con stati stranieri e che avrebbero preparato un progetto per organizzare una confederazione tra loro. Le mozioni di Lee suscitarono grande scalpore; Samuel Adams del Massachusetts diede subito il suo consenso ma in alcune colonie, soprattutto la Carolina del Sud e la Pennsylvania, si espressero dubbi e critiche; i delegati di New York richiesero istruzioni al loro congresso provinciale che discusse la cruciale questione il 10 e l'11 giugno senza raggiungere alcuna conclusione; John Jay fece approvare una risoluzione moderata che negava l'autorizzazione a firmare i documenti della Virginia. Il Congresso continentale decise di rinviare la discussione delle mozioni di Lee per tre settimane per dare tempo alle colonie di pronunciarsi ma i radicali riuscirono a far organizzare subito una Commissione di cinque rappresentanti incaricata di redigere senza attendere un documento formale di indipendenza.
Nei giorni seguenti, mentre la Commissione elaborava il documento, giunsero al Congresso le deliberazioni delle singole colonie; il 15 giugno il New Hampshire diede il suo consenso all'indipendenza e il 28 giugno anche il Maryland e il New Jersey approvarono a loro volta; tuttavia i contrasti tra i delegati erano ancora presenti: una prima votazione in assemblea ebbe luogo il 1º luglio e, mentre i due rappresentanti del Delaware non votarono uniformemente, i delegati di Pennsylvania e Carolina del Sud votarono addirittura contro l'indipendenza. Nello stato di New York venne eletta una nuova assemblea provinciale dominata dai radicali ma ancora il 2 luglio i delegati al Congresso non avevano ricevuto precise istruzioni sul comportamento da tenere riguardo alla dichiarazione d'indipendenza.
La Commissione dei cinque aveva intanto preparato il documento di indipendenza; il rappresentante della Virginia Thomas Jefferson ebbe parte preponderante nell'elaborazione del testo la cui prima bozza venne tuttavia revisionata e modificata dagli altri commissari Benjamin Franklin, John Adams, Roger Sherman e Robert R. Livingston. Il documento, eloquente e suggestivo, criticava il comportamento "tirannico e sanguinario" di Giorgio III e proclamava con grande enfasi i valori di libertà da cui erano peraltro esclusi i "nativi" e gli "schiavi". Il 2 luglio dopo accese discussioni vennero infine superate le resistenze degli stati incerti: il Delaware votò a favore dopo l'arrivo all'ultimo minuto di un nuovo delegato; la Carolina del Sud cambiò il suo voto e soprattutto la Pennsylvania diede il suo assenso all'indipendenza dopo parziali cambiamenti nella composizione della sua delegazione; i rappresentanti dello stato di New York, sempre senza istruzioni, si astennero fino all'ultimo.
Il 4 luglio, a Filadelfia, fu infine promulgato lo storico documento d'indipendenza approvato dai delegati delle Tredici colonie: New Hampshire, Massachusetts, Rhode Island, Connecticut, New York, New Jersey, Pennsylvania, Delaware, Maryland, Virginia, Carolina del Nord, Carolina del Sud e Georgia andarono a costituire un nuovo Stato, gli Stati Uniti d'America. Per festeggiare la nascita fu suonata la Liberty Bell.

### Occupazione britannica di New York
Il 30 giugno 1776 il generale William Howe aveva dato inizio alle operazioni offensive sbarcando senza difficoltà una parte del suo corpo di spedizione nell'isola di Staten Island, davanti a New York; nelle settimane seguenti le forze britanniche si rafforzarono costantemente: arrivarono un reggimento di truppe scozzesi, 2 500 uomini del generale Clinton provenienti dalla fallita spedizione di Charleston e soprattutto il 12 agosto sbarcarono oltre 10 000 soldati, tra cui 8 700 mercenari assiani del generale von Heister. Il corpo di spedizione, il più grande che fosse mai stato organizzato e impegnato nella storia britannica, era ora costituito da circa 24 000 uomini guidati dal generale Howe, mentre il fratello, l'ammiraglio Richard Howe, era giunto il 12 luglio 1776 per assumere il comando supremo della squadra navale nelle acque americane.

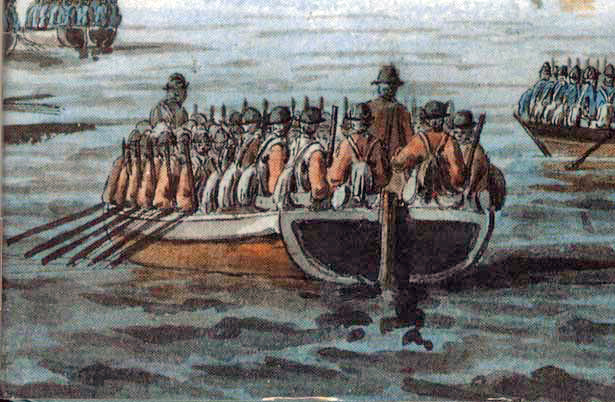
Truppe britanniche e mercenari assiani sbarcano sull'isola di Long Island

Il generale Howe aveva in precedenza affermato che sarebbe stata necessaria una schiacciante vittoria militare e la distruzione dell'Esercito continentale per ottenere la "sottomissione dei ribelli"; la situazione tattica nell'area di New York sembrava offrirgli una grande occasione di raggiungere questo obiettivo. Effettivamente il generale Washington aveva concentrato gran parte del suo esercito, oltre 20 000 uomini, per difendere New York ma aveva disseminato le sue forze tra le isole di Long Island, Governor's island, Manhattan e la costa del New Jersey; divise dai corsi d'acqua dell'East River e dell'Hudson le sue forze erano molto vulnerabili e rischiavano di essere isolate e distrutte separatamente dagli anglo-tedeschi che potevano dominare con le loro squadre navali la navigazione lungo i fiumi dell'area di New York.
William Howe tuttavia sembrò rinunciare a sfruttare l'agevole opportunità e decise inizialmente di intraprendere una lenta e metodica campagna regolare attaccando Long Island. È possibile che il generale britannico temesse un attacco nemico a Staten Island e che avesse sopravvalutato la solidità delle posizioni difensive americane; inoltre verosimilmente egli rinunciò a ricercare una vittoria decisiva e si accontentò di occupare il territorio di New York soprattutto per non accrescere, con una "devastante offensiva" militare, l'odio dei coloni e non rinunciare alle residue speranze di raggiungere una conciliazione dopo aver dato una dimostrazione della potenza e della superiorità delle armi britanniche.

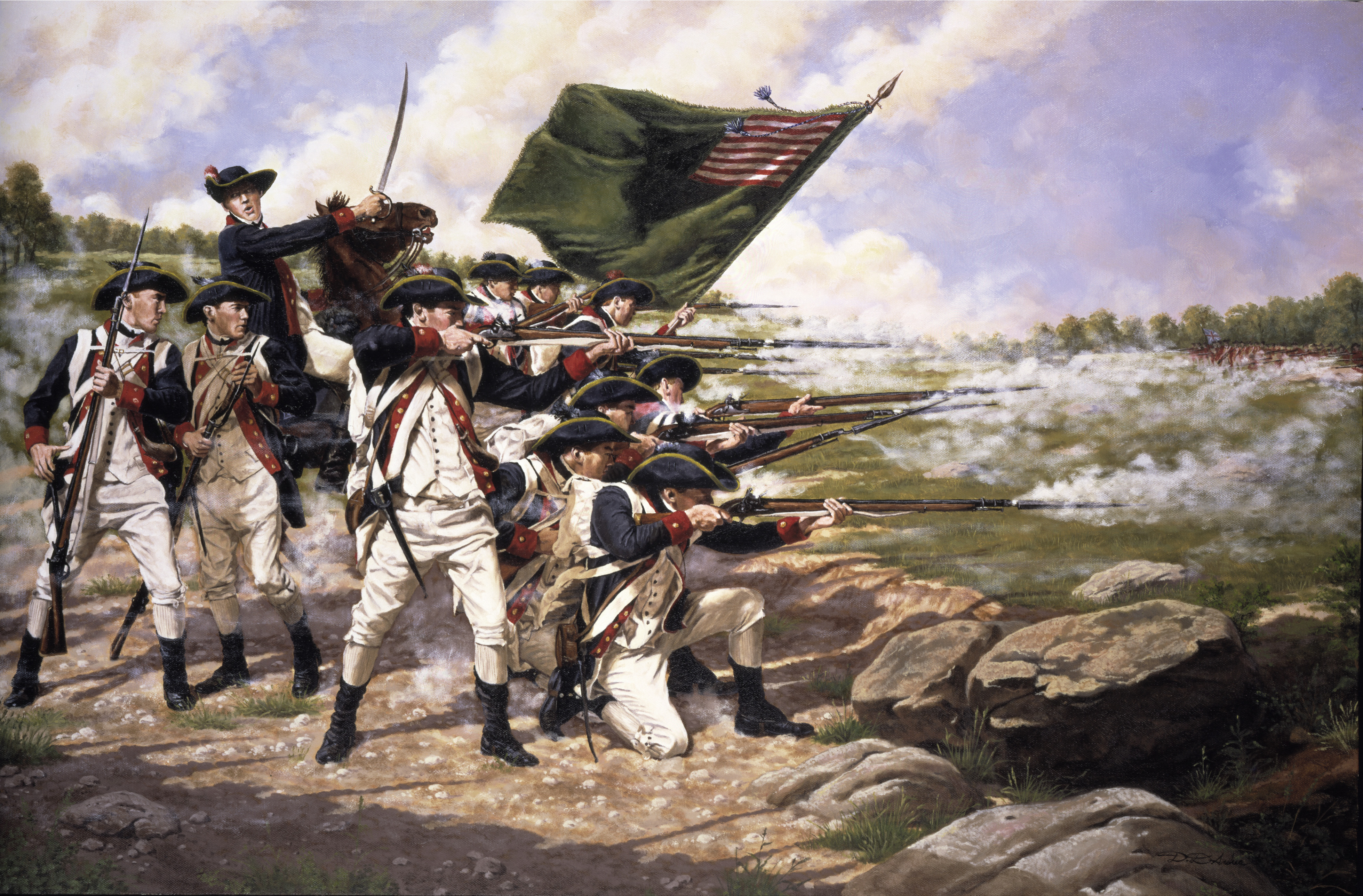
I "continentals" del Delaware in azione durante la battaglia di Long Island

Il generale Howe quindi decise di trasferire il grosso delle sue truppe sull'isola di Long Island e attaccare direttamente gli americani via terra; il 22 agosto furono sbarcati senza difficoltà 15 000 britannici che furono rafforzati dopo pochi giorni da 5 000 mercenari tedeschi; Washington aveva deciso di difendere Long Island e aveva schierato circa 10 000 uomini che furono attaccati dall'esercito anglo-tedesco il 26 e 27 agosto 1776. La battaglia di Long Island si concluse con una pesante sconfitta dell'esercito continentale che venne attaccato frontalmente dagli assiani e aggirato sul fianco sinistro dalla colonna britannica guidata dal generale Clinton che, non trovando alcuna resistenza per un errore del comando americano, poté avanzare liberamente alle spalle dei difensori. Gli americani, nonostante alcuni episodi di resistenza, furono costretti a battere in ritirata in disordine sulle posizioni arretrate delle alture di Brooklyn e subirono forti perdite.
Dopo la battaglia il generale tuttavia sembrò rinunciare a sfruttare la brillante vittoria; invece di proseguire subito gli attacchi preferì organizzare un regolare assedio delle posizioni nemiche a Brooklyn; in questo modo diede la possibilità al generale Washington di organizzare nella notte del 29 agosto una riuscita ritirata; sfruttando la nebbia e un forte nubifragio, gli americani passarono l'East River e trovarono riparo a Manhattan. Nei giorni seguenti i britannici occuparono Long Island mentre i fratelli Howe fecero un nuovo tentativo di aprire trattative con i ribelli sperando di sfruttare la situazione favorevole. La conferenza di Staten Island dell'11 settembre 1776 tra i fratelli Howe e gli inviati del congresso Franklin, John Adams e Edward Rutledge, tuttavia non raggiunse alcun risultato e il generale Howe decise di riprendere le operazioni attive.
La situazione del generale Washington rimaneva molto difficile, le sue truppe erano deboli e le diserzioni erano numerose; il generale riteneva impossibile difendere Manhattan e preferì schierare le sue forze su posizioni arretrate in attesa di abbandonare l'isola. Il 14 settembre l'esercito anglo-assiano sbarcò senza difficoltà a Kip's Bay, al centro di Manhattan, ma il generale Howe sembrò di nuovo rinunciare ad audaci offensive per accerchiare il nemico; dalla zona dello sbarco una colonna britannica scese a sud e occupò la città di New York che era stata evacuata dagli americani.
Gli statunitensi avevano avuto tutto il tempo per fortificare le alture di Harlem. Il 16 settembre le truppe assediate compirono una sortita guidate da Thomas Knowlton in cui inflissero 270 perdite al nemico a fronte delle 80 subite. Tuttavia Washington ordinò la ritirata verso nord ritardandola con sortite e imboscate contro gli anglo-tedeschi che impiegarono quaranta giorni a conquistare Harlem. Il 25 ottobre le truppe ripiegarono su White Plains, che abbandonarono il 28. Gli statunitensi riuscirono a dirigersi verso il New Jersey, esclusi i difensori di Fort Washington, caduto il 16 novembre, e di Fort Lee, caduto il 28 novembre.

### La fine del 1776
Mentre Howe stava conquistando New York il governatore canadese Guy Carleton ed il suo aiutante John Burgoyne attaccarono il forte Ticonderoga con l'intento di dividere gli Stati Uniti in due e di conquistare la zona settentrionale. Le truppe inglesi erano state divise in due colonne: Carleton era al comando di quella navale, composta da duecento barconi e venti cannoniere, che avrebbe attaccato attraverso il lago Champlain mentre Burgoyne aveva il comando degli uomini a terra.
Benedict Arnold, responsabile della difesa del forte, era riuscito ad armare sedici navi con cui impegnò due volte la flotta nemica costringendo Carleton a rinunciare all'attacco e a ripiegare il 4 novembre, a causa dell'arrivo dell'inverno, verso il Canada; anche Howe, reduce dalla conquista di White Plains, non poté continuare la sua avanzata verso il forte a causa dell'inizio della stagione fredda. In questo modo la vittoria ottenuta da Arnold e lo stop di Howe avevano fatto fallire il piano inglese di tagliare in due gli Stati Uniti. Dall'Inghilterra provenivano inoltre gli ordini del segretario delle colonie, Lord Germain, di evitare operazioni rischiose e di attendere l'appoggio militare dei lealisti americani, restii invece ad impegnarsi per evitare ritorsioni in caso di sconfitta.
Dall'Europa cominciò ad arrivare un centinaio di volontari, per lo più francesi e polacchi, in aiuto delle forze statunitensi. Questi, pur essendo presenti in poche unità, combattevano meglio rispetto alle forze locali e Washington l'aveva capito. Nei mesi successivi il flusso arrivò a toccare le migliaia di uomini e, in particolare, si distinsero tre comandanti: Tadeusz Kościuszko, nobile a capo dei polacchi, Friedrich Wilhelm von Steuben, barone prussiano che diede il necessario addestramento all'Esercito Continentale e Gilbert du Motier de La Fayette, un marchese francese.

### La battaglia di Trenton

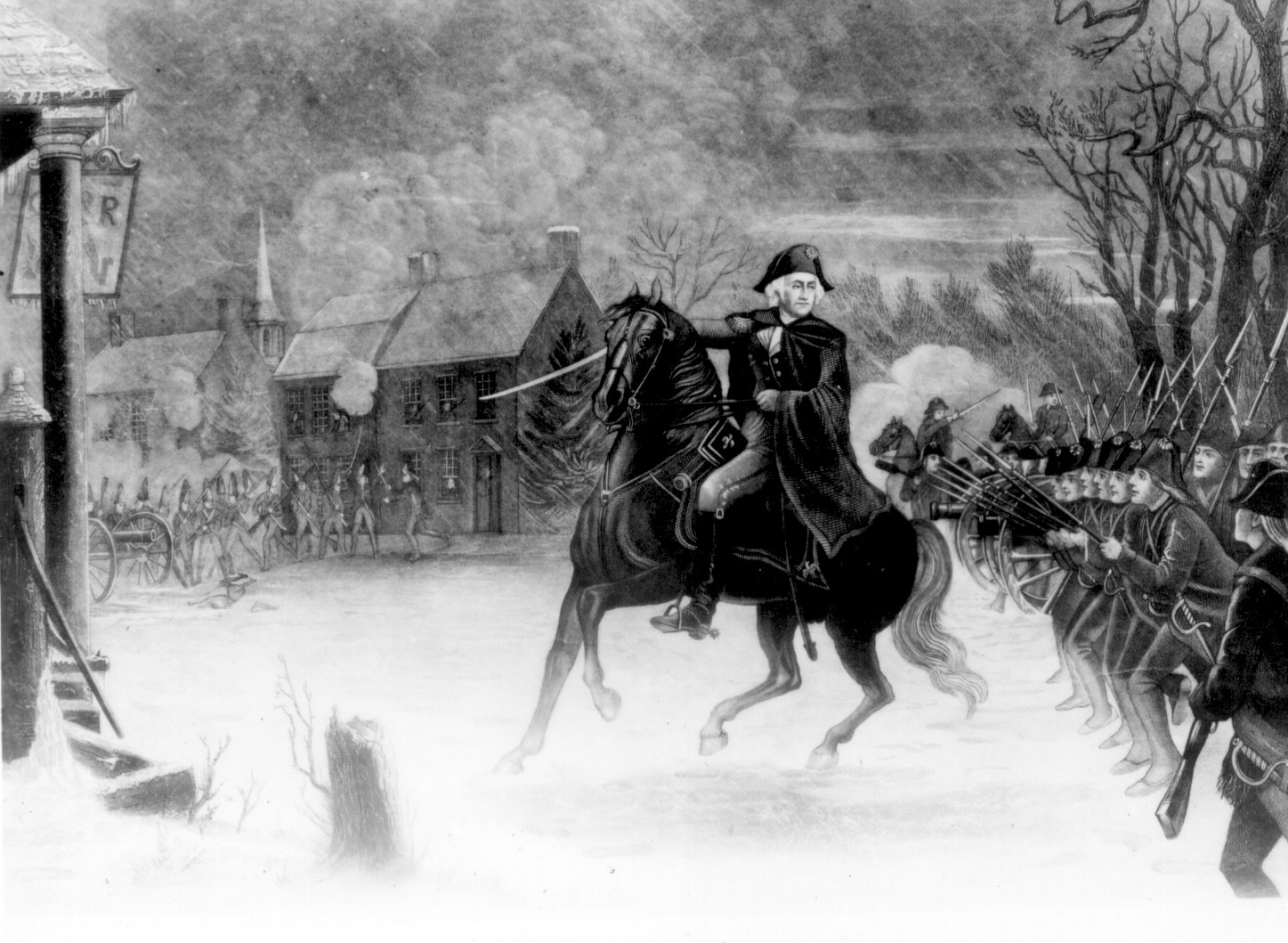
Washington dirige l'attacco a Trenton

Dopo la serie di sconfitte a New York e la ritirata dal New Jersey verso la Pennsylvania Washington era in seria difficoltà; il Congresso lo accusava per la disfatta subita nonostante il generale fosse riuscito con abilità a mantenere la coesione delle sue forze e avesse evitato la distruzione dell'esercito. Il generale inoltre era preoccupato per l'efficienza dimostrata dai mercenari tedeschi messi in campo dalla Gran Bretagna; gli "assiani", avevano dato prova nelle battaglie nel settore di New York di essere meglio organizzati e più temibili dei reparti britannici; disciplinati, resistenti ed esperti, sembravano in grado di volgere le sorti della guerra a favore del Regno Unito
Nello schieramento britannico il generale Howe aveva trattenuto il grosso delle forze a New York lasciando ottomila uomini, al comando del generale Charles Cornwallis, nella città di Princeton e duemilacinquecento tedeschi, comandati dal colonnello Johann Rall, negli avamposti di Trenton e Bordentown, località vicine al fiume Delaware e agli accampamenti invernali statunitensi. Se Washington fosse riuscito a cogliere di sorpresa queste forze avrebbe rafforzato la sua posizione personale di fronte al Congresso e contemporaneamente avrebbe consolidato il morale del suo esercito mentre avrebbe scosso la risolutezza e la fiducia dei mercenari assiani.
Il generale scelse di attaccare il giorno di Natale; egli sapeva infatti che i costumi tedeschi prevedevano, a differenza di quelli statunitensi, di celebrare la festività con grandi pranzi e bevute e che avrebbe perciò trovato gran parte dei difensori ubriachi o addormentati. Duemila uomini e diciotto cannoni si misero in marcia divisi in due colonne la sera del 24 dicembre 1776. Nonostante la bassa temperatura e il vento forte che rendeva difficile trasportare le artiglierie le truppe giunsero al Delaware, dove erano state predisposte numerose barche e zattere, durante la mattinata.

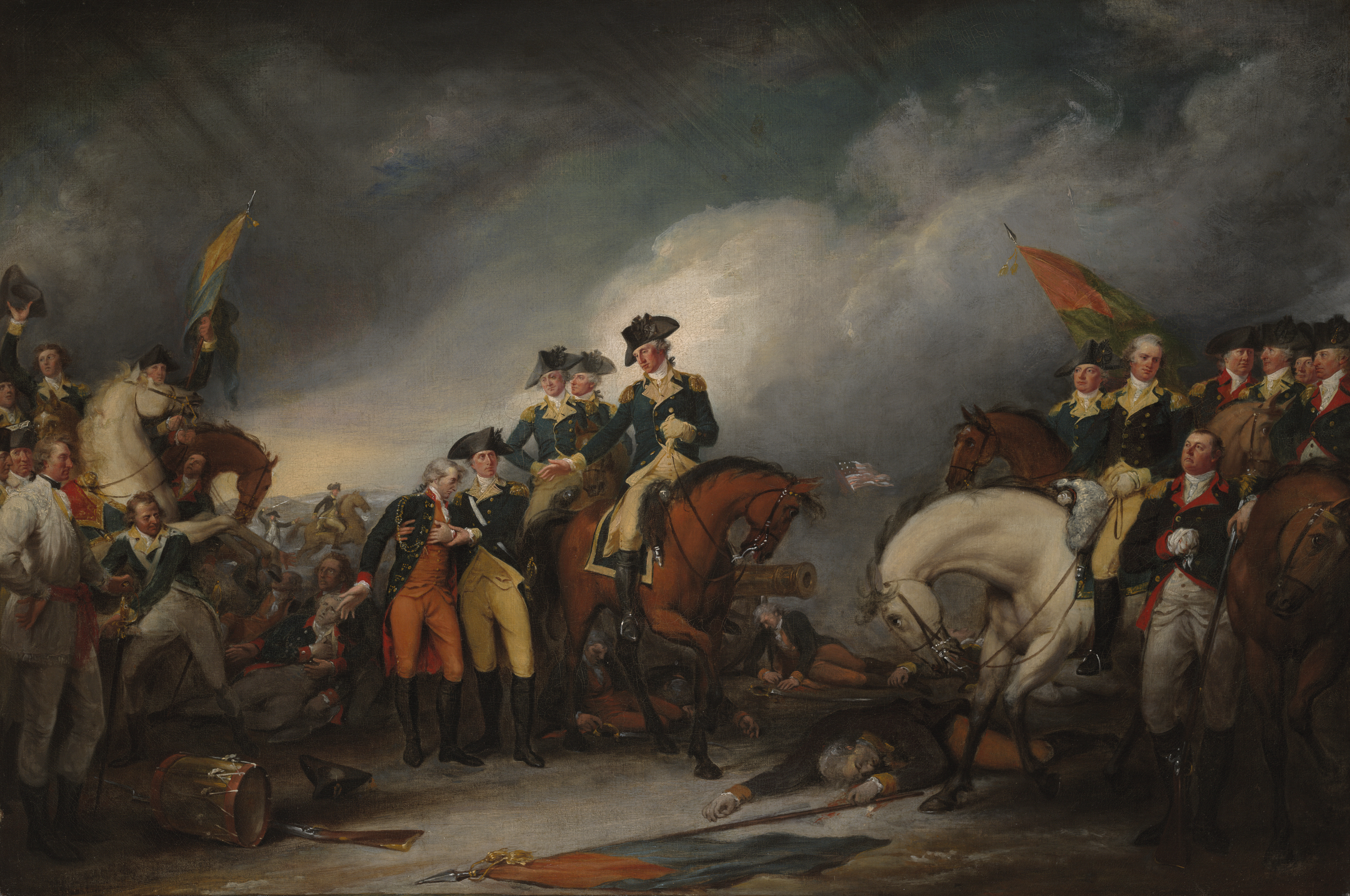
Le truppe anglo-assiane si arrendono a Washington

All'alba del 25 dicembre i soldati erano sull'altra sponda del fiume e, dopo un breve riposo, due distaccamenti si diressero verso la città. Alle 8 del 26 dicembre gli uomini raggiunsero Trenton mentre la guarnigione di milleseicento uomini (millequattrocento tedeschi e duecento inglesi) si trovava ancora nel sonno, comprese le sentinelle. L'attacco fu immediato e molti soldati furono catturati mentre dormivano; il colonnello Rall tentò di organizzare le difese ma venne ucciso e le sue forze si dispersero.
Le forze statunitensi contavano solamente due morti e quattro feriti mentre le perdite anglo-assiane ammontavano a 1 086 uomini (venti morti, ottantaquattro feriti e 982 prigionieri). Circa quattrocento uomini riuscirono invece a rompere l'accerchiamento e a riparare su Bordentown.
Washington decise di ripiegare oltre il Delaware con i prigionieri e il bottino senza attaccare Bordentown perché era ormai venuto meno l'effetto sorpresa. Dopo l'8 dicembre 1777 il generale avviò anche una campagna di reclutamento che portò nuovamente il numero di soldati dell'Esercito Continentale a 10 000.

### La battaglia di Princeton

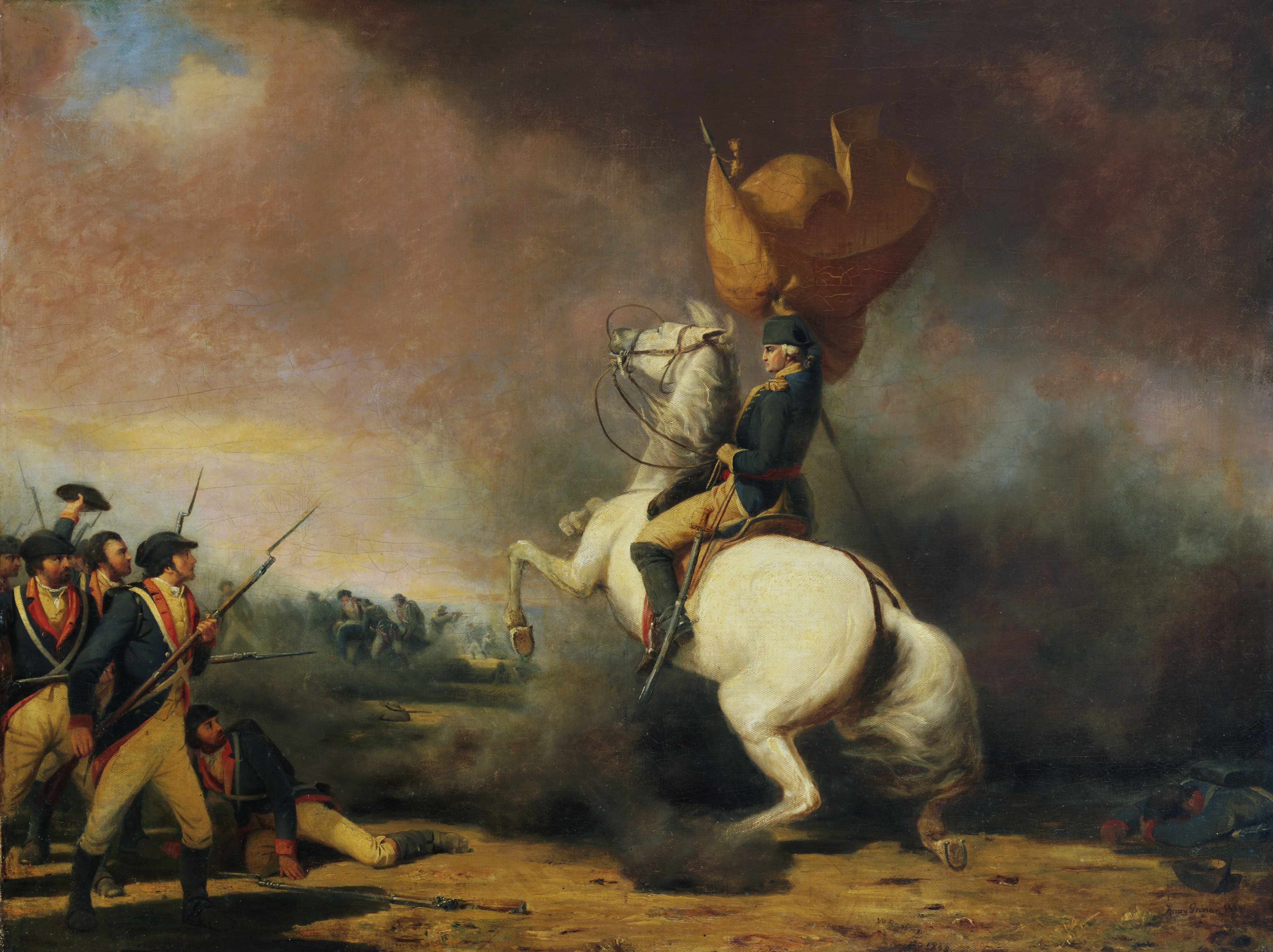
George Washington nella battaglia di Princeton

Quando Howe venne a conoscenza della sortita statunitense a Trenton ordinò l'immediato contrattacco al generale Cornwallis. Le truppe statunitensi avevano nel frattempo, tra il 1 e il 2 gennaio 1777, riattraversato il fiume Delaware con cinquemila uomini attestandosi in una posizione poco difendibile. Giunto davanti allo schieramento Cornwallis si accorse della posizione sconveniente del nemico e concesse ai propri soldati una giornata di riposo; questo era invece quello che Washington aveva previsto e su cui aveva di conseguenza basato la sua tattica.
Durante la notte il generale statunitense ordinò invece di accendere tutte le lanterne e i fuochi del campo e successivamente aggirò le postazioni inglesi mentre i soldati di Cornwallis dormivano. Giunti nella città di Princeton all'alba gli statunitensi si scontrarono con tre reggimenti di fanteria che stavano accorrendo in rinforzo delle truppe sul Delaware. La battaglia fu breve e non riportò molte perdite (quindici statunitensi e novanta inglesi) anche se le truppe inglesi sbandarono e si diedero alla fuga disordinata nelle campagne. Washington li lasciò fuggire e puntò contro la città di Morristown, distante circa cinquanta chilometri.
Nel frattempo Cornwallis, ingannato dai fuochi accesi, aveva mandato i suoi uomini all'attacco delle postazioni statunitensi completamente svuotate. Quando lo informarono dei fatti di Princeton ritornò verso la città portandosi però con sé i carriaggi e le vettovaglie, che lo rallentarono. Giunto a destinazione perse ulteriore tempo a recuperare e ripristinare i reggimenti sbandati; quando terminò Washington aveva ventiquattr'ore di vantaggio ed era impossibile raggiungerlo prima che entrasse a Morristown, ben fortificata e difendibile.
Il generale entrò in città il 5 gennaio 1777 dando immediatamente l'ordine di completare le fortificazioni. Successivamente stabilì qui il quartier generale dell'Esercito Continentale e informò il Congresso (spostatosi nel frattempo da Filadelfia a Baltimora) dei risultati ottenuti: gli statunitensi non solo avevano riottenuto il controllo del New Jersey ma distavano solo quarantotto chilometri da New York. Per l'inverno, secondo le regole del XVIII secolo, non c'era più pericolo che si svolgessero azioni militari.
Nel frattempo a Parigi accadeva un evento fondamentale per gli statunitensi: il ministro francese della guerra, Claude-Louis de Saint-Germain, aveva incontrato il barone prussiano Friedrich Wilhelm von Steuben e gli aveva proposto, raccogliendo il consenso del nobile tedesco, di riorganizzare l'Esercito Continentale. L'addestramento che egli fornì agli statunitensi contribuì di molto alla vittoria finale.

### La caduta di Filadelfia

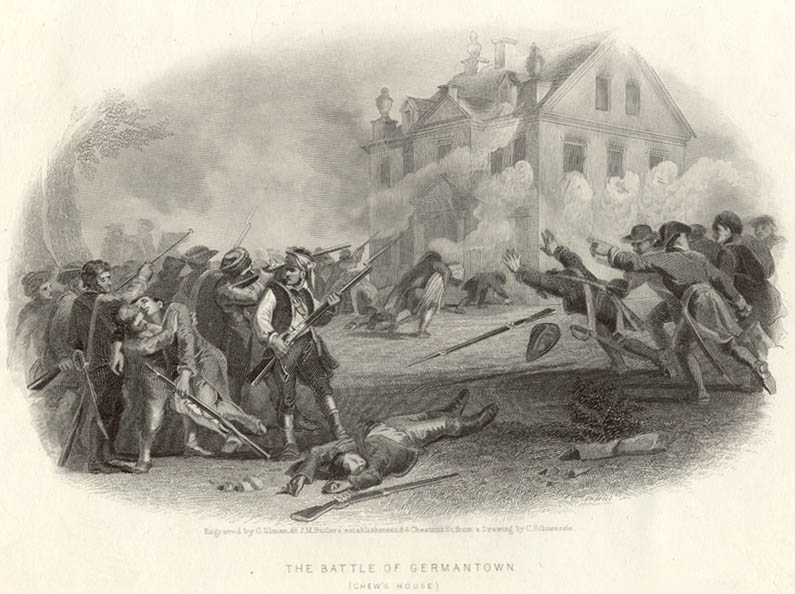
Una fase della battaglia a Chew House

La fine dell'inverno e l'inizio della primavera non registrarono battaglie tra i belligeranti anche se fervevano i preparativi, soprattutto da parte inglese. Dopo il fallimento dell'attacco al forte Ticonderoga, avvenuto alla fine del 1776, il generale Burgoyne era rientrato a Londra accusando dell'insuccesso il governatore del Canada, Guy Carleton, e la sua "colpevole inerzia"; Lord Germain diede ragione a Burgoyne e preparò con lui un piano per dividere in due il fronte ribelle. Per facilitargli il compito, raccolto il consenso necessario del War Office, lo nominò comandante unico e lo inviò in Canada al comando di 6 000 anglo-assiani. Il generale decise di mobilitare anche i nativi e i lealisti canadesi, arrivando a contare circa 10 000 uomini.
Il suo piano prevedeva di discendere il lago Champlain, prendere il forte Ticonderoga e quindi marciare verso la valle dell'Hudson. Nel frattempo il generale Howe avrebbe dovuto risalire il fiume con gli uomini imbarcati per ricongiungersi con Burgoyne. Una terza colonna, composta da 3 000 uomini al comando del colonnello St. Leger, sarebbe partita da Montréal diretta verso Oswego da cui avrebbe sferrato un attacco lungo la valle del Mohawk. Il risultato previsto era quello di chiudere le forze dell'Esercito Continentale fra tre fuochi e conquistare così l'intera Nuova Inghilterra.
Le forze, 7 000 anglo-assiani e 3 500 volontari, furono pronte alla fine di maggio del 1777 ma Burgoyne, ricalcando la mentalità tipica dei comandanti dell'epoca, decise di partire portandosi tutti i carriaggi e le provviste rallentando così i propri uomini. Il 30 giugno il generale raggiunse il forte Ticonderoga, conquistato il 3 luglio. Il 30 luglio 1777 venne espugnato anche il forte Edward, situato a sud-est. Le premesse per la riuscita del piano sembravano esserci ma, a causa di un'iniziativa personale di William Howe, questo si risolse invece in un fallimento.
Egli lasciò a New York 2 000 uomini al comando del generale Henry Clinton e inviò una lettera a Burgoyne, mai giunta a destinazione, in cui lo informava di non potere risalire l'Hudson. Quindi imbarcò circa 18 000 uomini facendo credere di voler veleggiare verso la Carolina del Sud; in realtà tenne le navi in rada fino alla fine di agosto muovendosi poi verso la baia del Delaware, dove si trova Filadelfia. La sua intenzione era quindi quella di risolvere la guerra con un importante successo morale.
Dall'altra parte Washington si trovava a capo di 11 000 uomini male armati ed addestrati; la situazione era simile a quella di New York e il generale scelse di seguire lo stesso metodo per la difesa: combattere solo lo stretto necessario a salvare l'onore senza impegnare le truppe in uno scontro in campo aperto. Inoltre Washington aveva deciso di affiancare al comando un volontario straniero, il marchese de La Fayette.
Le forze inglesi sbarcarono la prima settimana di settembre. L'11 dello stesso mese l'Esercito Continentale cercò di bloccarne l'avanzata presso il fiume Brandywine, nei pressi dell'odierna cittadina di Chadds Ford. L'attacco inglese per rompere il blocco fu portato su due colonne comandate dai generali von Knyphausen e Cornwallis; le forze al comando del tedesco si lanciarono contro il centro dello schieramento statunitense cercando di spezzarlo mentre quelle del britannico le circondavano utilizzando per la prima volta i fucili "Ferguson" a retrocarica, migliori di quelli statunitensi. Washington e il generale Greene riuscirono a rompere l'accerchiamento mentre una piccola retroguardia comandata da La Fayette, promosso quel giorno generale a soli vent'anni, si occupò di coprire la ritirata. Le perdite statunitensi erano, tra morti e feriti, di circa 700 uomini contro i 500 inglesi, quasi tutti feriti.
Il 22 settembre 1777 Filadelfia cadde in mano inglese. Il contraccolpo psicologico fu notevole e George Washington dovette organizzare il contrattacco per il 4 ottobre. Egli elaborò però un piano che si rivelò troppo difficile da attuare per l'Esercito Continentale: quattro colonne avrebbero infatti dovuto marciare verso la città per poi fuggire, riunirsi nel villaggio di Germantown (oggi parte dell'area urbana) e attaccare poi Filadelfia lasciata sguarnita. Sarebbe stato fondamentale il tempismo tra le colonne ma la prima si attardò, la seconda sbagliò strada incrociando la terza che, scambiatola per il nemico, la bersagliò. Solo la quarta, guidata personalmente da Washington e dal generale John Sullivan, rispettò la tabella di marcia ma, giunta vicino a Germantown, si scontrò per ore con le truppe inglesi appostate nella fattoria Chew House, difesa grazie ai muri degli edifici.
Nel frattempo Cornwallis, accortosi dell'accaduto, radunò i suoi uomini e iniziò ad inseguire la quarta colonna. Washington non riuscì, anche a causa della nebbia, ad abbandonare il campo prima dell'attacco e subì una pesante sconfitta (gli statunitensi persero 670 uomini contro 535 inglesi). Il vantaggio avuto a Trenton ed a Princeton era stato vanificato e solo il successo di Gates a Saratoga salvò gli statunitensi dalla sconfitta.

### La battaglia di Saratoga

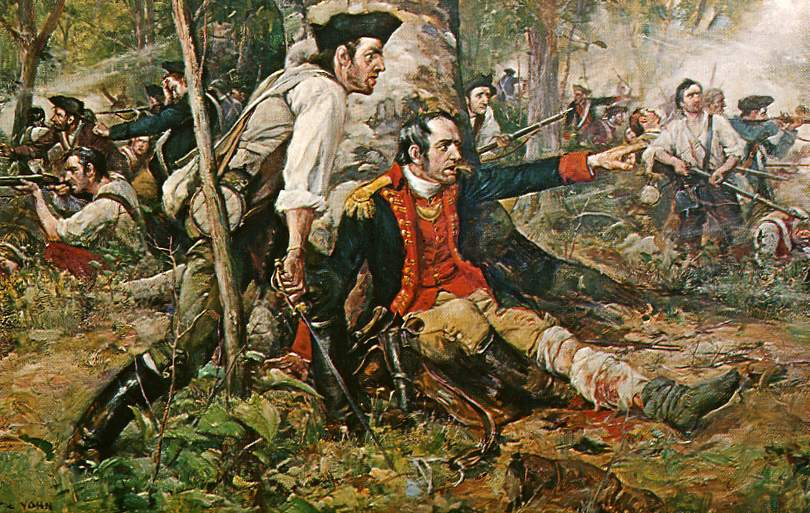
Nicholas Herkimer, generale comandante della Tyron County Militia, viene ferito a morte ad Oriskany

Mentre a sud l'esercito di Washington aveva subito una serie di sconfitte, sul fronte settentrionale, dove le truppe americane erano comandante inizialmente dal generale Philip Schuyler, era in corso dalla metà di giugno l'offensiva del generale Burgoyne. Egli dopo aver facilmente conquistato Fort Ticonderoga e Fort Edward, commise l'errore di marciare nella valle dell'Hudson attraverso l'impervio e quasi impraticabile territorio della wilderness; i soldati anglo-tedeschi, privi delle guide indiane, avanzarono con grande lentezza, appesantiti da quarantadue cannoni e dai carriaggi, coprendo solo cinque o sei chilometri al giorno, perdendo molti carri e allontanandosi dalle basi dei rifornimenti.

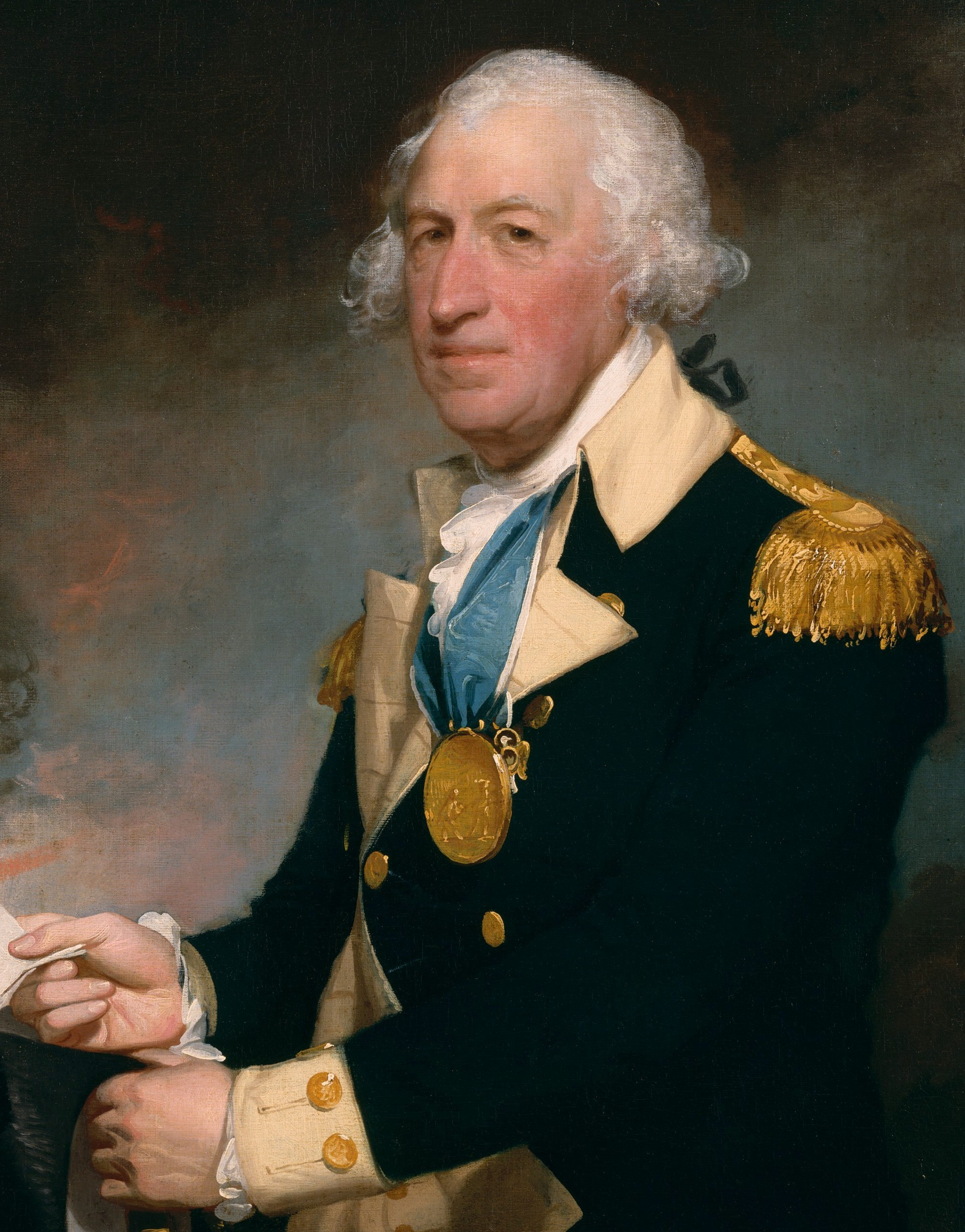
Il generale Horatio Gates

I miliziani del New England conoscevano bene la zona e intralciarono la marcia del nemico con continui attacchi di disturbo che rallentarono ulteriormente l'avanzata e causarono sensibili perdite; contemporaneamente i reparti regolari dell'Esercito Continentale avevano costruito piccoli fortini sulla strada per impegnare le avanguardie di Burgoyne, mentre era giunto da West Point il polacco Tadeusz Kościuszko, incaricato di allestire un solido sistema difensivo sulla cresta di Bemis Heights, vicino al villaggio di Saratoga. Nel frattempo 7 000 uomini al comando di Horatio Gates erano stati mandati, per ordine di Washington, dal New Jersey verso le Bemis Heights. A causa di questa tattica Burgoyne aveva perso, alla metà di agosto, circa 1 000 uomini che, aggiungendosi alle diserzioni e alle perdite precedenti, riducevano le truppe inglesi a un totale di 7 000 uomini.
Le comunicazioni tra le truppe e la base erano ormai interrotte. Al generale inglese non rimanevano che due possibilità: ritirarsi riattraversando il wilderness con l'inverno alle porte e con la guerriglia statunitense oppure proseguire sperando di ricongiungersi con i rinforzi di Howe e St. Leger. Scelse di avanzare e mandò avanti il colonnello Baum e ottocento uomini nel Vermont con l'ordine di rastrellare i viveri dalle fattorie mentre preparava la partenza. Baum e i suoi soldati vennero però attaccati a Bennington sia dai regolari di John Stark sia dai Green Mountain Boys, il reggimento di fanteria che raggruppava i soldati del Vermont, di Seth Warner. I britannici dovettero così ritornare dal generale con solo duecento effettivi e senza viveri.

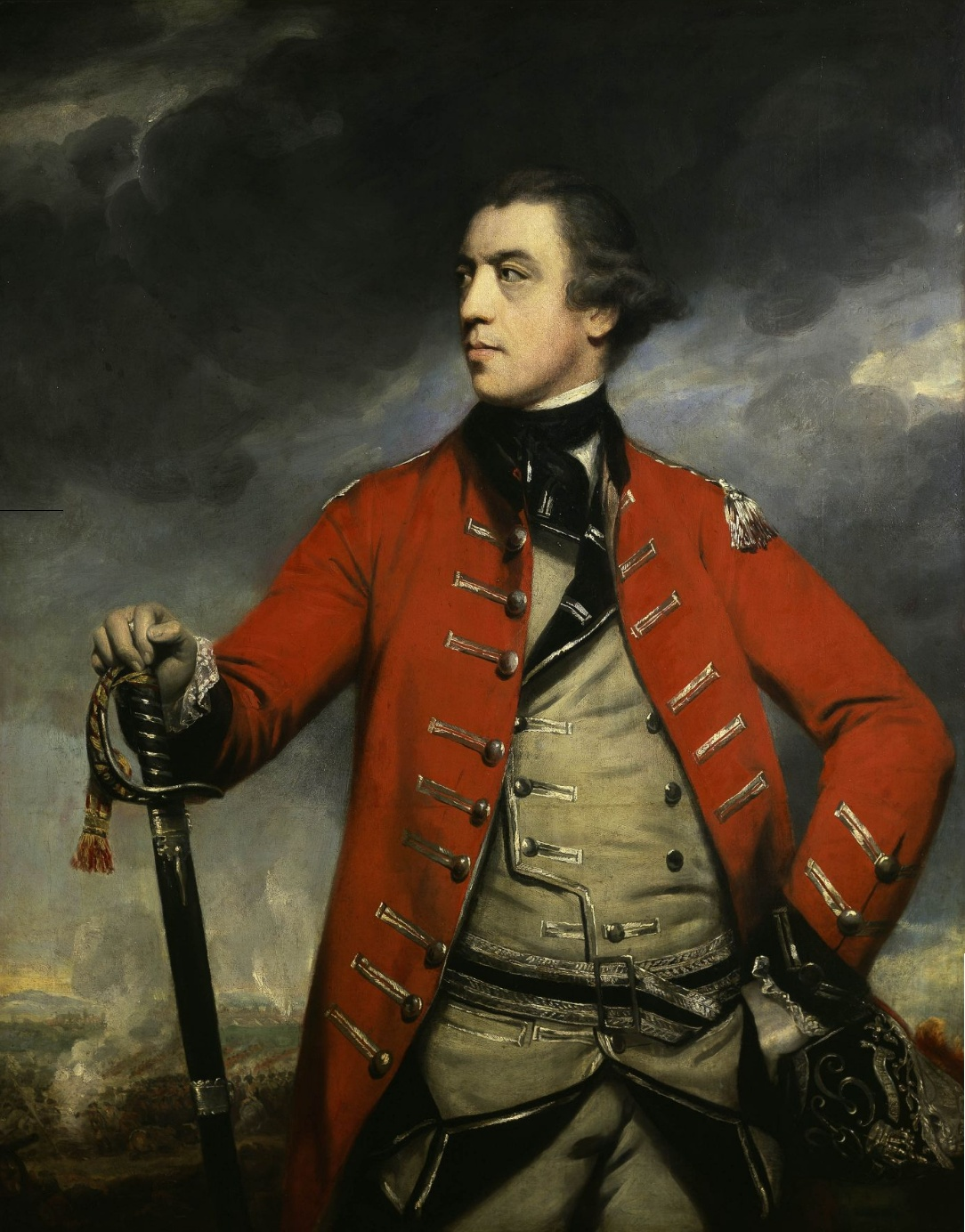
Il generale John Burgoyne

Burgoyne si mosse nell'errata convinzione di ricongiungersi con le truppe provenienti da New York e Oswego; in realtà il generale non sapeva che le truppe di Howe non avevano lasciato New York per Saratoga bensì per Filadelfia mentre quelle di St. Leger erano state sconfitte. Il colonnello aveva infatti lasciato Oswego rapidamente ed era avanzato per circa cento chilometri arrivando al forte Schuyler, difeso da meno di duecento statunitensi, lasciando una parte delle truppe ad assediarlo; con le altre raggiunse il 6 luglio 1777 Oriskany, un villaggio sull'omonimo fiume. Qui le truppe di Herkimer prima e di Arnold poi lo attaccarono di sorpresa costringendolo alla ritirata. Durante il ripiegamento raggiunse ancora forte Schuyler e decise di mantenere l'assedio; le truppe indiane e lealiste scelsero tuttavia di abbandonarlo e, alla ripresa degli attacchi statunitensi, ritornò alla base.
Quando a Londra il governo seppe della decisione di Howe di attaccare Filadelfia ordinò subito al generale Clinton, rimasto a New York con 2 000 uomini, di risalire l'Hudson. Il generale eseguì solo in parte l'ordine e, dopo averlo risalito per qualche chilometro, ritornò in città avvertendo Burgoyne di non poter andare in suo aiuto. Il 13 settembre Burgoyne superò Saratoga e marciò verso le Bennis Heights, dove Arnold aveva concentrato 8 000 uomini. Il 19 settembre gli inglesi attaccarono costringendo gli statunitensi a ripiegare senza poter però infliggere un colpo decisivo. Il generale inglese, avvedutosi dell'arrivo dei rinforzi statunitensi comandati da Horatio Gates, si spostò dalle Bennis Heights e concentrò le sue difese sulla fattoria Freeman, una grande tenuta con molti edifici facili da difendere.

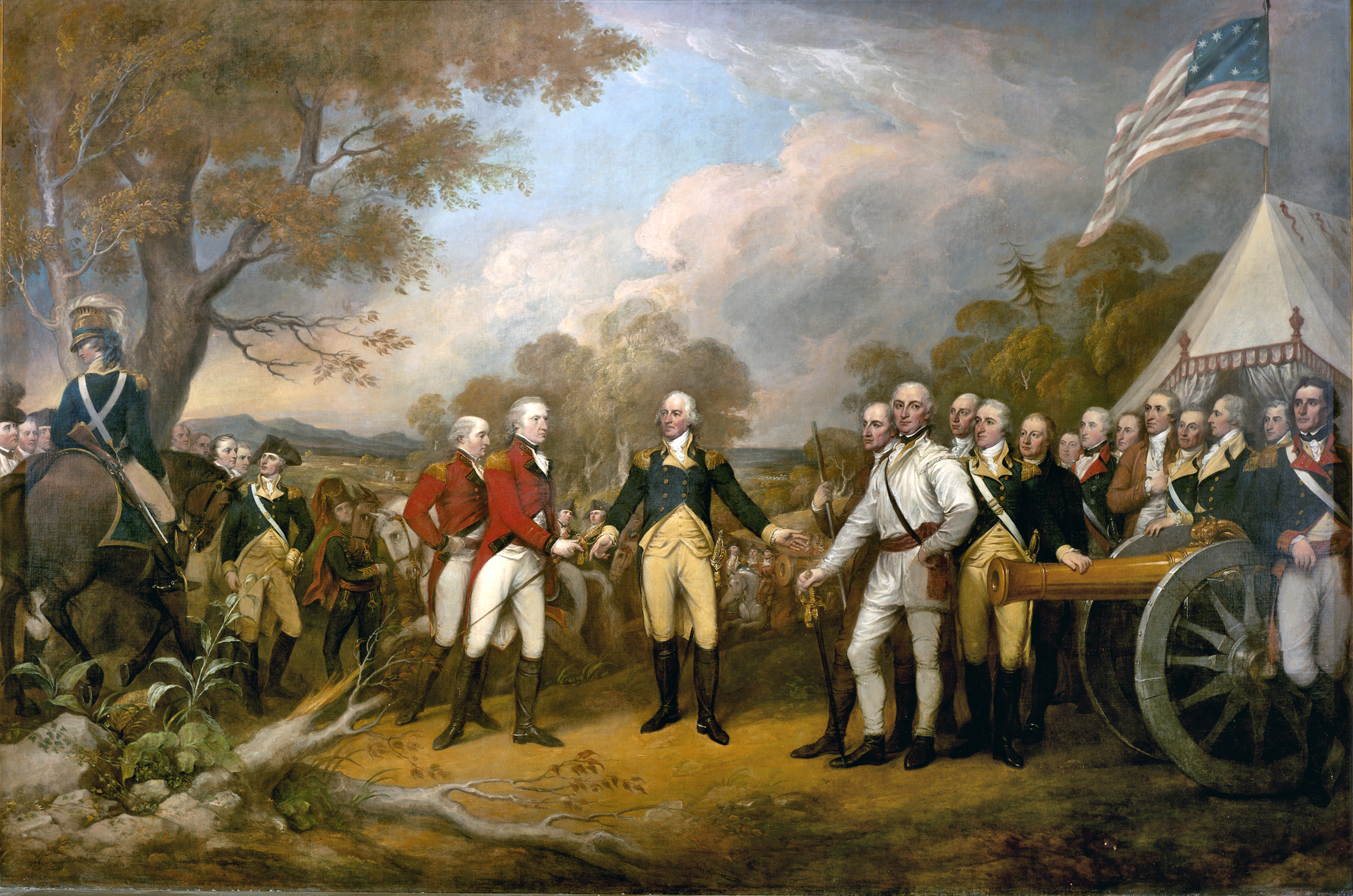
Il generale John Burgoyne si arrende ad Horatio Gates, 17 ottobre 1777

Il 7 ottobre, poiché i viveri cominciavano a scarseggiare, Burgoyne decise di attaccare nuovamente le Bennis Heights. La risposta americana fu però molto efficace: mentre il generale Daniel Morgan, alla guida di miliziani della Virginia, cercava di aggirare da nord le posizioni nemiche; il generale Enoch Poor attaccò sull'ala sinistra; Arnold invece sferrò l'attacco decisivo con i miliziani del Massachusetts, New Hampshire e New York. La fortificazione più importante, difesa dai mercenari tedeschi del colonnello von Breymann, venne attaccata frontalmente e minacciata alle spalle dalle truppe di Arnold che avevano sfruttato un varco debolmente difeso tra le posizioni anglo-tedesche. Dopo aspri combattimenti, i miliziani del New England travolsero la posizione; i tedeschi vennero sbaragliati e il colonnello von Breymann venne ucciso; al culmine del combattimento Arnold era rimasto seriamente ferito mentre guidava audacemente l'attacco.

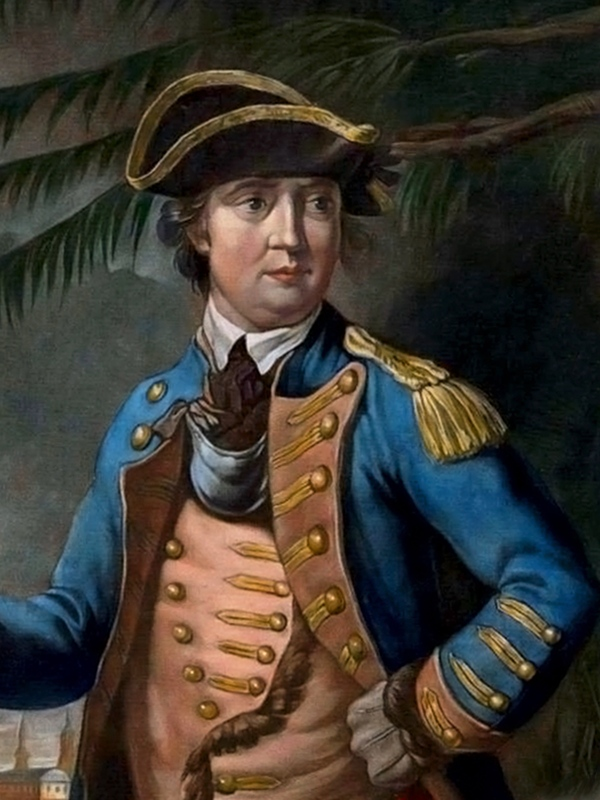
Il generale Benedict Arnold venne gravemente ferito a Saratoga il 7 ottobre 1777 mentre guidava personalmente l'attacco decisivo dei suoi soldati

Burgoyne riuscì a sottrarsi alla mossa a tenaglia ed a dirigersi verso Saratoga dove però vi erano le truppe di Gates che lo attaccarono. Le posizioni britanniche caddero una dopo l'altra fino al 17 ottobre quando Burgoyne si arrese con soli 5 000 uomini a sua disposizione. Gli statunitensi erano a capo invece di 16 000 o, secondo altre fonti, 18 000 uomini.
Tutti gli uomini che si erano arresi avrebbero dovuto secondo i termini della convenzione conclusa tra Burgoyne e Gates, essere rimpatriati sulla parola, ma nella realtà il Congresso continentale si rifiutò di adempiere alle clausole della resa e, sulla base di presunte violazioni da parte britannica, decise di trattenere le truppe anglo-tedesche come prigionieri di guerra fino al termine del conflitto. La battaglia di Saratoga o le battaglie, secondo la storiografia statunitense che separa gli scontri del 19 settembre da quelli del 7-17 ottobre, ebbe un effetto notevole. Gli statunitensi avevano infatti riunito per la prima volta un numero consistente di uomini e avevano sconfitto gli inglesi in campo aperto. Inoltre caddero a Parigi le ultime resistenze contro l'alleanza franco-statunitense che venne ratificata il 6 febbraio 1778.
La catastrofe di Saratoga suscitò grande emozione in Gran Bretagna e provocò una generale rivalutazione della condotta della guerra, delle opzioni strategiche e della catena di comando. Alla fine del 1777 il generale Carleton si dimise polemicamente dal comando del teatro canadese dopo aver duramente criticato il ministro Germain e venne sostituito in primavera dal generale Frederick Haldimand; poco dopo anche il generale William Howe, i cui rapporti con il ministro si erano continuamente deteriorati nell'ultimo anno, offrì le sue dimissioni. Sembra in realtà che Howe fosse divenuto cosciente della difficoltà della sua missione di fronte alla vastità della ribellione; egli diede segno di depressione e di cedimento nervoso; del resto Howe si era dimostrato incapace di tenere il comando di un teatro di guerra vasto e complesso e stava perdendo la fiducia dei suoi ufficiali e dei politici a Londra che lo accusavano dei numerosi errori strategici, dei ritardi e della condotta troppo prudente della guerra.

### La Francia entra in guerra

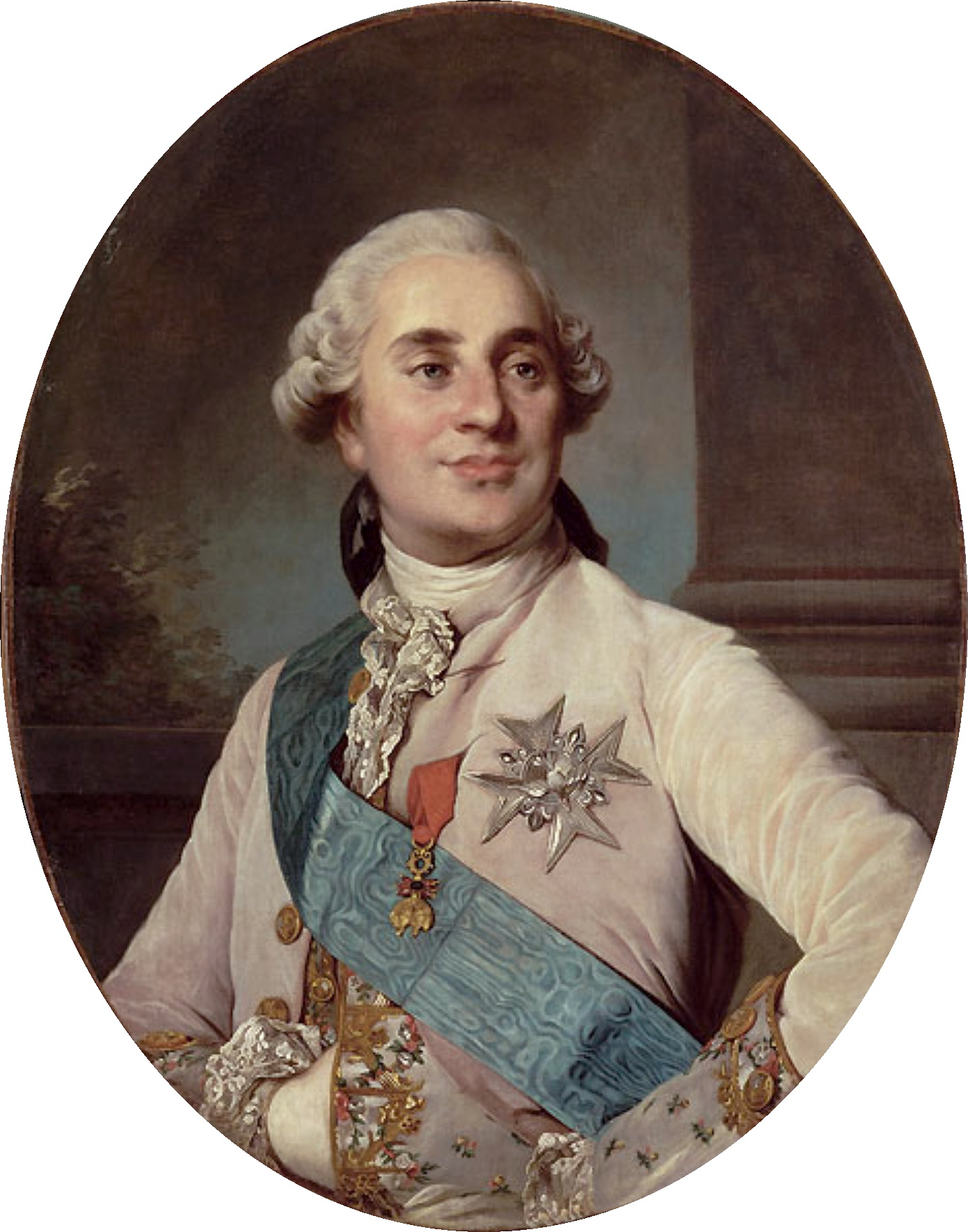
Luigi XVI, re di Francia nel 1778

La notizia della vittoria di Saratoga giunse in Francia ai primi di dicembre del 1777. Il 12 dicembre il ministro degli esteri francese, Charles Gravier conte di Vergennes, convocò segretamente Franklin e gli altri diplomatici statunitensi per iniziare a discutere dell'alleanza, perfezionata nei mesi seguenti. I negoziati terminarono il 6 febbraio 1778 quando fu firmato il "Trattato di amicizia e di alleanza" tra la Repubblica degli Stati Uniti d'America ed il Regno di Francia; nel testo i francesi garantivano «pieno appoggio per mare e per terra» mentre gli statunitensi si impegnavano a «non concludere una pace separata con la Gran Bretagna».
Come risposta il governo inglese varò lo stesso giorno il cosiddetto "Piano di riconciliazione" per cui le colonie avrebbero ottenuto la massima autorità governativa a patto di riconoscere il re d'Inghilterra come proprio sovrano. La proposta venne tuttavia declinata in quanto gli Stati Uniti godevano ormai dell'appoggio di un potente alleato e potevano quindi opporsi alla madrepatria senza correre il rischio della capitolazione.

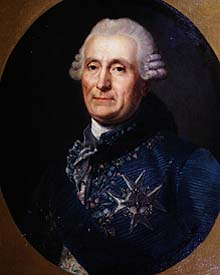
Il conte di Vergennes, principale sostenitore francese dell'alleanza

La firma del trattato richiese, a monte, un lungo lavoro diplomatico di Franklin che trovò un alleato nel conte di Vergennes già dal 1775 quando questi inviò a Londra come agente il noto drammaturgo Pierre-Augustin Caron de Beaumarchais. Egli riferì al suo superiori pareri in favore dei rivoltosi così Gravier, ottenuto un finanziamento dall'economista Anne Robert Jacques Turgot, fondò la Compagnia Rodrigo Hortalez & C per l'esportazione di merci varie in America, affidata a Beaumarchais, con cui inviare armi ai rivoltosi. I prodotti inviati calarono in seguito alla caduta di New York ma furono nuovamente ripristinati dopo le vittorie di Trenton, Princeton e Saratoga.
Quando il 12 dicembre 1777 Gravier convocò Franklin per ratificare l'alleanza trovò molti oppositori nell'ambiente di corte. Questi erano sostanzialmente rappresentati dai conservatori e da Jacques Necker, il successore di Turgot, conscio delle difficoltà economiche del Regno di Francia; lo stesso Luigi XVI si dimostrò indeciso ma Gravier riuscì alla fine a convincerlo a firmare il trattato. La regina Maria Antonietta era a favore della schiavitù e criticò la politica di Luigi XVI sulla guerra d'indipendenza americana, ritenendo che, dal momento che i ribelli si ribellavano a un re, doveva essere cauto.
Ratificata l'alleanza si mobilitò subito un corpo di spedizione, furono aumentati i rifornimenti all'Esercito Continentale, iniziarono i colloqui per estendere l'alleanza al Regno di Spagna e alla Repubblica delle Sette Province Unite (gli odierni Paesi Bassi) e fu ordinato a Charles Henri d'Estaing di scortare negli Stati Uniti il primo ambasciatore francese.

### La riorganizzazione invernale

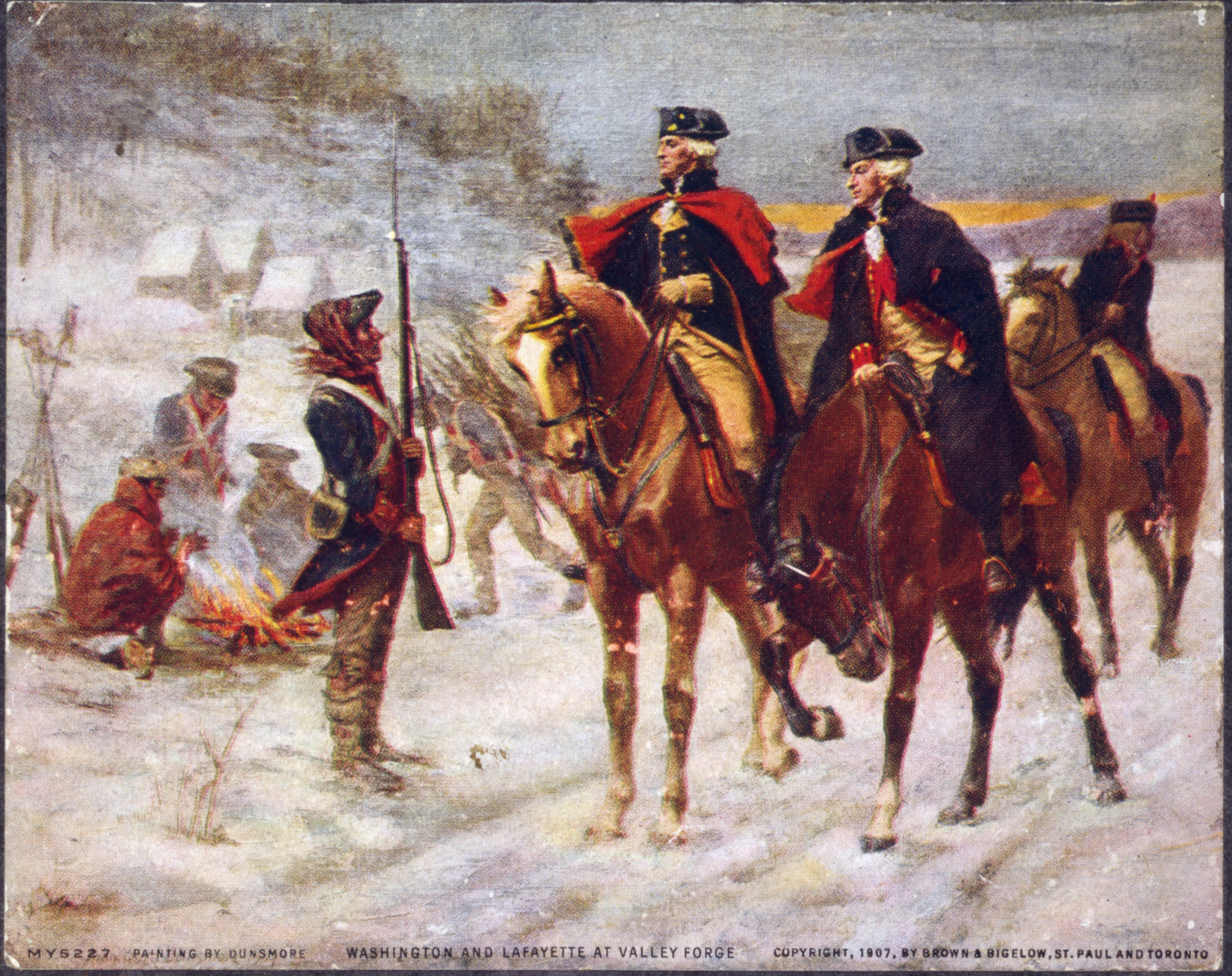
Washington e Lafayette durante l'inverno a Valley Forge

Dopo la sconfitta subita a Filadelfia, Washington si ritirò negli accampamenti invernali della Pennsylvania, a Valley Forge, dove venne raggiunto dal militare prussiano Friedrich von Steuben nel febbraio del 1778. Il luogo sorgeva su una specie di altopiano e si presentava facile da difendere anche se era battuto dalla neve e mancava di risorse; qui vi arrivò un Esercito Continentale allo stremo con poche armi e munizioni di pessima qualità, senza viveri, legname, vestiti, tende e foraggio.
In questa situazione von Steuben si impegnò nell'addestramento degli ufficiali e delle truppe dell'Esercito Continentale; egli inoltre elaborò un preciso regolamento, il Regulation for the Order and Discipline of the Troops of the United States, che sarebbe rimasto in vigore per molti anni. Il militare prussiano, personaggio millantatore ed equivoco, ebbe tuttavia un ruolo importante insegnando ai soldati e agli ufficiali americani gli elementi fondamentali dell'addestramento (drill) secondo i sistemi europei. Il livello qualitativo delle truppe migliorò in modo sensibile; inoltre in primavera giunsero consistenti rifornimenti dalla Francia.

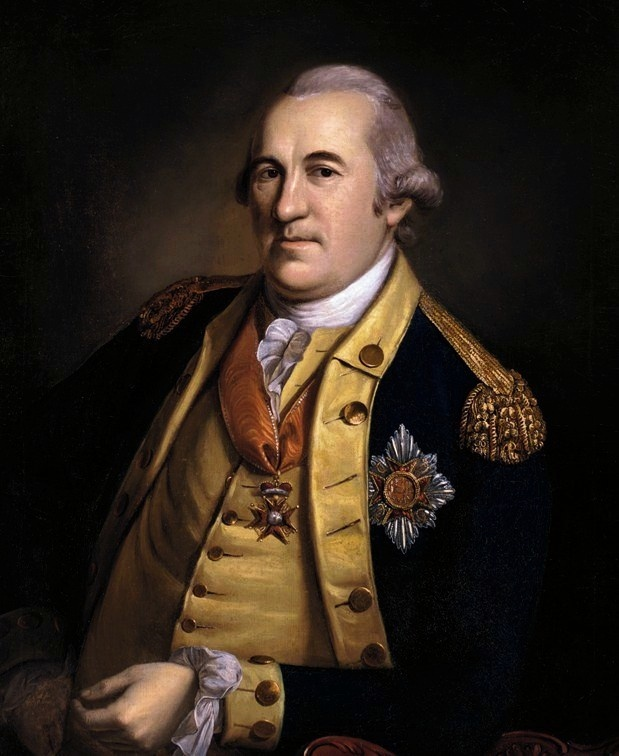
Il militare prussiano Friedrich Wilhelm von Steuben si incaricò dell'addestramento delle truppe americane a Valley Forge

Nell'aprile del 1778 William Howe, che aveva presentato le sue dimissioni a novembre 1777 subito dopo Saratoga, cedette finalmente il comando dell'esercito britannico in America e fece ritorno in patria dove avrebbe dovuto affrontare aspre critiche al suo operato; già in precedenza John Burgoyne era stato al centro di violente polemiche con il ministro Germain riguardo alle responsabilità della disfatta. Il generale Henry Clinton arrivò a Filadelfia il 3 maggio 1778 e assunse ufficialmente il comando in capo al posto di Howe, mentre l'ammiraglio Richard Howe per il momento mantenne il controllo delle forze navali nelle acque americane.
Con l'intervento del Regno di Francia il governo di Londra dovette modificare la sua pianificazione strategica e rivedere gli obiettivi di guerra; dopo numerose riunioni tra i ministri e i dirigenti esecutivi militari e politici, divenne evidente come fosse ormai molto più importante affrontare la minaccia francese e come divenisse essenziale potenziare e preparare la marina per una difficile guerra navale oceanica. Il Primo Lord dell'Ammiragliato, Lord Sandwich, venne criticato per l'impreparazione della Home Fleet e vennero fatti notevoli sforzi per aumentare il numero di vascelli in grado di prendere il mare. Venne quindi deciso, con l'approvazione del re Giorgio III e del nuovo comandante in capo dell'esercito generale Jeffrey Amherst, che Clinton non avrebbe ricevuto ulteriori rinforzi e al contrario avrebbe dovuto tenere disponibili delle truppe da impiegare contro i possedimenti francesi nelle Antille e in particolare contro l'isola di Santa Lucia; la guerra contro le colonie ribelli venne considerata secondaria e si prepararono piani per evacuare Filadelfia mantenendo l'occupazione solo di New York e Newport.
Le intenzioni di Londra erano di sbarcare in Georgia e in Carolina del Sud per tagliare in due gli Stati Uniti ed occuparli come già aveva tentato Burgoyne a nord. Quando Clinton ricevette l'ordine a fine maggio, scoppiarono però le ostilità marittime tra Regno di Francia e Regno Unito: il 17 giugno infatti la fregata Belle-Poule si scontrò, pattugliando la Manica, con l'Arethusa e la disalberò aprendo così ufficialmente la guerra sul mare tra i due Stati.

### La fine del 1778

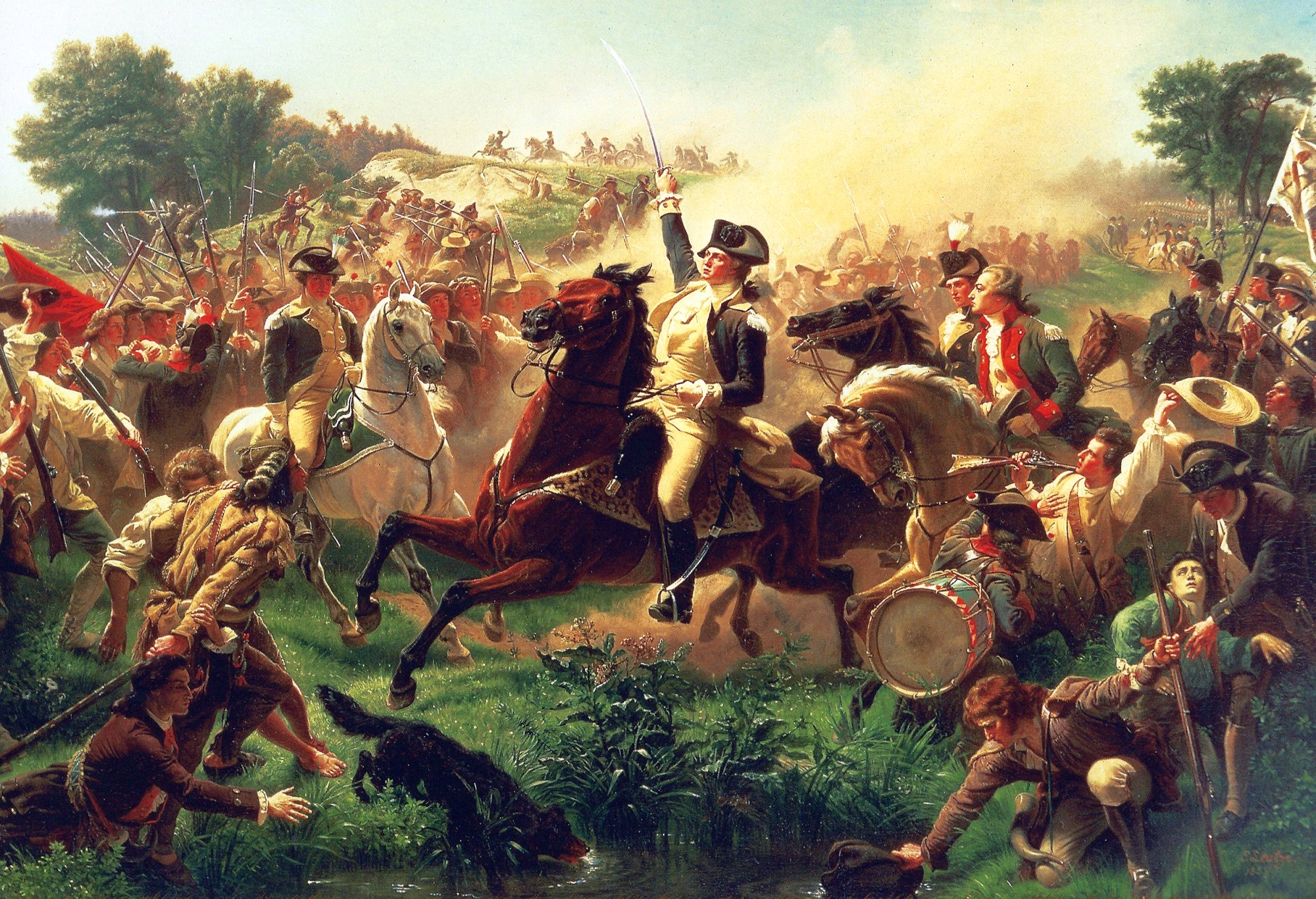
George Washington a Monmouth

Il 18 giugno, all'indomani dello scontro tra la Belle-Poule e l'Arethusa, le truppe di Clinton lasciarono Filadelfia dirigendosi verso New York; la colonna, lunga venti chilometri, era costituita dall'avanguardia seguita dai carriaggi e dalla forza principale, protetta da una retroguardia di 8 000 uomini. La marcia procedeva lentamente a causa delle vettovaglie e del caldo di giugno che fece molte vittime tra le file inglesi e andava avanti di circa dieci chilometri al giorno.
Washington cercò di sfruttare la lentezza inglese e, nonostante le sue truppe fossero in Pennsylvania, sapeva che avrebbero potuto raggiungere Clinton se avessero attraversato a tappe forzate il New Jersey. Per agevolare le operazioni divise i suoi 11 000 uomini in due colonne: 6 000 soldati sotto il suo comando e 5 000, come avanguardia, al comando del generale Lee. Il 28 giugno le truppe raggiunsero Clinton presso il villaggio di Monmouth – l'odierna Freehold – quando questi era ancora lontano da New York.
Quando Lee raggiunse la retroguardia nemica partì subito all'attacco. La difesa inglese si rivelò organizzata e il primo attacco fu bloccato; Lee ordinò allora di ritirarsi e molti soldati, impauriti dalla manovra, sbandarono o fuggirono. Quando sopraggiunse Washington dovette prima raccogliere e riorganizzare gli sbandati e solo dopo poté attaccare. Nel frattempo Clinton aveva schierato in assetto da combattimento sia la retroguardia, sulla destra, sia la forza principale, sulla sinistra e Washington dovette ritirarsi per evitare l'accerchiamento. La manovra fu effettuata senza problemi utilizzando anche vari contrattacchi per coprire le forze che si stavano ritirando e alla fine gli statunitensi lasciarono sul campo 360 uomini contro i 415 inglesi senza però ostacolare Clinton.
A seguito della sconfitta subita – anche se molte fonti statunitensi indicano Monmouth come vittoria strategica – Lee venne deferito alla corte marziale dallo stesso Washington. Il generale si difese dapprima sostenendo di avere confuso la retroguardia nemica con la forza principale e successivamente accusando lo stesso Washington di averlo offeso con bestemmie, cosa molto grave nell'America puritana. Molti proposero di sostituire il comandante in capo con Horatio Gates, il vincitore di Saratoga, ma queste intenzioni furono bloccate dalla cosiddetta "congiura Conway", un piano di Thomas Conway per destituire Washington sulla cui credibilità dibattono ancora oggi molti storici. Gli stessi Hamilton e Arnold, figure di spicco dell'Esercito Continentale, avevano ormai rapporti molto tesi col comandante e solo von Steuben e La Fayette gli rimanevano ancora completamente fedeli.
Il 7 luglio giunse a Filadelfia il conte d'Estaing, salpato il 18 aprile da Tolone, e con lui l'ambasciatore e i rifornimenti francesi. Con l'arrivo del conte gli Stati Uniti si trovavano ad avere per la prima volta una flotta competitiva da opporre a quella inglese.

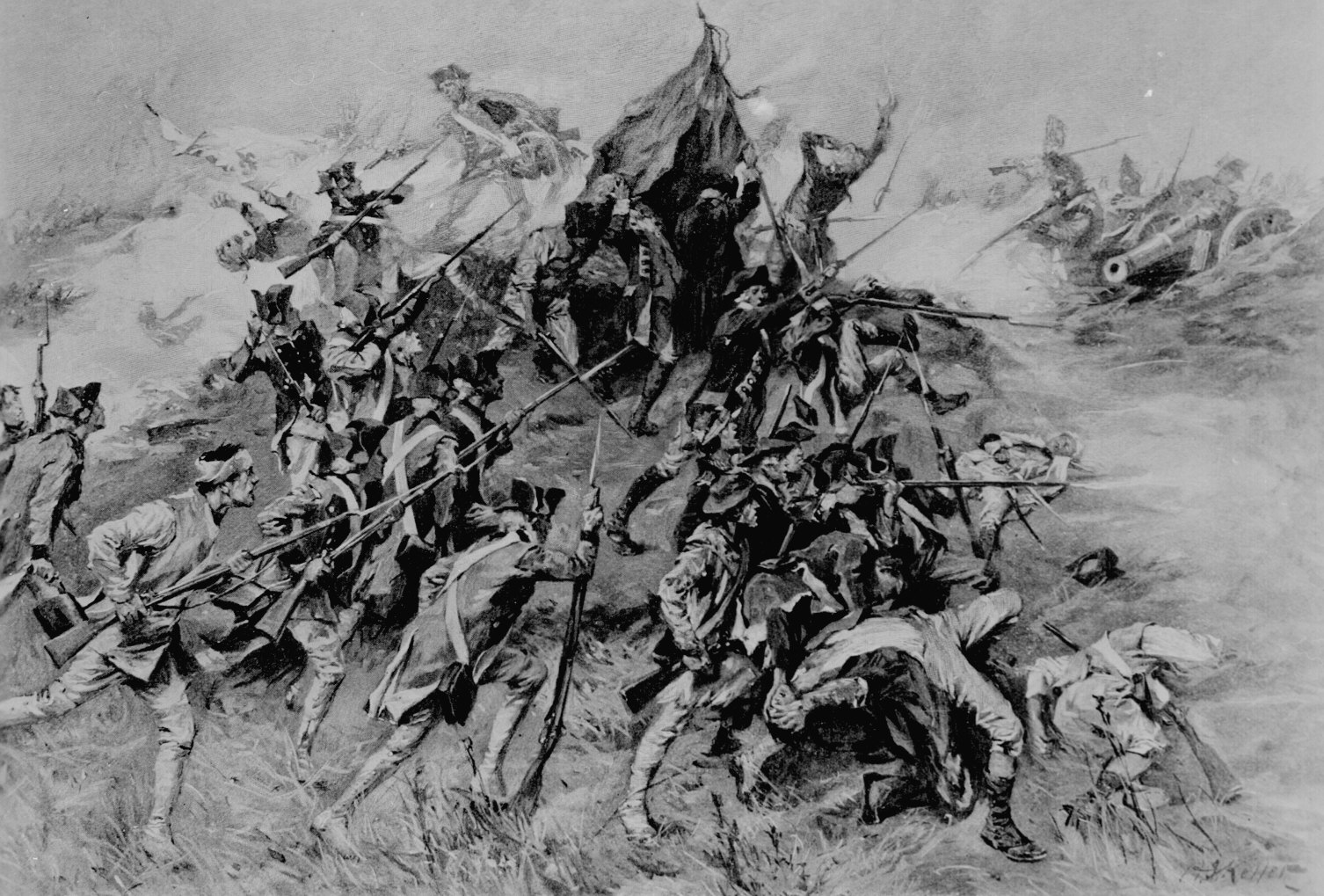
L'attacco inglese a Savannah

L'arrivo francese non migliorò al momento la situazione e nel novembre del 1778 Clinton sbarcò in Georgia 6 000 uomini che conquistarono subito la città di Savannah. Dopo aver occupato la città le truppe si mossero verso ovest e verso nord e, aiutate da Clinton giunto in città con 3 000 soldati di rinforzo, iniziarono a minacciare la Carolina del Sud. Quando il generale giunse in città si occupò di organizzare i numerosi lealisti e di insediare un governo collaborazionista che proclamò il distacco della Georgia dagli Stati Uniti. Grazie al loro aiuto poté procedere ad occupare lo Stato a macchia d'olio inviando truppe fino al confine occidentale e fino ad Augusta, conquistata nel gennaio del 1779. Nel frattempo gli Stati Uniti fortificavano Charleston, all'epoca capitale della Carolina del Sud, preparandosi all'imminente attacco.
Washington, pur essendo a conoscenza della delicata situazione del meridione, non poteva inviare rinforzi sia per le eccessive distanze sia perché gli uomini che aveva a disposizione erano sufficienti solo a fronteggiare gli inglesi di New York e Newport, posta nel frattempo sotto assedio, e a sorvegliare la frontiera canadese. Il generale decise allora di ritornare agli accampamenti invernali dove continuava il lavoro di von Steuben aspettando che anche il Regno di Spagna firmasse l'alleanza anti-inglese.

### La guerra tra nativi e coloni

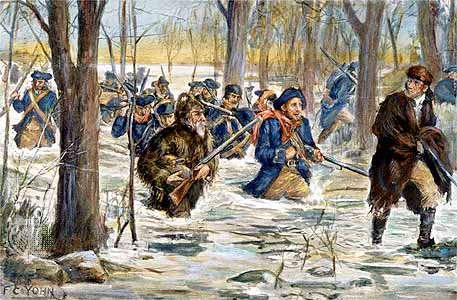
La marcia di Clark verso Vincennes

Tra la fine del 1778 e l'inizio del 1779 si riacutizzarono gli antichi contrasti tra i nativi dell'ovest ed i coloni. Le prime lotte risalivano infatti già all'arrivo degli europei che cercarono di impossessarsi delle vaste terre dove vivevano gli "indiani" e di convertirli forzatamente alla religione puritana. Per evitare di essere assoggettate molte tribù emigrarono, volontariamente o costrette dai coloni, verso nord e verso ovest; gli europei continuarono tuttavia a spingerle verso l'interno utilizzando spesso anche metodi considerati sleali, come quello del whisky, che poteva abbrutire interi villaggi. La richiesta di terra aumentò nel corso degli anni tanto che questioni territoriali furono alla base della guerra dei sette anni; terminato il conflitto il Regno di Gran Bretagna riservò il territorio ad ovest degli Allegani ai nativi. Il provvedimento non fermò l'emigrazione dei coloni che si insediarono in Kentucky, Ohio ed Illinois dando vita a numerosi e reciproci atti di intolleranza e violenza.
Gli inglesi erano a conoscenza di questa situazione e cercarono di sfruttarla a proprio vantaggio. Come prima cosa non combatterono mai apertamente contro i nativi ma cercarono invece di inquadrarli nell'Esercito britannico tanto che Joseph Brant arrivò ad avere il grado di colonnello. Secondariamente, allo scoppio della guerra, armarono molti lealisti e li prepararono per combattere il nemico comune.

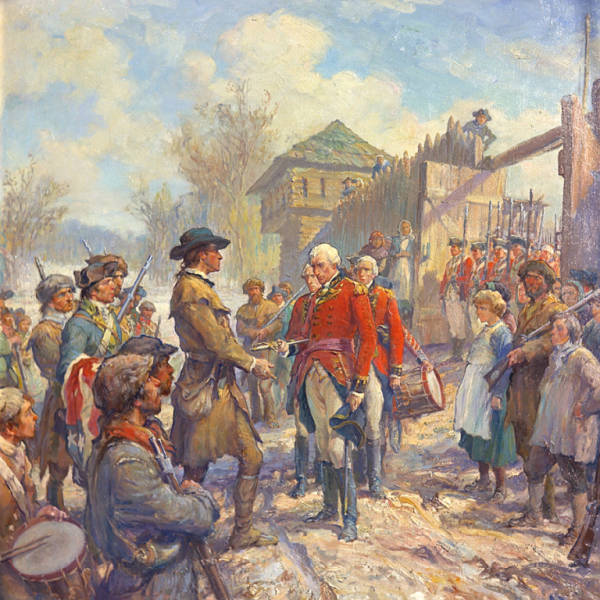
Il forte Sackville si arrende a Clark

I coloni dell'Ohio e dell'Illinois furono sconfitti senza problemi. Nel Kentucky invece essi riuscirono ad organizzare una resistenza grazie a George Rogers Clark che riuscì, nell'estate del 1778, a raccogliere 175 volontari. Alla loro guida, aggirando le linee nemiche, catturò il 4 luglio Kaskaskia e il 9 la piazzaforte britannica di Vincennes. che garantiva il controllo di buona parte dell'Illinois. Per migliorare la situazione Clark strinse delle alleanze con due tribù indiane della zona e con i coloni di origine francese, in nome del patto tra le due nazioni. Tuttavia i lealisti controllavano ancora Detroit e poterono così riprendere Vincennes in dicembre. La situazione, per i coloni, era peggiorata perché non avevano più il controllo della zona ed erano in inferiorità numerica (1 000 uomini contro 5 000).
Clark ovviò all'inferiorità numerica effettuando una mossa a sorpresa: scelse di attaccare in febbraio, quando solitamente gli eserciti erano ritirati negli accampamenti invernali. Radunati 127 volontari, in buona parte francesi, puntò subito verso Vincennes coprendo trecento chilometri tra paludi e fiumi ghiacciati in circa tre settimane. Quando vi arrivò il 25 febbraio colse di sorpresa la guarnigione inglese facendola capitolare. Clark, a causa del freddo e dei mancati rifornimenti, non puntò su Detroit e si dovette fermare; i lealisti si poterono così riorganizzare e rioccuparono la piazzaforte nell'estate dello stesso anno.
Gli attacchi dall'ovest continuarono ma, nonostante la ferocia mostrata dai nativi, gli "uomini della frontiera", com'erano chiamati i coloni locali, resistettero e ben prestò tutto sfociò in una serie di scontri isolati senza nessuna battaglia di sfondamento. Se sul fronte militare furono operazioni marginali queste ebbero notevole peso in chiave storica: i massacri e le ruberie commesse dai nativi in questo periodo fornirono il pretesto al genocidio che gli statunitensi perpetrarono nell'Ottocento.

### L'assedio di New York e il teatro meridionale

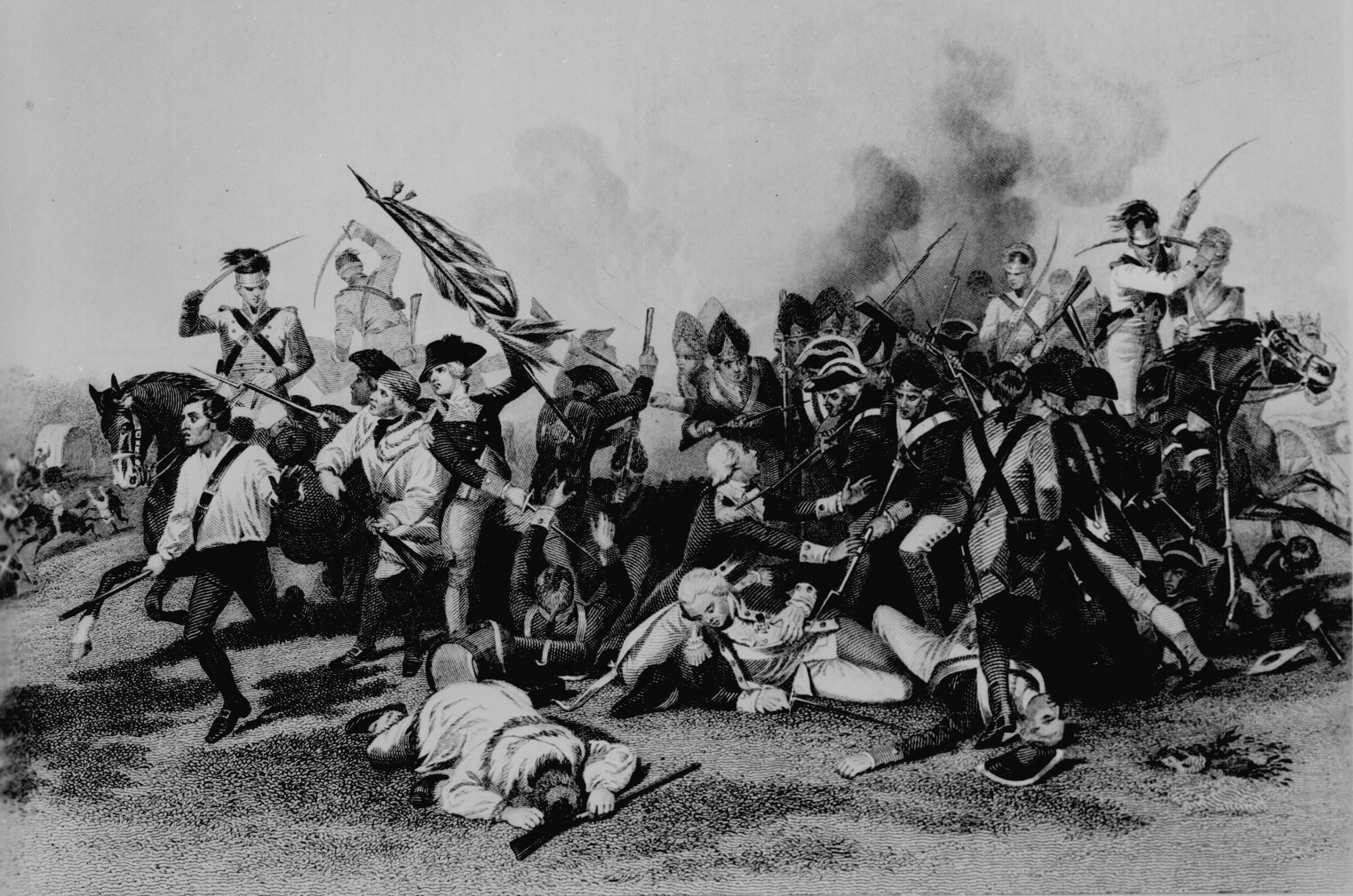
La morte di von Kalb a Camden

Dopo la battaglia di Monmouth, Washington schierò le sue truppe attorno a New York piazzandosi tra White Plains, Stony Point e West Point, fortificata da Kościuszko. L'autunno e l'inverno del 1778 e la primavera del 1779 non portarono novità sul fronte bellico se non, il 9 maggio 1779, l'adesione del Regno di Spagna all'alleanza franco-statunitense. Il 1º giugno 1779 un distaccamento inglese uscì dalla città ed attaccò Stony Point sconfiggendo la guarnigione statunitense; una seconda colonna si diresse invece verso West Point. Il 15 luglio la posizione venne riconquistata dall'Esercito Continentale guidato dal generale Wayne: egli si portò con 1 350 uomini davanti alla posizione e, dopo aver lanciato un attacco diversivo, la conquistò con un assalto alla baionetta, il primo statunitense della guerra (gli statunitensi persero solamente quindici uomini, gli inglesi sessantatré come morti e 543 come prigionieri). La posizione dovette tuttavia essere abbandonata il 18 luglio quando rischiò di essere accerchiata dalle truppe inglesi che ritornavano da West Point senza averla attaccata. Nel frattempo Clinton aveva incominciato i preparativi per conquistare la Carolina del Sud e Charleston, la sua capitale.
L'autunno del 1779 non portò a scontri importanti ma in dicembre, mentre Washington stava ritirandosi nei quartieri invernali, Clinton attaccò. Il 26 dicembre 16 000 anglo-assiani mossero da Savannah con 2 000 carri e 500 cannoni. Il 10 marzo 1780 le avanguardie avvistarono Charleston, posta sotto assedio il 20 marzo. L'assedio durò circa due mesi senza che Washington potesse inviare aiuti dal nord; Clinton risparmiò i suoi uomini, lasciò che i difensori sprecassero munizioni sparando contro le sue forze ben appostate e, in maggio, dopo aver concentrato tutte le artiglierie davanti al forte Sullivan, chiave delle difese, passò all'attacco. Il cannoneggiamento fu molto efficace e il forte dovette capitolare; il 13 maggio, giorno successivo alla resa del forte, la bandiera britannica fu issata in città. Le perdite furono molto alte: 6 000 statunitensi, inclusi sette generali, 8 000 fucili e trecento cannoni furono catturati da Clinton, fu la più pesante sconfitta subita nella guerra dagli americani.

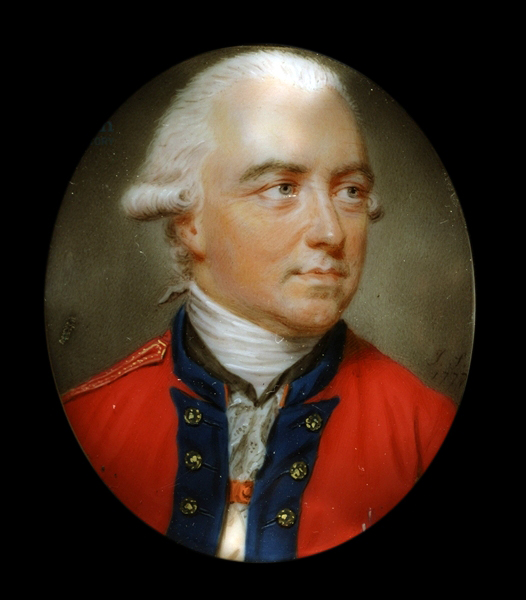
Il generale Henry Clinton, comandante in capo britannico negli anni 1778-1782

La conquista della città aprì ai britannici le porte dell'intera Carolina del Sud e, in prospettiva, anche della Carolina del Nord. In caso di manovra tempestiva da parte di Clinton l'Esercito Continentale sarebbe stato schiacciato tra le forze della Carolina e quelle di New York ma il generale preferì lasciare il comando a Lord Cornwallis ritornando sul teatro settentrionale. Il 12 giugno Rochambeau sbarcò alle foci del Delaware con 5 000 soldati regolari pronti per essere impiegati a fianco dell'Esercito Continentale; le forze del francese, accorpate a quelle di La Fayette, erano numericamente inferiori ma qualitativamente superiori a quelle locali.

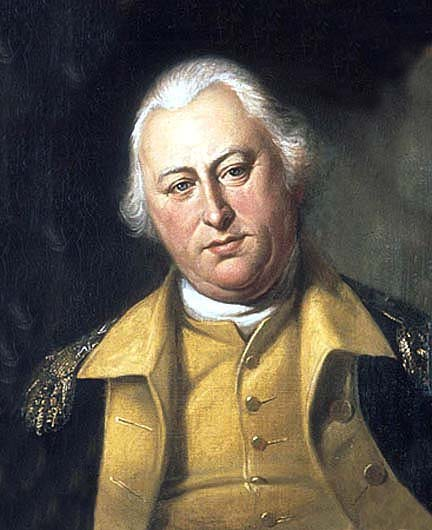
Il generale Benjamin Lincoln si arrese con le sue truppe al termine dell'assedio di Charleston

Le forze di Rochambeau occuparono subito Newport e vi si insediarono. Come risposta Cornwallis riprese, al comando di 2 200 uomini, l'avanzata verso nord. Washington riuscì a raccogliere 4 000 uomini, in parte "regolari" addestrati da von Steuben e comandati dal suo luogotenente Johann von Kalb e in parte miliziani affidati al diretto comando di Gates. Le due forze si scontrarono il 16 agosto a Sanders Creek, nei pressi della città di Camden Von Kalb venne colpito a morte così la forza principale di Gates si trovò senza comandante mentre i miliziani sbandavano. Il generale statunitense fu obbligato ad ordinare la fuga lasciando sul campo 2 000 tra morti, feriti e prigionieri contro i 325 inglesi. Importante per la vittoria fu la carica della "Legione Britannica", guidata dal temibile, per ferocia ed efficacia, tenente colonnello Banastre Tarleton.
Washington destituì immediatamente Gates e lo sostituì con Nathanael Greene, distintosi sia nelle vittorie di Trenton e Princeton sia nelle sconfitte di Brandywine e Germantown. Fu proprio Nathanael Greene che riuscì a riorganizzare l'Esercito Continentale nel teatro meridionale anche se nel frattempo Charles Cornwallis riprese la sua avanzata verso la Carolina del Nord.
Questa fase della guerra nelle colonie meridionale fu caratterizzata da una crescente violenza e dalla progressiva evoluzione dei combattimenti con episodi di ferocia, crudeltà e rappresaglia sia delle milizie americane verso i lealisti e i soldati nemici sia dei britannici verso i ribelli. In particolare i reparti del tenente colonnello Tarleton in alcune occasioni tennero un comportamento violento e spietato; il 29 maggio 1780 si resero protagonisti del crudele episodio di brutalità verso i prigionieri nel corso della battaglia di Waxhaws.

### Il tradimento di Arnold

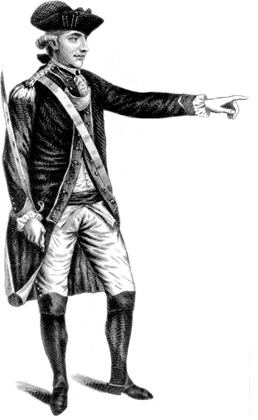
Il maggiore John André

Al termine del 1780 un altro problema colpì gli statunitensi: Benedict Arnold, uno dei generali più famosi e capaci dell'Esercito Continentale, passò al nemico. Egli si era arruolato nel 1775, agli inizi della guerra; privo di specifica preparazione militare ma coraggioso e aggressivo, Arnold mostrò determinazione e abilità tattica nei primi anni del conflitto; al comando nel settore settentrionale aveva svolto un ruolo decisivo nel corso della campagna di Saratoga contro Burgoyne. Tuttavia egli, privo di alte motivazioni ideali e sincero patriottismo, era soprattutto un avventuriero interessato esclusivamente al vantaggio personale. Sembra che Washington avesse compreso la vera personalità dell'uomo e per questo motivo lo intralciò nella promozione a generale: dopo la battaglia di Saratoga, vinta soprattutto per merito di Arnold, il comandante in capo attribuì invece tutto il merito a Horatio Gates e, solo dopo le violente proteste di Arnold, nel 1778 gli concesse di divenire il governatore di Filadelfia. A causa dei furti probabilmente perpetrati da Arnold in città Washington fu obbligato a trasferirlo, nel 1779, a West Point, uno dei capisaldi della linea di blocco di New York, provocando però il rancore dell'uomo che considerava la carica poco importante.
Verso la fine del 1780 alcuni soldati statunitensi fermarono un uomo in borghese che stava cercando di ritornare nella città di New York, occupata dagli inglesi. Questi, interrogato, ammise di essere il maggiore John André e di essersi accordato con Arnold affinché West Point fosse venduta per 20 000 sterline. Washington decise di punire entrambi gli implicati nella vicenda ma, mentre André fu catturato e condannato all'impiccagione, Arnold riuscì a riparare in città e ottenne dal generale Clinton la nomina a maggior generale, cosa che gli permise di comandare un reparto composto da lealisti.
Il morale dell'Esercito Continentale crollò. Nel gennaio del 1781, in Pennsylvania, si verificò la ribellione di alcuni reparti che non ricevevano i viveri e le paghe. Washington riuscì, in parte grazie al suo carisma e alla promessa dei pagamenti, in parte grazie alla durezza con cui represse il sollevamento, a sedare la rivolta.

### La guerra nel teatro meridionale

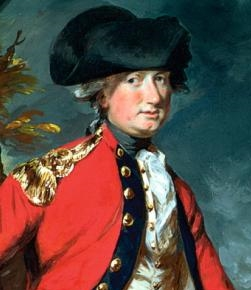
Il generale Charles Cornwallis, comandante in capo delle forze britanniche nel settore meridionale della guerra

Nel febbraio 1781 i britannici del generale Cornwallis avanzarono in Carolina del Nord e anche la Virginia sembrò minacciata dall'invasione. In realtà l'assunzione del comando delle deboli forze americane presenti nel teatro meridionale da parte dell'abile e tenace generale Nathanael Greene rafforzò la resistenza all'invasione britannica che venne rallentata e ostinatamente contrastata. Dopo aver preferito inizialmente condurre una ritirata combattuta attraverso le Caroline per guadagnare tempo e logorare i britannici, Greene prese l'iniziativa e con l'aiuto di alcuni reparti di rinforzi dalla Virginia affrontò Cornwallis nella battaglia di Guilford Courthouse. Lo scontro si concluse con la ritirata americana ma i britannici subirono pesanti perdite e Cornwallis preferì spostarsi temporaneamente verso la costa a Wilmington.
Inoltre la situazione dei britannici nel settore meridionale stava progressivamente peggiorando anche per l'efficace azione di guerriglia condotta dai generali Francis Marion, la "volpe delle paludi", e Thomas Sumter, "il gallo da combattimento delle Caroline", che condussero con grande efficacia e notevole brutalità la guerra contro il nemico e contro i lealisti. La vittoria più importante degli statunitensi in questo periodo fu quella di Kings Mountain in cui vennero uccisi o catturati circa 1 000 britannici, tra i quali Patrick Ferguson, l'inventore del primo fucile a retrocarica. Nonostante le perdite Cornwallis rimaneva a capo di 8 000 uomini contro i circa 4 000 di Greene.
Charles Cornwallis scrisse a Clinton delle lettere in cui chiedeva ingenti rinforzi in modo da rendere facile la riconquista inglese tramite un'avanzata da sud. Il comandante in capo, nonostante avesse a New York una superiorità numerica schiacciante (per ogni assediante statunitense vi erano circa due difensori inglesi) gli inviò solo due reparti di lealisti: 2 400 comandati dal generale Phillips e 1 600 da Arnold nel marzo del 1781. Il primo a sbarcare, nel nord della Virginia, fu l'ex generale statunitense che cercò subito di ricongiungersi con Cornwallis conquistando ciò che trovava sul suo cammino: Arnold fece in modo che gli inglesi al suo comando operassero con le tattiche della guerriglia e questo mise in grave difficoltà gli statunitensi, anche perché il generale, oltre a fare terra bruciata, compiva molto spesso atti di ferocia nei confronti di chi si arrendeva. Cornwallis, deluso dai rinforzi che non gli garantivano il controllo di tutta la Carolina del Nord, iniziò a pensare alla ritirata in una piazzaforte, possibilmente situata sulla costa.
Nello schieramento franco-statunitense vi era una discussione tra Washington e Rochambeau: lo statunitense sosteneva che prima bisognava liberare New York e poi attaccare Cornwallis mentre il francese era favorevole ad un attacco diretto contro quest'ultimo. Nel frattempo, il 22 marzo, l'ammiraglio de Grasse partì per le Antille dove avrebbe recuperato 3 000 regolari francesi.

### La battaglia di Yorktown

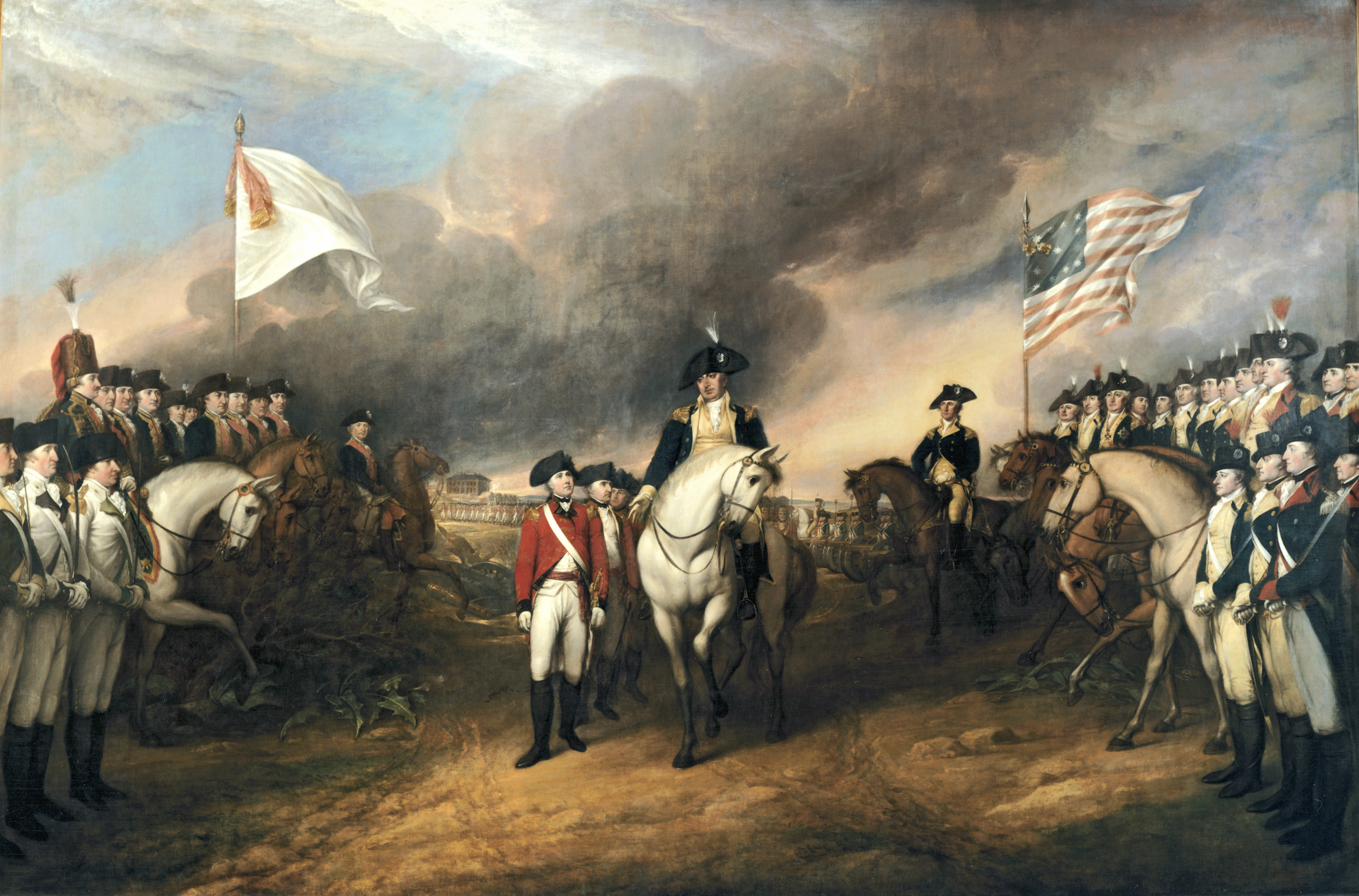
La resa del generale Cornwallis a Yorktown

Clinton, preoccupato per lo stato d'assedio di New York, ordinò a Cornwallis, l'11 giugno del 1781, di mandare in città 3 000 uomini. Sconfitto per la seconda volta La Fayette il generale obbedì inviandone 2 800, arrivati in città il 19 agosto, ma rimanendo con appena 9 000 uomini in Virginia. Sapendo di non essere in condizione né di attaccare né di potersi difendere Cornwallis ordinò di ritirarsi a Yorktown, nella baia di Chesapeake, alla metà di luglio. In agosto giunsero i rinforzi francesi, in tutto 3 200 uomini, recuperati dall'ammiraglio francese de Grasse nelle Antille; grazie al loro arrivo le forze franco-statunitensi constavano di 26 000 uomini, 9 000 francesi e 17 000 statunitensi circa (di questi 2 000 erano miliziani e 15 000 regolari addestrati da von Steuben). Inoltre giunse anche nella baia la flotta dell'altro ammiraglio francese, Jacques-Melchior Saint-Laurent, Conte di Barras, salpato da Newport, nel Rhode Island, con un prezioso carico di materiale ed attrezzature indispensabili per l'assedio di Yorktown.. Sembra che Washington in un primo momento fosse intenzionato a proseguire la campagna a New York e attaccare la città; anche Rochambeau ritenne che fosse "necessario condurre un'azione in quella zona"; il generale francese chiese il concorso della flotta dell'ammiraglio de Grasse che tuttavia con una lettera a Rochambeau propose un nuovo piano.

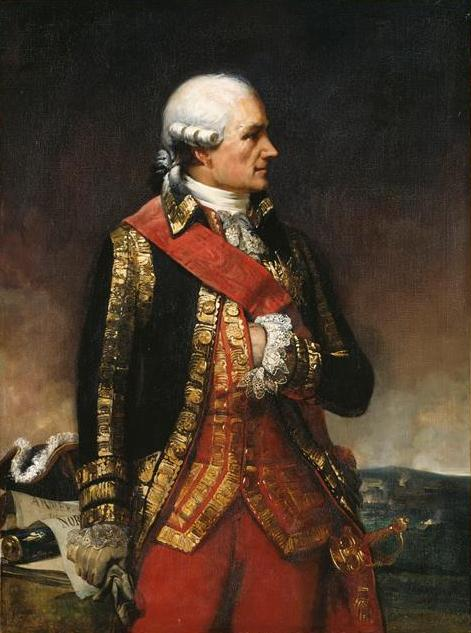
Il generale Jean-Baptiste Donatien de Vimeur de Rochambeau, comandante del corpo di spedizione francese in America

De Grasse affermò che egli poteva garantire un suo intervento con venticinque vascelli da guerra tra agosto e ottobre nelle acque della baia di Chesapeake per collaborare alla campagna in Virginia contro Cornwallis; l'ammiraglio avrebbe portato 3 000 soldati con molta artiglieria; trascorso questo periodo egli avrebbe dovuto tornare nelle Indie Occidentali. La lettera di de Grasse, giunta il 14 agosto 1781, ebbe un'importanza cruciale e costrinse Washington a cambiare i suoi piani.
Il generale americano decise di mantenere 3 000 uomini a New York e di spostare in segreto gli altri, a cominciare dalla metà di agosto, verso il teatro meridionale. Nel frattempo l'ammiraglio de Grasse sconfisse il collega inglese Graves al largo della baia di Chesapeake, assicurandosi la supremazia marittima per l'assedio di Yorktown.
All'epoca la città di Yorktown era un piccolo villaggio fortificato sito sulla sponda destra dello York River. Frontalmente alla città vi era invece, in una posizione meglio difendibile, la fortezza di Gloucester, dove Cornwallis, confidando nella supremazia marittima, mandò solo una piccola guarnigione. Le fortificazioni del villaggio si presentavano su tre linee: quella esterna che copriva la zona sud-orientale, quella mediana che cingeva incompletamente la città e quella più interna, sita a soli 600 metri dalla costa, che la chiudeva.

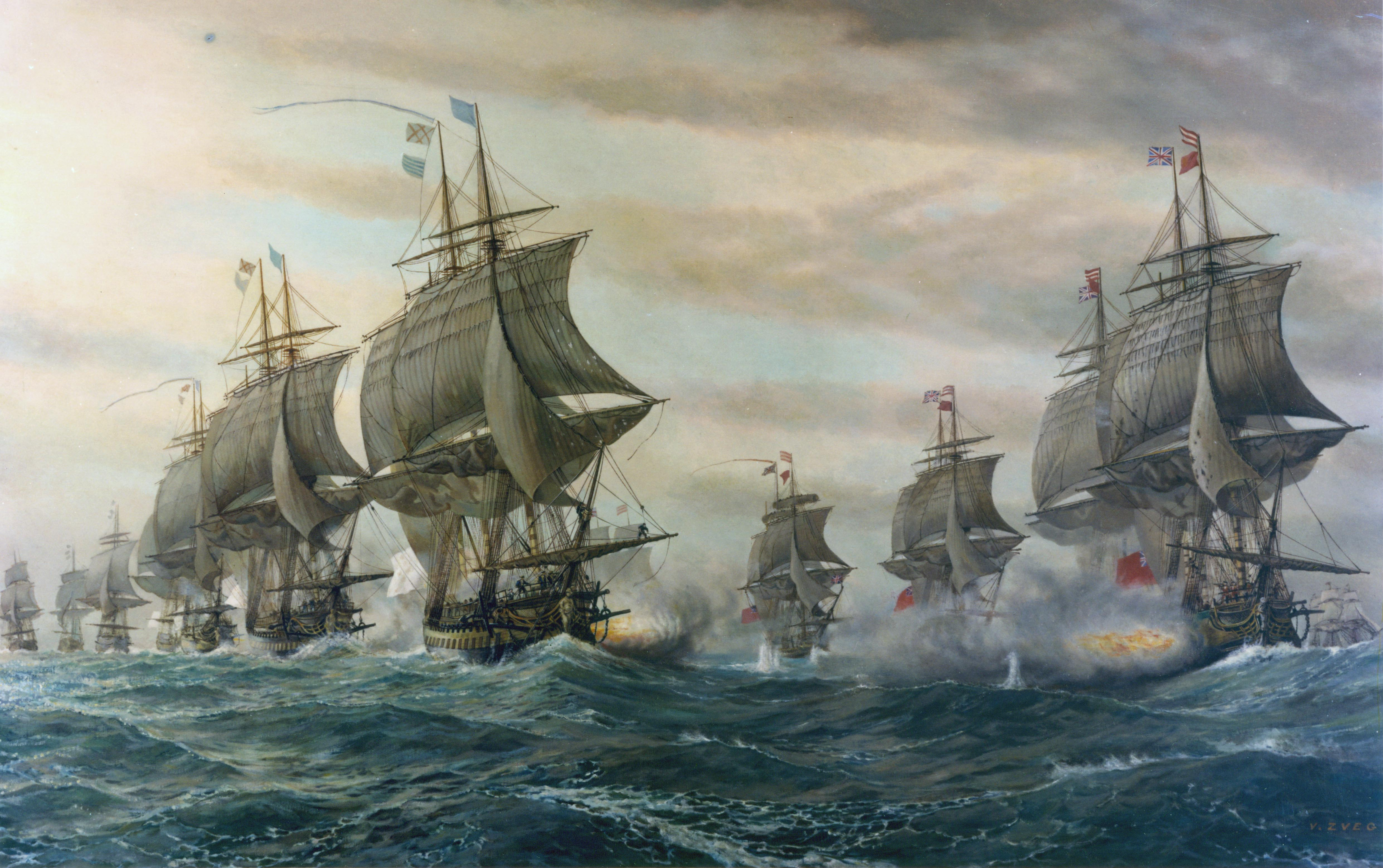
La squadra di de Grasse, che bloccò la Chesapeake Bay

Il generale, dopo essersi insediato in città, ordinò di compiere i lavori di manutenzione alle fortificazioni, senza però completarle. Nel frattempo Washington e Rochambeau si riunirono il 28 settembre a Williamsburg muovendosi poi per accerchiare Yorktown con 16 645 uomini (8 845 statunitensi e 7 800 francesi). L'ala sinistra, dislocata lungo tre chilometri, era comandata da Rochambeau. Al centro si trovavano l'artiglieria francese, le truppe appiedate del generale Lincoln, l'artiglieria statunitense comandata da Henry Knox, la fanteria di La Fayette e quella di Washington. Chiudevano lo schieramento, come ala destra, i 4 000 uomini del generale von Steuben. Visto lo schieramento nemico Cornwallis ordinò di ripiegare nella cerchia intermedia e gli assedianti poterono così costituire una linea a seicento metri dai difensori.
Il 9 ottobre cominciò il primo cannoneggiamento, portato avanti dagli statunitensi. Il giorno successivo l'artiglieria francese si sostituì a quella statunitense continuando l'attacco. Grazie alla copertura gli assedianti riuscirono ad erigere una nuova linea a soli trecento metri dalle difese costringendo Lord Cornwallis a ritirarsi nel ridotto centrale, troppo piccolo per difendere tutti i soldati inglesi (racconta un testimone che « [...] ogni palla di cannone colpiva per forza qualcosa.»). Il 13 ottobre caddero i due fortini che Cornwallis aveva scelto come avamposti e, il 14, 400 uomini inviati dal generale inglese per contrattaccare vennero respinti subendo circa centoventi perdite. Nella notte Cornwallis cercò di riparare a Gloucester ma sia la presenza della flotta di de Grasse sia una tempesta bloccarono la traversata del fiume York. Il 17 ottobre Cornwallis si arrese anche se formalmente la dichiarazione di resa venne firmata solo il 19.
Le truppe franco-statunitensi ebbero 75 morti e 199 feriti contro i 156 morti, 326 feriti e 8 077 prigionieri inglesi. Anche se ci furono ancora battaglie successive a Yorktown il successo segnò di fatto la vittoria statunitense della guerra.

### La fine delle ostilità
Dopo la battaglia di Yorktown la situazione vedeva avvantaggiati gli inglesi a nord e ad ovest mentre gli statunitensi erano in vantaggio a sud. New York era protetta da 15 000 uomini ai comandi di Clinton, appoggiati da venti navi di linea, mentre la frontiera canadese contava 5 000 difensori protetti da un sistema di fortificazioni. Il fianco occidentale vedeva gli inglesi e i lealisti occupare l'Illinois controllando Detroit e Vincennes con 4 000 uomini, appoggiati dai nativi. A sud invece il generale Greene, dopo aver riunito 7 000 uomini, aveva sconfitto l'8 settembre a Eutaw Springs (Carolina del Sud) i britannici proseguendo la riconquista della Carolina del Nord, della Carolina del Sud e della Georgia. Nelle mani inglesi rimasero solo le città fortificate di Charleston e Savannah.
Tatticamente la guerra poteva essere rimessa in discussione da parte inglese ma il fronte interno del paese cedette. Gli effetti della guerra sull'economia erano stati disastrosi e l'opinione pubblica, cui erano state promesse facili vittorie, dovette scontrarsi con la realtà che faceva registrare pesanti sconfitte. Molti politici iniziarono a credere che, poiché l'Esercito Continentale era ormai appoggiato dalla maggior parte della popolazione, sarebbe stato impossibile mantenere il controllo degli Stati Uniti con la forza. Inoltre l'intervento della Spagna e della Francia avrebbe potuto togliere il controllo dei mari alla Gran Bretagna. Gli scontri sul continente così terminarono mentre continuarono quelli sul mare, dove vinsero gli inglesi. Nell'estate del 1782 cessarono de facto le ostilità anche se si dovette attendere il 3 settembre 1783 per la firma del trattato di Parigi.

## La guerra per mare

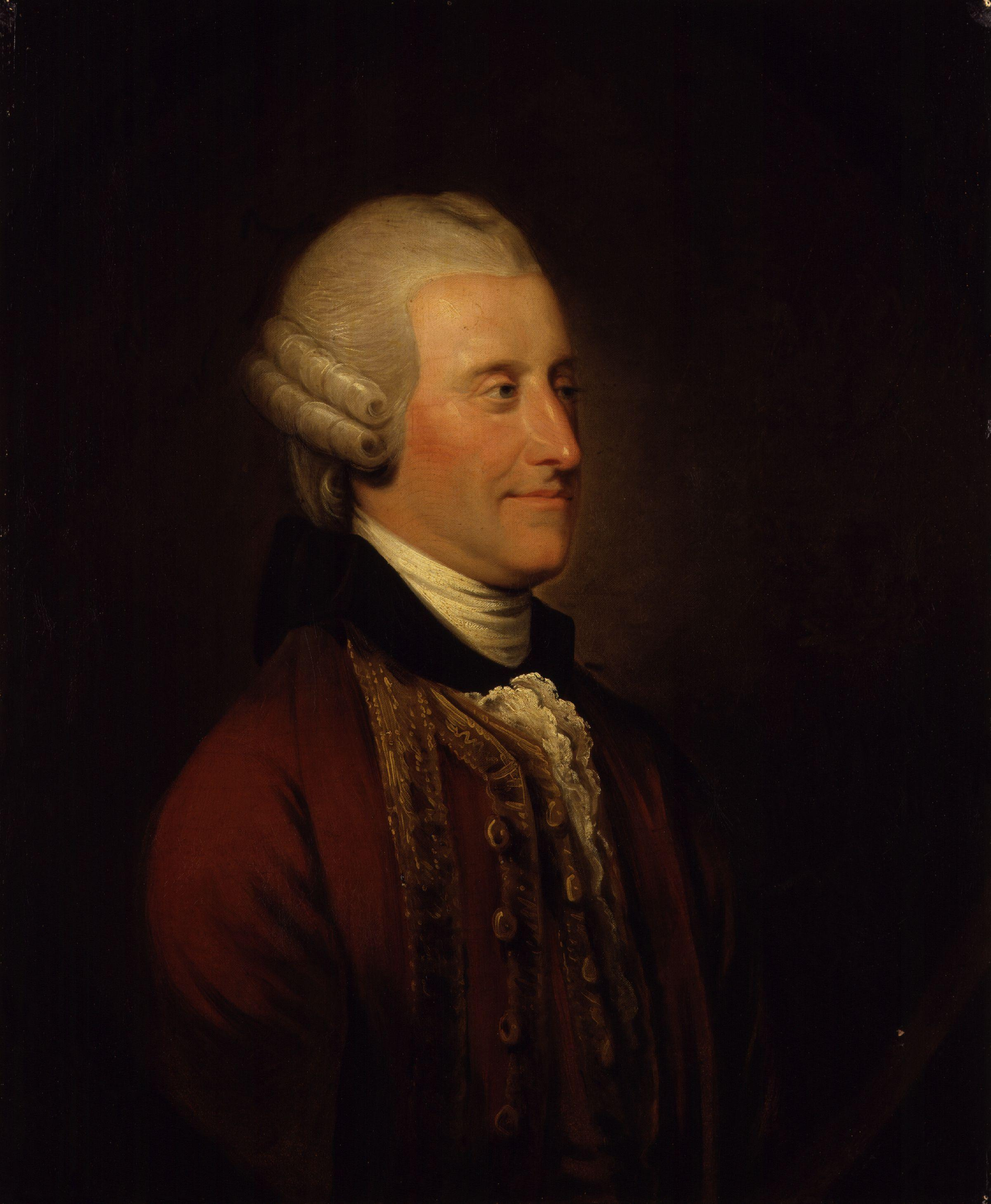
Lord Sandwich, il Primo Lord dell'Ammiragliato durante la guerra d'America

1. In qualsiasi operazione e in qualsiasi circostanza una decisiva superiorità navale deve essere considerata come un principio fondamentale e la base dalla quale ogni speranza di successo deve, in definitiva, dipendere»
(Da Memorandum per concertare un piano d'operazione con l'esercito francese, 15 luglio 1780, scritto da George Washington, citato da T.A. Mahan, op. cit. Cap X, pag. 413)
Quando scoppiò la guerra la marina francese aveva ottanta navi di linea e la Spagna circa sessanta a cui la Royal Navy ne poteva opporre circa centocinquanta di linea e 228 totali. La marina britannica era quindi la più potente del globo, non tanto per numero di navi (quella francese ne aveva tecnicamente migliori), ma per la preparazione tecnica degli equipaggi e dei comandanti, a tutti i livelli.
Fino all'intervento della Francia nel 1778 i coloni furono costretti ad operare solo con la guerra di corsa cercando di molestare il traffico mercantile britannico senza essere in grado di arrecare danno alla marina militare. Con l'intervento francese le cose cambiarono radicalmente poiché la flotta francese, potente quanto quella inglese, poteva impegnare anche la Royal Navy su tutti i fronti. L'impegno francese, al quale successivamente si aggiunse quello spagnolo, costrinse la flotta britannica sulla difensiva in Europa ed in India mentre la flotta francese, in alcune occasioni, ebbe la possibilità di ottenere la superiorità marittima su quella avversaria nelle Indie Occidentali. Fondamentale fu l'appoggio della flotta per la caduta di Yorktown, che segnò la svolta decisiva della guerra.

### La guerra di corsa degli Stati Uniti

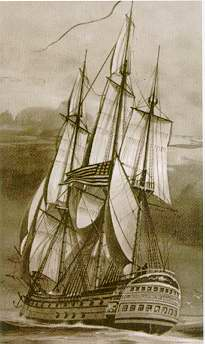
La USS Bonhomme Richard, nave ammiraglia di John Paul Jones

Prima che la guerra scoppiasse la Royal Navy era trascurata, dopo la serie di costruzioni navali affrettate e di scarsa qualità avvenuta nel corso della guerra dei sette anni, tanto che una stima porta solo a trentanove le navi pronte all'azione nel corso del primo anno di guerra. Sebbene il Primo lord dell'ammiragliato, Lord Sandwich, avesse progetti ambiziosi per il potenziamento della flotta, non era stato possibile svilupparli prima della guerra e ciò portò i comandanti sul suolo americano a non avere sufficienti navi per controllare la lunga linea costiera. Per questo motivo nel corso dei primi tre anni di guerra la flotta britannica fu usata principalmente per appoggiare le operazioni terrestri dei generali Gage e Howe, impegnati nell'assedio di Boston, trasferendo rifornimenti all'esercito ed alle brigate navali.
In altri punti della costa la marina britannica fu utilizzata per spedizioni punitive contro le città costiere come l'incendio di Falmouth (Portland) nell'ottobre del 1775, che ebbe come unico risultato l'esasperazione del nemico o l'attacco inconcludente contro Charleston nel giugno del 1776. La flotta risultò completamente impotente anche per bloccare le molte città portuali in cui potevano fare base i corsari e, per questo motivo, il commercio britannico soffrì notevolmente e si dovette, come contromisura, far muovere le navi in convoglio anche sulle coste irlandesi.
I coloni americani non avevano navi di linea e per attaccare le navi britanniche dovevano affidarsi alla guerra di corsa. Il 23 marzo 1776, alcuni mesi prima della Dichiarazione d'indipendenza, il congresso emanò varie lettere di corsa. Durante la guerra furono catturate circa 600 navi britanniche anche se i corsari non erano sempre legati direttamente alla causa statunitense e le prede spesso erano vendute al miglior offerente (in questo modo i britannici ricomprarono molti carichi catturati).
Il Congresso autorizzò anche la creazione di una piccola marina da guerra, la Marina Continentale, il 13 ottobre 1775. La Marina Continentale non varò alcuna nave di linea e le piccole navi, prevalentemente fregate, erano usate principalmente per azioni di disturbo contro il commercio. Il 22 dicembre 1775 Esek Hopkins fu nominato comandante in capo della marina. Con la sua piccola flotta Hopkins guidò la prima azione navale rilevante della Marina Continentale all'inizio di marzo del 1776, contro Nassau nelle Bahamas, dove erano accumulate grosse scorte di polvere da sparo. Il 6 aprile 1776 la squadra si scontrò senza successo con la nave da 20 cannoni HMS Glasgow, nella prima battaglia navale della Marina Continentale.
Il capitano John Paul Jones ben presto emerse come il più conosciuto protagonista americano della guerra navale, catturando la HMS Drake il 24 aprile 1778, la prima vittoria di una nave militare americana in acque britanniche. Nello stesso anno Jones guidò un'incursione contro il porto di Whitehaven in Cumbria. Questa azione causò un'ondata d'isterismo in Inghilterra poiché mostrava una debolezza delle difese che avrebbe potuto essere sfruttata da altre potenze come la Francia o la Spagna. Jones catturò anche la HMS Seraphis il 23 settembre 1779, quando era al comando della USS Bonhomme Richard.

### La guerra marittima tra Francia e Regno Unito

#### Prime battaglie

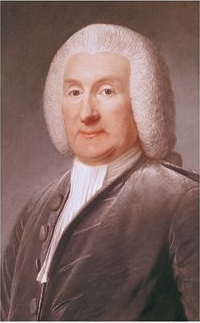
Il ministro della Marina francese Antoine de Sartine

Il Regno di Francia dichiarò guerra al Regno Unito nel febbraio del 1778 e già il 15 aprile il conte d'Estaing, ammiraglio della flotta francese, salpava da Tolone verso il fiume Delaware al comando di dodici navi di linea e cinque fregate. L'intento era di intrappolare la flotta britannica, composta da nove navi di linea, entro la foce del fiume ma, a causa della lentezza della traversata, il piano non riuscì. L'ammiraglio Howe infatti aveva portato la sua flotta fuori dalle strettoie già il 28 giugno, dieci giorni prima dell'arrivo dei francesi, avvenuto l'8 luglio. La trappola non era scattata e a quel punto i francesi dovettero confrontarsi in mare con i britannici.

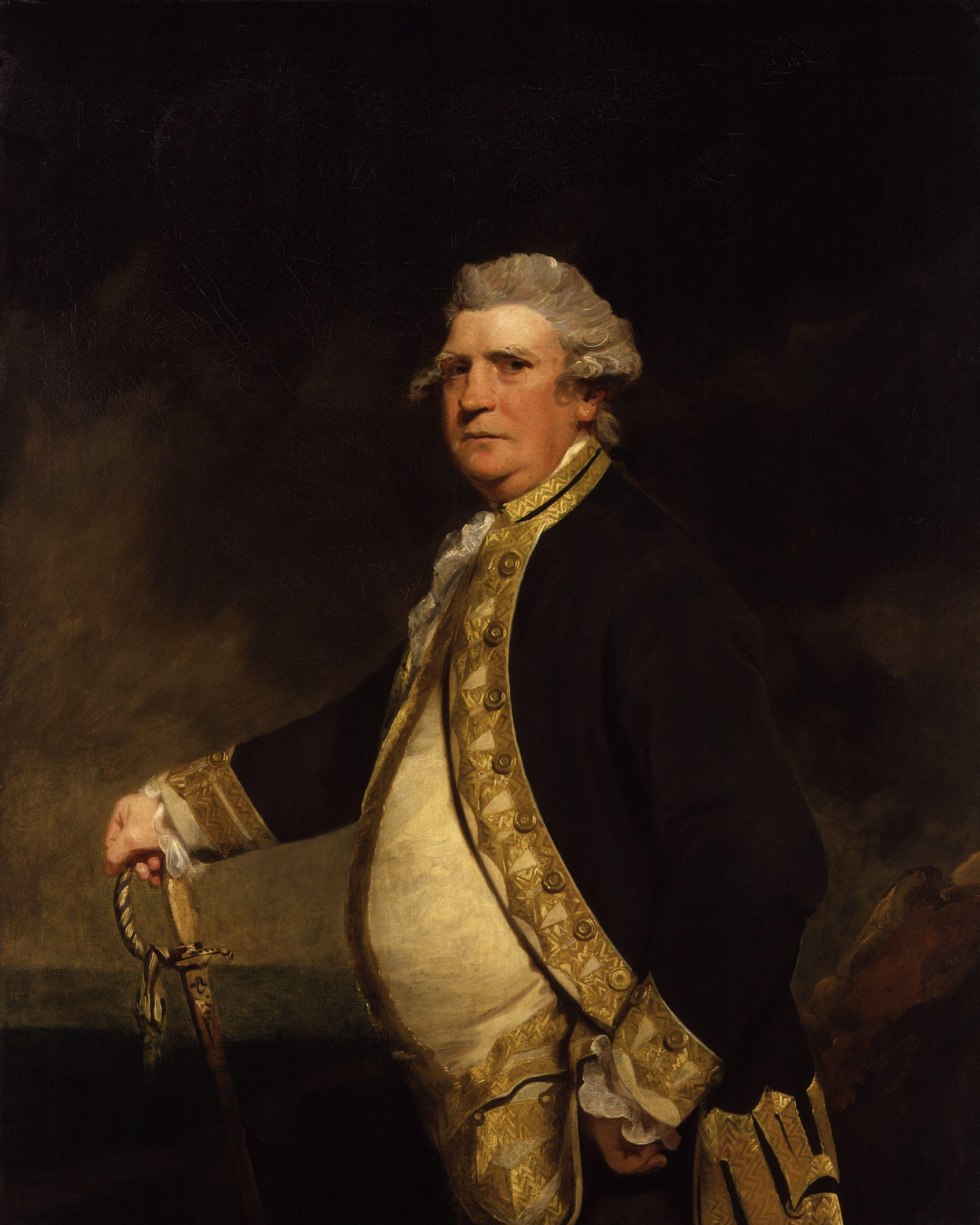
L'ammiraglio Augustus Keppel, comandante della Home Fleet all'inizio della guerra

Howe, dopo essere uscito senza contrasti dalla baia del Delaware, pose la sua base a Sandy Hook chiudendo così l'accesso alla baia di New York. Il conte d'Estaing, non volendo rischiare la flotta sui bassifondi antistanti la penisola, si spostò verso il Rhode Island per bloccare i passaggi e appoggiare l'Esercito Continentale nell'attacco alle fortificazioni britanniche. Un tentativo di Howe, che aveva ricevuto alcune navi di linea come rinforzi, di sbloccare i passaggi fu frustrato dal cattivo tempo e dalla superiorità numerica francese; d'Estaing fu tuttavia costretto a togliere il blocco a causa dei danni subiti dalla sua flotta e il 21 agosto si ritirò a Boston. Il 4 novembre la flotta francese salpò verso la Martinica, spostando così la guerra marittima dalla costa statunitense ai Caraibi.
In precedenza le flotte principali britannica e francese si erano affrontate nell'Atlantico al largo dell'isola di Ouessant; la battaglia d'Ouessant ebbe luogo il 27 luglio 1778 tra la squadra di Brest dell'ammiraglio Louis Guillouet d'Orvilliers con 27 vascelli di linea e 1 950 cannoni, e il grosso della Home Fleet britannica, con 30 vascelli e 2 280 cannoni, comandata dall'ammiraglio Augustus Keppel e si concluse senza risultati decisivi e con perdite per entrambe le parti. I francesi non ottennero, anche a causa dell'incerta azione di comando di d'Orvilliers, una reale vittoria ma il governo britannico fu molto deluso dall'operato dell'ammiraglio Keppel che entrò in contrasto con alcuni suoi subordinati; il comandante della Home Fleet venne destituito e sottoposto alla corte marziale; ci fu uno scandalo clamoroso all'interno dell'ammiragliato britannico.

#### La campagna delle Antille

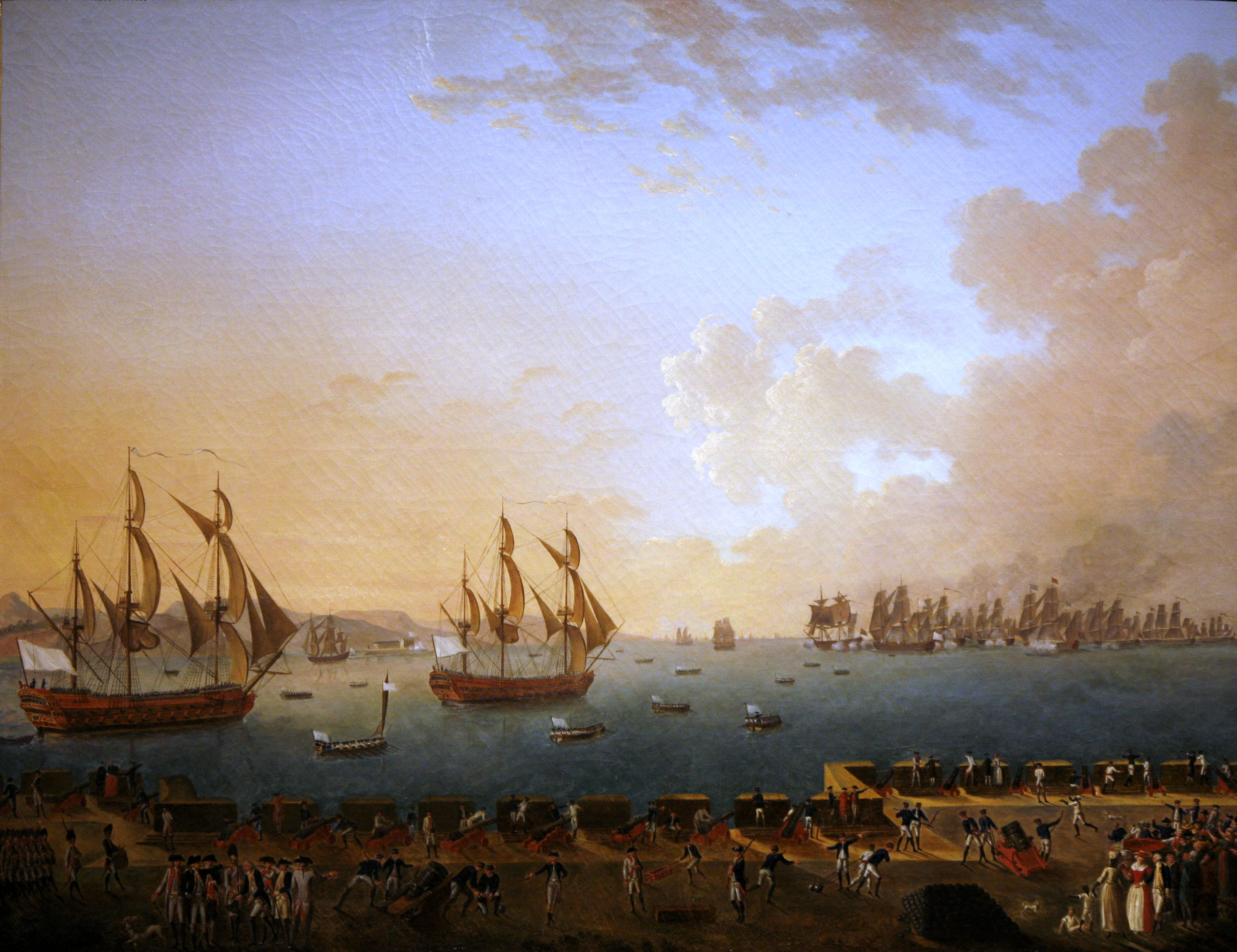
Battaglia della Martinica (18 dicembre 1779) vinta dai francesi del conte de la Motte-Picquet sull'ammiraglio inglese Hyde Parker. Olio su tela di Auguste-Louis de Rossel de Cercy

Nel frattempo la guerra tra Francia e Gran Bretagna era iniziata anche nelle Antille dove il 7 settembre 1778 il governatore francese della Martinica attaccò la Dominica, isola rapidamente occupata dalle truppe francesi. Il comandante della squadra navale britannica, ammiraglio Samuel Barrington, contrattaccò dopo l'arrivo di grossi rinforzi di fanteria inviati da Clinton; con l'aiuto di queste truppe, comandate dal generale James Grant, l'ammiraglio attaccò e conquistò all'inizio di dicembre 1778 l'importante isola Santa Lucia. Il tentativo francese di riconquista non ebbe successo: l'ammiraglio d'Estaing arrivò con le sue navi a Saint Lucia e fece sbarcare le sue truppe che tuttavia vennero respinte dai britannici il 16 dicembre 1778; l'ammiraglio francese rinunciò ad ulteriori attacchi e ripartì verso Martinica.
Nei sei mesi successivi arrivarono rinforzi sia alle navi britanniche, al cui comando era ora l'ammiraglio John Byron, sia a quelle francesi che conservarono così la superiorità numerica.
Il 23 giugno 1779 d'Estaing salpò verso l'isola di Grenada, invasa il 2 luglio e conquistata definitivamente il 4. L'arrivo della flotta inglese all'alba del 6 luglio portò ad una delle più confuse battaglie navali dell'epoca, conclusa con la cattura di un trasporto da parte dei francesi e la fuga delle navi di linea britanniche, di cui quattro disalberate.
Il settembre dello stesso anno la flotta francese, dopo un tentativo fallito di liberare Savannah, fece vela per tornare in Europa senza aver ottenuto nessun vantaggio sostanziale nel confronto con quella inglese.
L'anno successivo una nuova flotta fu inviata nelle Indie Occidentali, dove arrivò il 22 marzo 1780 al comando del conte de Guichen. Egli fece immediatamente una puntata, infruttuosa, contro Saint Lucia per poi rientrare immediatamente in Martinica. Lo stesso giorno in cui la flotta francese gettava le ancore nella nuova base il comando di quella britannica a Saint Lucia passò all'ammiraglio George Brydges Rodney. La presenza dell'ammiraglio Rodney nelle Antille cambiò la natura della guerra nei mari; la flotta inglese ebbe da quel momento un unico obiettivo: distruggere le forze navali francesi presenti sul teatro di guerra.
Il 17 aprile i due ammiragli si scontrarono la prima volta nel canale fra Martinica e Dominica: soprattutto a causa della cattiva comprensione degli ordini dati dall'ammiraglio George Rodney, la battaglia finì senza un esito preciso. Un tentativo del comandante britannico di rompere la linea a poppa dell'ammiraglia francese fu frustrato dalla Destin che, con i suoi settantaquattro cannoni, impegnò una nave britannica da novanta cannoni. A questo punto le due flotte ruppero il contatto senza ulteriori scontri.
Poco dopo questo scontro arrivò sul teatro una flotta spagnola intercettata e scortata alla base da de Guichen. Gli spagnoli furono presto decimati da un'epidemia e in agosto lo stesso de Guichen rientrò in Francia con quindici navi. Rodney mantenne parte della sua flotta nelle Antille mentre inviò il resto a coprire New York poiché già sette navi di linea francesi si trovavano sulle coste nordamericane. Alla fine dell'anno, dopo la dichiarazione di guerra della Gran Bretagna all'Olanda, Rodney occupò le isole di Sint Eustatius e di Saint Martin, allora possedimenti olandesi, dove raccolse un bottino di 15 milioni di dollari.
Nella primavera del 1781 una flotta francese, comandata dall'ammiraglio de Grasse, salpò da Brest arrivando il 28 aprile in vista della Martinica. Il comandante della flotta che stava bloccando l'isola, l'ammiraglio Hood, non riuscì a tenere la sua posizione e de Grasse ebbe buon gioco a portare il convoglio che scortava al sicuro nel porto liberando anche le quattro navi di linea presenti. Hood si ricongiunse con il grosso della flotta, comandata da Rodney, ad Antigua.
Intanto, di fronte alle coste degli Stati Uniti, la squadra francese di Newport, composta di sette navi e una grossa fregata, comandate dell'ammiraglio Destouches, si spostava verso Chesapeake Bay per appoggiare Lafayette che stava operando contro Arnold. La squadra britannica di Gardiner's Bay (Long Island), immediatamente avvisata dalle vedette, mosse sotto il comando dell'ammiraglio Arbuthnot con l'obiettivo di impegnare la squadra francese. Le due squadre si equivalevano come numero di navi anche se gli inglesi avevano più cannoni e, il 16 marzo 1781, si incontrarono all'ingresso della baia. Il vento, sebbene di forza notevole, permetteva l'ingresso nella baia ad entrambe le flotte quindi le navi francesi, con la loro tattica abituale, cercarono il sottovento per poter utilizzare anche le batterie del ponte inferiore. Lo scontro durò per tutto il pomeriggio ma la squadra britannica, pur avendo subito danni nettamente superiori al nemico, riuscì a ottenere il controllo della baia vanificando le operazioni di Lafayette.
Il 26 luglio, dopo una crociera contro Gros Ilot Bay e Tobago, de Grasse trovò ad attenderlo ad Haiti una fregata con ordini precisi di Washington e Rochambeau: doveva portarsi sulle coste degli Stati Uniti e bloccare uno dei due terminali attraverso i quali la Royal Navy trasportava le truppe fra i due teatri: New York o Yorktown. Rochambeau aveva informato privatamente de Grasse della sua preferenza per Yorktown e, quindi, la Chesapeake Bay, poiché non sarebbe stato fornito un parco di artiglieria per assediare New York. Sulla base di queste informazioni de Grasse raccolse tutte le navi, lasciando la difesa delle Indie Occidentali alla sola flotta spagnola, ed inviò indietro la stessa fregata che gli aveva portato gli ordini con l'informazione che avrebbe puntato sulla Chesapeake Bay. Contemporaneamente partivano gli ordini per la squadra di Newport, ora al comando di de Barras, di salpare con otto navi di linea e quattro fregate, scortando diciotto preziose navi da trasporto che avevano a bordo l'artiglieria d'assedio francese. Il 4 agosto iniziarono le operazioni terrestri ed il 30 agosto la flotta francese, che aveva preso volutamente una rotta poco battuta, si ancorava nei pressi dell'ingresso alla Chesapeake Bay.

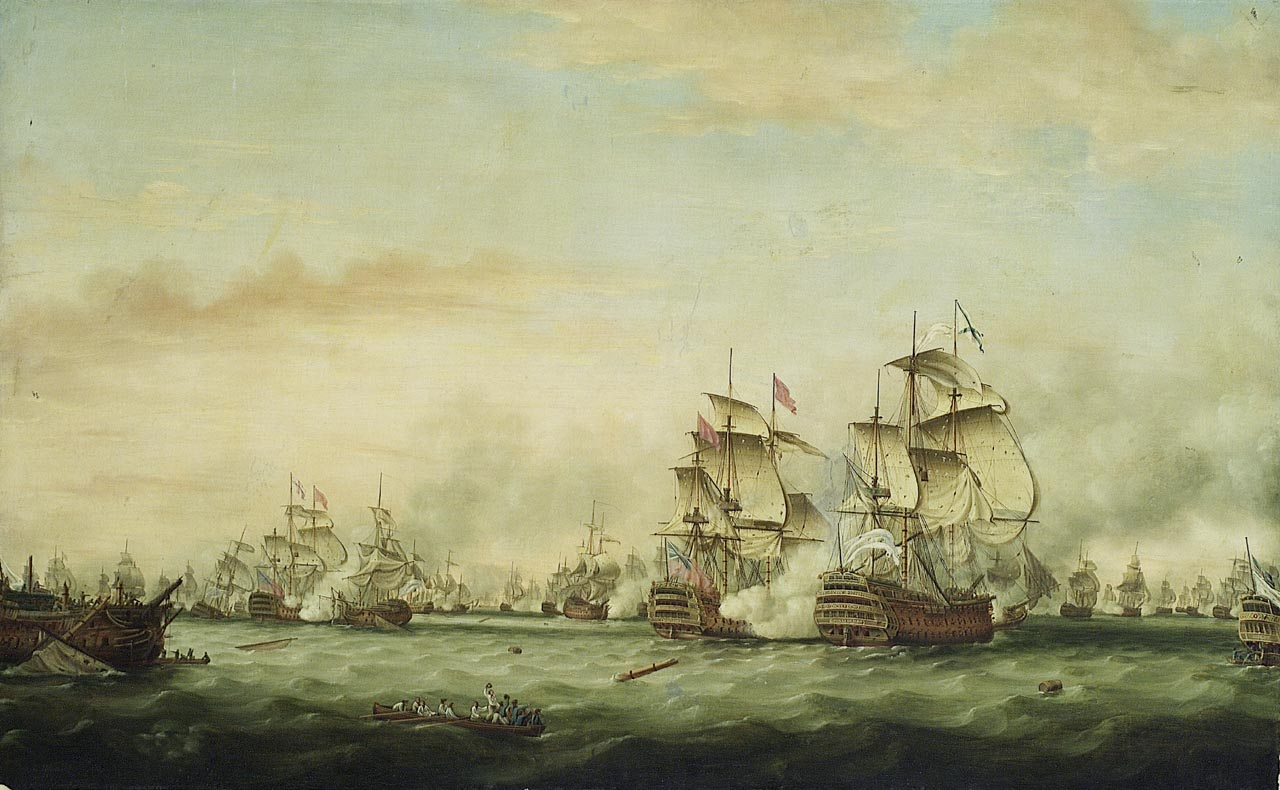
La battaglia delle Saintes: resa dell'ammiraglia francese "Ville de Paris", dipinto di Thomas Whitcombe (1783)

Rodney, in procinto di tornare in Inghilterra per motivi di salute, avuta la notizia che de Grasse era salpato, inviò Hood con quattordici navi di linea a cercare la flotta francese. Hood, avendo preso la rotta più diretta, arrivò a Chesapeake Bay tre giorni prima che vi arrivasse de Grasse. Constatato che la flotta francese non si trovava in quel luogo, l'ammiraglio mosse immediatamente verso New York dove trovò un rinforzo di cinque navi di linea al comando dell'ammiraglio Graves che, essendo il più anziano, prese il comando dell'intera flotta. Il 31 agosto le navi britanniche mossero verso Chesapeake Bay dove trovarono la flotta francese ancorata e in procinto di salpare. L'azione delle diciannove navi inglesi contro le ventiquattro nemiche fu inconcludente e, dopo cinque giorni di manovre, de Grasse rientrò in porto dove trovò le navi di de Barras che erano riuscite a sfuggire al blocco britannico. Graves rientrò a New York e il controllo del mare da parte della marina francese costrinse Yorktown a capitolare il 19 ottobre.
La fine della guerra non rappresentò la fine della campagna navale che vide ulteriori scontri nel 1782, quando l'ammiraglio de Grasse, rientrato alla Martinica subito dopo la capitolazione di Yorktown, fu impegnato dalla squadra dell'ammiraglio Hood a partire da gennaio. Il 25 febbraio 1782 l'ammiraglio George Rodney, proveniente dalla Gran Bretagna con navi di rinforzo, si congiunse con l'ammiraglio Hood e assunse il comando supremo della flotta riunita che, disponendo di 36 vascelli e 15 fregate, era ora in grado di affrontare la squadra nemica. Il 10 aprile 1782 l'ammiraglio Rodney intercettò la squadra francese dell'ammiraglio de Grasse che stava scortando un importante convoglio di truppe per sbarcare nella Giamaica, l'ammiraglio francese, dopo un breve combattimento, preferì ritirarsi per proteggere il convoglio, ma il 12 aprile venne raggiunto e attaccato dalla flotta britannica. La battaglia delle Saintes si concluse con la netta vittoria dell'ammiraglio Rodney; cinque vascelli francesi furono catturati, sei furono pesantemente danneggiati e uno si incagliò; lo stesso ammiraglio de Grasse venne catturato a bordo del vascello Ville de Paris. Con questa vittoria finale la Royal Navy riuscì a ristabilire il predominio navale britannico vanificando le speranze francesi di rivincita dopo la guerra dei sette anni.

#### La guerra in Europa e in India
Gli alleati franco-spagnoli operarono anche su altri fronti; in particolare gli spagnoli, con l'appoggio francese, operarono nel Mediterraneo e nell'Atlantico occidentale, mentre i francesi spinsero le loro flotte fino all'India. Tutte queste azioni, anche se non ebbero un'influenza diretta sull'esito della guerra, costrinsero tuttavia il Regno Unito a disperdere le forze navali che avrebbero potuto essere concentrate verso un unico obiettivo. Obiettivo primario della guerra per gli iberici era la riconquista di Gibilterra, occupata dal 1704, e di Minorca, perduta nel 1708, mentre i francesi avevano aspirazioni molto più ambiziose arrivando a progettare un'invasione dell'Inghilterra.
Questa divergenza di scopi strategici fu causa di continue mancanze di appoggio fra gli alleati e, in conclusione, del quasi fallimento della campagna. La campagna nell'Atlantico occidentale iniziò nel 1779 con un'azione puramente dimostrativa effettuata da una flotta di ben 76 navi di linea e 14 fregate nella Manica con l'unico risultato di aver provocato panico sulle coste inglesi e di aver catturato un vascello nemico. Molto più importanti di quelle militari furono le conseguenze politiche, dovute alla nascita di un'opposizione nell'Europa orientale e settentrionale nei confronti del Regno Unito, capeggiata dall'Impero russo, seguita inizialmente dai regni di Svezia e Danimarca e successivamente dalla Repubblica delle Sette Province Unite.
La Gran Bretagna aveva posto il blocco sulle merci provenienti dall'Europa settentrionale e dirette verso il Regno di Francia e gli Stati Uniti, arrogandosi il diritto di catturare i beni nemici a bordo di navi neutrali. La Russia, con l'esplicito appoggio delle altre potenze nordiche, pose dei limiti a queste azioni creando una flotta combinata che si facesse rispettare anche dalla Royal Navy. Questo accordo prese il nome di "neutralità armata" o "lega dei neutri". Le cose precipitarono al punto che, quando gli stati generali delle Province Unite aderirono alla neutralità armata, il Regno Unito diede ordine ai suoi ammiragli di occupare le province olandesi in America e in India; quattro giorni dopo, il 20 dicembre 1780, la Gran Bretagna dichiarò guerra alla Repubblica delle Sette Province Unite.
Nel corso del 1781 il teatro di guerra fu principalmente il Mediterraneo; 14 000 uomini franco-spagnoli sbarcarono a Minorca, dove Port Mahón cadde il 5 febbraio 1782. Intanto a Gibilterra, completamente bloccata via mare e via terra, la situazione dei rifornimenti si faceva sempre più grave nonostante il 12 aprile un convoglio fosse riuscito a portare viveri agli assediati della rocca. In settembre, avendo constatato che tutti i tentativi di blocco di Gibilterra dal mare non avevano portato a risultati, venne effettuato un tentativo di occupare la fortezza con le truppe di terra appoggiate da una flotta di cinquanta navi di linea.
Con questo spiegamento di forze 6 500 colpi di cannone a palla piena e 1 100 granate furono lanciate ogni giorno contro l'istmo che collega la rocca al continente per quattro giorni consecutivi. Il 13 settembre entrarono in funzione le dieci batterie galleggianti predisposte con pezzi di grosso calibro, ma, quando nel pomeriggio dello stesso giorno, cominciarono ad essere attaccate con palle infuocate iniziarono ad incendiarsi e, all'una di notte, nove di esse erano in fiamme. Con la distruzione delle batterie galleggianti finì la speranza di prendere la rocca con la forza e l'arrivo, il 13 ottobre, dell'ammiraglio Howe con una flotta di 34 navi di linea che scortavano un convoglio di trasporti, pose fine ad ogni speranza di costringere Gibilterra alla resa. In quel periodo in India la Gran Bretagna era stata impegnata dalle tribù dei Mahratta, guidate dal sultano del Mysore Hyder Ali, che le avevano fatto subire due pesanti sconfitte a Bombay e Madras.
Il 25 ottobre 1781 arrivò a l'Isle de France l'ammiraglio Suffren con una squadra di cinque navi di linea rinforzando la flotta francese in loco, comandata dall'ammiraglio conte d'Orves. Il 9 febbraio 1782, per la morte di d'Orves, il comando passò a Suffren che ebbe una serie di scontri con le forze navali inglesi in India, comandate dell'ammiraglio Huges. In quel periodo la Francia non aveva nessun punto di approdo in India e, l'anno precedente, erano cadute anche le basi olandesi. Suffren ebbe diversi scontri con Huges davanti a Madras (17 febbraio 1782), a Trincomalee (12 aprile 1782), a Cuddalore (6 luglio 1782) che costarono molti danni alle navi ma non si rivelarono decisivi.
Dopo la battaglia di Cuddalore Suffren riuscì a rioccupare Trincomalee il 30 agosto riuscendo ad ottenere così un porto amico in cui far stazionare le sue navi. Tuttavia il 3 settembre, in un nuovo scontro con Huges, subì gravi perdite in uomini e materiali; in particolare furono affondate due navi di linea. La morte di Hyder Ali e la salita al trono di Tippoo Sahib, unite all'arrivo di rinforzi francesi, sembrarono poter spostare la bilancia della guerra terrestre a favore delle forze francesi; le forze al comando del generale Bussy furono tuttavia chiuse dentro Cuddalore. Suffren reagì tentando di portare la squadra navale a liberare le forze terrestri ed il 17 giugno 1783 riuscì a congiungersi con le truppe a terra. Il 20 giugno, davanti a Cuddalore, Suffren costrinse Huges alla ritirata, nonostante l'inferiorità numerica di quindici navi a diciotto. Il 29 giugno arrivava a Madras la notizia della firma della pace fra Francia e Gran Bretagna.

## Le conseguenze

### Il trattato di Parigi

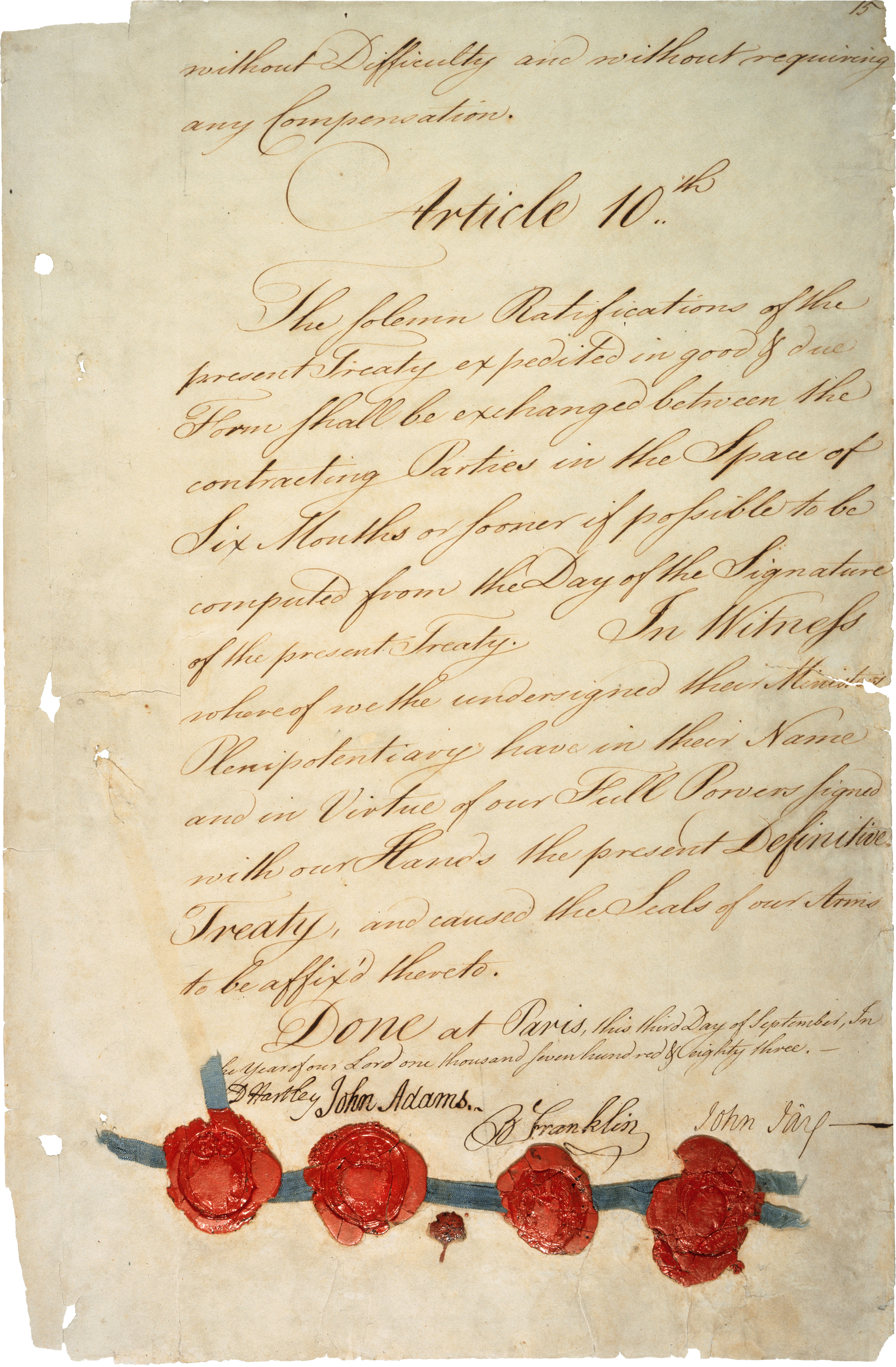
Ultima pagina del trattato di Parigi del 1783

Clinton fu richiamato in patria nella primavera del 1782, ufficialmente per le sue responsabilità nella sconfitta di Yorktown. In realtà gli inglesi volevano lanciare un chiaro segnale agli statunitensi che cominciarono le trattative di pace in estate. Il 30 novembre del 1782 Regno Unito e Stati Uniti d'America giunsero alla pace separata, firmata dal primo ministro britannico William Petty, marchese di Lansdowne e da Benjamin Franklin; il trattato stabiliva il cessate il fuoco tra i due stati e il riconoscimento inglese degli Stati Uniti ma rimandava alla pace definitiva tutte le questioni militari e territoriali.
Anche il Regno di Francia si avviava ormai ad iniziare dei colloqui di pace e i primi contatti ufficiali avvennero nel gennaio del 1783 a Versailles. Il 3 settembre 1783 venne infine firmato il trattato di Parigi che concludeva la guerra anche de iure. Le truppe inglesi lasciarono New York il 25 novembre mentre il 10 dicembre Washington si congedò dall'Esercito Continentale.
Il trattato stabilì l'acquisizione della sovranità da parte degli Stati Uniti per i territori ad est del Mississippi (non erano compresi però la Florida e parte dell'attuale Louisiana, territori ceduti agli spagnoli) e la possibilità di continuare l'espansione verso ovest. La libera navigazione fu garantita grazie ad alcuni suggerimenti di Franklin e, nonostante l'inflazione fosse alta e la guerra avesse portato distruzione, vi erano possibilità di ripresa economica.
Il Regno Unito, nonostante la sconfitta, rimase la più grande potenza marittima dell'epoca. La Spagna riuscì solo a riconquistare Minorca e a guadagnare alcuni possedimenti in Nordamerica, generando però una grave crisi politica che portò alla disgregazione del suo impero coloniale. Infine il Regno di Francia, pur conquistando il Senegal e Trinidad e Tobago, ponendo anche le basi per la conquista dell'Indocina francese, perse moltissime risorse per finanziare la guerra; la crisi derivante spianò la strada al successo della Rivoluzione francese.

### L'emigrazione dei lealisti
A causa della sconfitta inglese circa 170 000 lealisti emigrarono. Di questi 15 000 andarono in Canada contribuendo ad isolare la popolazione francofona mentre 70 000 preferirono ritornare in Inghilterra. I restanti si stabilirono o nelle colonie francesi e spagnole dell'ovest o nei territori americani dove ancora non arrivava la giurisdizione statunitense. Non tutti i lealisti scelsero di emigrare e molti, soprattutto perché non si erano esposti, rimasero negli Stati Uniti.
La perdita che ne derivò fu soprattutto qualitativa in quanto i lealisti avevano gusti europei, più raffinati di quelli americani, sull'arte, sulla cultura e sullo stesso stile di vita. Ad emigrare fu un'élite numerosa ed è opinione diffusa fra gli storici che, se questi fossero rimasti, la storia statunitense avrebbe potuto subire un altro corso (l'esempio utilizzato maggiormente è quello sul trattamento dei nativi: i lealisti vi simpatizzavano e vi stringevano alleanze mentre i "patrioti" li combattevano aspramente).
I lealisti che rimasero sul suolo statunitense, pur subendo vendette personali e patendo anche qualche morto, non subirono quelle persecuzioni di massa che caratterizzarono la rivoluzione francese e quella russa e questo spiega perché solo una minoranza di essi scelse di abbandonare il paese.

## Altri uomini famosi che hanno combattuto nella guerra
Nella guerra d'indipendenza americana combatterono come volontari o non, molte persone che in seguito sarebbero diventate figure importanti nella Storia tra cui:
- Daniel Shays, ideatore e protagonista della ribellione di Shays che si combatté nel Massachusetts dal 1786 al 1787 e che durante la guerra servì come soldato. Fu presente alle battaglie di Lexington, di Bunker Hill e di Saratoga.

- Henri Christophe, futuro Re di Haiti dal 1811 al 1820 che si ritiene abbia combattuto nel 1779 come tamburino per i francesi in un reggimento di soli uomini neri.

- Henri de Saint-Simon, considerato il fondatore del socialismo francese che combatté agli ordini del generale La Fayette.

- James Monroe, futuro quinto presidente degli Stati Uniti e tenente tra i Continentali durante la guerra. Fu ferito nella battaglia di Trenton.

- Andrew Jackson, futuro settimo presidente degli Stati Uniti che nel 1780, soldato, ancora giovanissimo, fu fatto prigioniero e poi liberato alla fine del conflitto.

- John Trumbull, pittore statunitense d'eccellenza autore di tantissimi quadri (tra cui "Declaration of Independence" del 1785) e ritratti (specialmente a Washington e John Adams) e che durante la guerra servì come maggiore al comando di Washington e di Horatio Gates.

- Louis Alexandre Berthier, futuro Ministro della guerra della Francia e Maresciallo di Napoleone Bonaparte, che prestò servizio dal 1780 al 1783 come ufficiale di stato maggiore sotto il generale Rochambeau, raggiungendo il grado di colonnello.

- Hans Axel von Fersen, nobile svedese che servì con Rochembeau e fece da intermediatore tra lui e Washington. Veterano della battaglia di Yorktown fu anche un amante di Maria Antonietta, conosciuta a un ballo in maschera.

## Opere tratte
La guerra d'indipendenza americana ha ispirato tantissime opere letterarie e cinematografiche e per la sua durata e ferocia gli autori hanno sempre impresso la forza, il coraggio e soprattutto il patriottismo dei primi americani.
Tra i film si ricordano:
- Il patriota del 2000 regia di Roland Emmerich con Mel Gibson in cui vengono mostrati i dettagli della guerra nel South Carolina come le Battaglie di Camden e Cowpens.
- Revolution del 1985 regia di Hugh Hudson con Al Pacino in cui vengono dettagliati gli avvenimenti a New York e i sottili rapporti tra coloni e nativi.
- La cavalcata di Paul Revere del 1913, regia di Émile Couteau, con Dolly Larkin e Raoul Walsh in cui viene esaltato l'omonimo avvenimento, diventato leggendario per gli americani.
- Il mistero di Sleepy Hollow del 1999, regia di Tim Burton con Johnny Depp in cui viene raccontata la leggenda del celebre cavaliere senza testa, il quale si tratterebbe di un soldato assiano morto durante la guerra.
- L'episodio Bunker Hill Bunny dalla serie animata dei Looney Tunes in cui Bugs Bunny veste i panni di un soldato americano e combatte contro un soldato assiano, Sam Von Schamm, interpretato da Yosemite Sam.
- Hamilton racconta di Alexander Hamilton durante la rivoluzione e dopo.

Per le opere letterarie spiccano invece i romanzi Manituana del 2007, opera di Wu Ming, un collettivo di scrittori bolognesi in cui viene inquadrata la vita nel Nordamerica nel Settecento e Alice of Old Vincennes, del 1900, opera di Maurice Thompson in cui viene immortalata la leggenda di Alice, una ragazza che secondo la tradizione dopo la presa di Fort Sackville (l'antica Vincennes, nell'Indiana) il 25 febbraio 1779 da parte delle truppe del generale americano George Rogers Clark avrebbe scoperto e sventolato sotto gli occhi del comandante britannico, Henry Hamilton una bandiera americana. The spy: a tale of the neutral ground di James Fenimore Cooper del 1821 è ambientato durante la guerra d'indipendenza, verso la fine del 1780
Il videogioco Assassin's Creed 3 è ambientato durante la guerra d'indipendenza.